# 法政大学
法政大学（ほうせいだいがく、英語: Hosei University）は、東京都千代田区富士見二丁目17番1号に本部を置く日本の私立大学。1880年創立、1920年大学設置。大学の略称は法政（ほうせい）、法大（ほうだい）。

## 概説

### 大学全体
法政大学は、1880年4月設立の東京法学社（のち東京法学校） および1886年設立の東京仏学校を前身とする、私立総合大学である。現総長はコー・ダイアナ。
明治初期の頃、近代国家にふさわしい制度づくりの必要性や、自由民権運動が昂揚する時代背景などから、近代的な法治システムや権利義務等を教育する、フランス法系の私立法律学校として創設された。これは法学部へと発展した日本最古の私立法律学校である。
また、1920年に大学令準拠の旧制私立大学に昇格した一校であり、東京六大学の一校でもある（東京六大学野球連盟も参照）。現在では、15学部・大学院17研究科を擁する総合大学となっており、スーパーグローバル大学に選定されている。
本部キャンパスは、東京都千代田区に所在する。旧江戸城外堀や皇居、北の丸公園、靖国神社附近に立地しており、都心の緑地に囲まれている。昭和期には郊外へと校地を広げ、現在は東京都内の市ケ谷・小金井・多摩に3キャンパスを有する。
一般入試の実志願者数では、2019年・2020年・2022年に日本一となっている。
創立者のほかに、初代教頭のギュスターヴ・エミール・ボアソナード (Gustave Émile Boissonade) と初代総理（総長）の梅謙次郎を学祖とする。

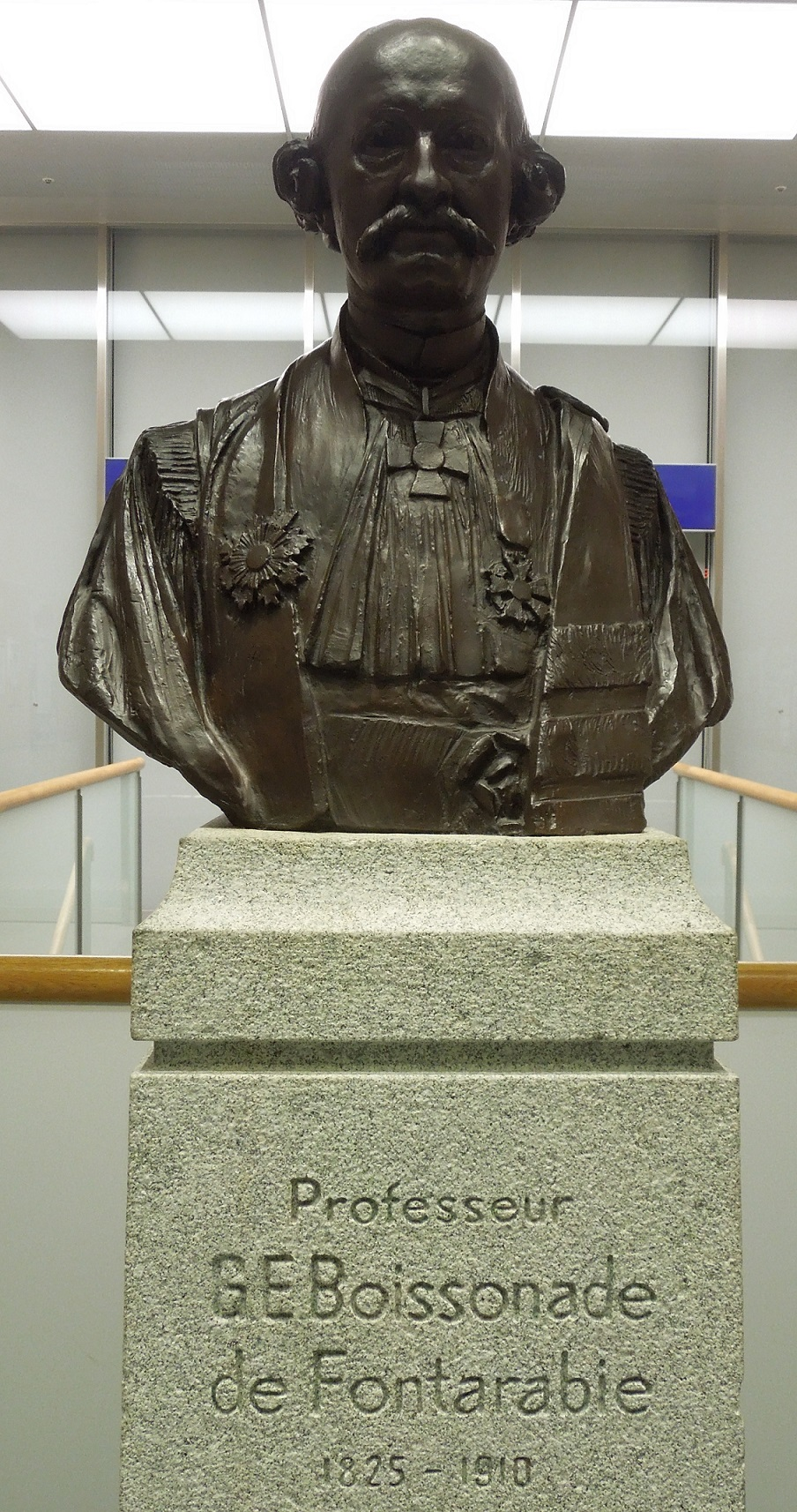
ボアソナード博士像。1934年フェリックス・ベヌトー作。最高裁判所とパリ大学にも同じ原型の胸像が置かれている。
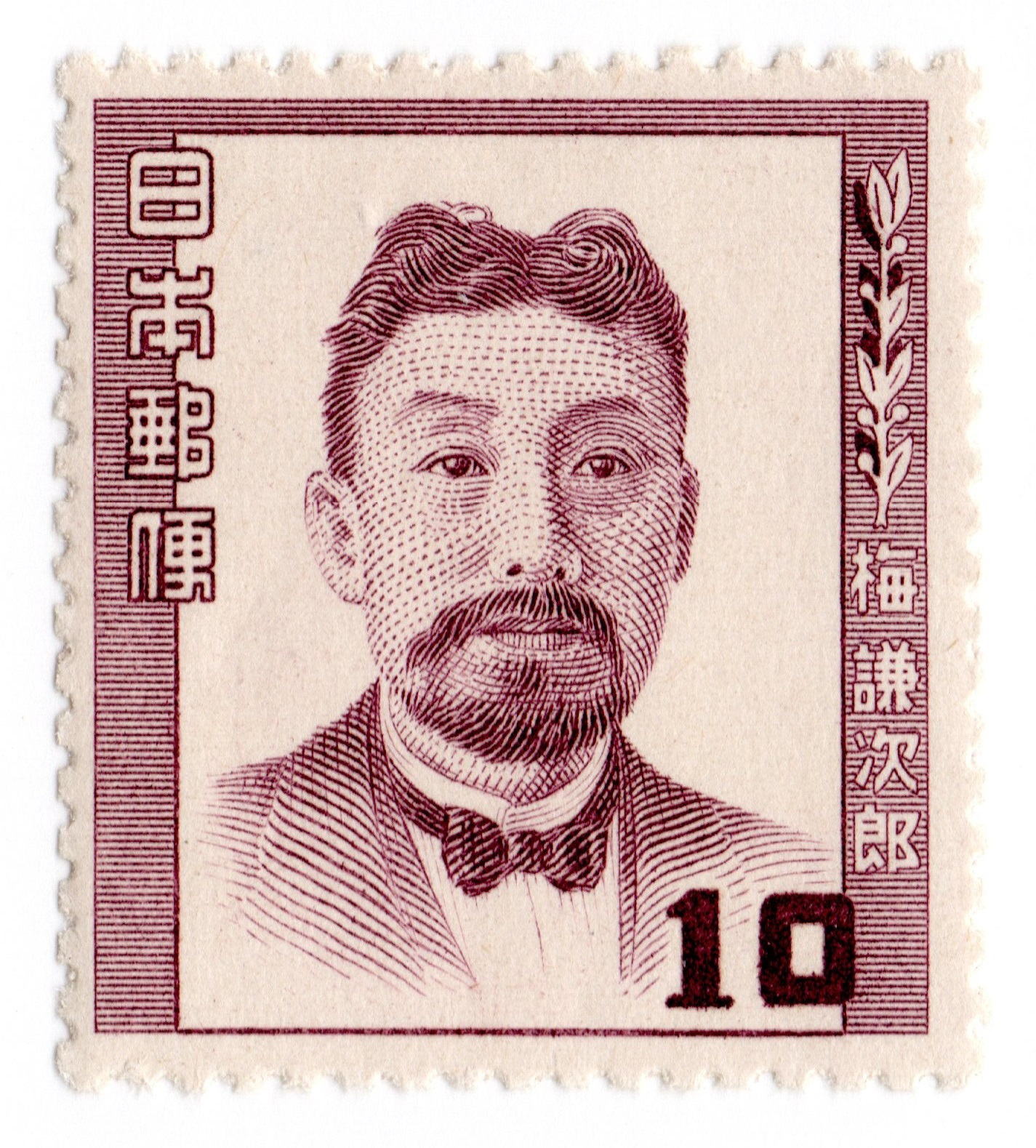
梅謙次郎文化人切手。1952年郵政省発行。昭和以前に切手の題材となった唯一の日本人法学者。

### 理念・目的
自由な学風と進取の気象
建学以来「自由な学風と進取の気象」を校風としている。「自由と進歩」は1880年の「東京法学社開校ノ趣旨」に述べられており、「進取の気象」は法政大学校歌に謳われている。
また、戦後これらの伝統にヒューマニズムの精神を加味した3つの指針「独立自由な人格の形成」、「学問を通じたヒューマニティの昂揚」、「日本人の社会生活の向上に寄与する人材の育成」を定めている。
その後、「開かれた大学、開かれた精神」や「自立型人材の育成」を基本理念としながら、大学運営を行ってきた。そして、2016年に大学憲章を定めたうえで、次のようなミッションを掲げている。
| 「 | 1. 本学の使命は、建学以来培われてきた「自由と進歩」の精神と公正な判断力をもって、主体的、自立的かつ創造的に、新しい時代を構築する市民を育てることである。 2. 本学の使命は、学問の自由に基づき、真理の探究と「進取の気象」によって、学術の発展に寄与することである。 3. 本学の使命は、激動する21世紀の多様な課題を解決し、「持続可能な地球社会の構築」に貢献することである。 | 」 |

### 教育・研究
前身の東京法学社は、私立法律学校特別監督条規に基づいて帝国大学総長の監督下にあった、日本最古の私立法律学校として知られる。五大法律学校の中でも最も早く設立されたものであり、これが現在の法学部のルーツである。
また、経済学部が東京帝国大学や京都帝国大学そして慶應義塾大学に次いで4番目に設立され（1920年）、経営学部も神戸大学や明治大学に次いで3番目に設立されており、多くの伝統学部が存在する。
さらに1947年に日本最初の大学通信教育課程を開設 した他、1952年には中央労働学園大学の社会学部（日本の大学で初めて設立された社会学部）を吸収合併。1995年にも日本最初の夜間博士後期課程を開設している。
企業側へ学生を派遣し、短期就職させるインターンシップも他大学に先立ち早くから始動させている。また、生涯設計や就職活動などに対する意識をいち早く形成させる目的の「キャリアデザイン学」を開講しており、学部の枠を超えて1年次から教養科目として履修できる。
2011年に公務員および法曹を目指す学生を支援するための「公務人材育成センター」を設置して公務員講座・法職講座を開講、2014年には「高度会計人育成センター」を設置して会計専門職講座を開講している。
国際社会で活躍できる人材を育成するための「グローバル教育センター」を2014年に開設しており、各学部のカリキュラムに連動した海外留学制度や国際ボランティア・国際インターンシップなどの様々な国際教育プログラムを整備している。
学内においては、交換留学生と所定の条件を満たした日本人学生を対象に英語でゼミを行う「交換留学生受入れプログラム (ESOP)」を市ヶ谷キャンパスで開講しているほか、全学部の学生を対象に授業をすべて英語で行う「グローバル・オープン科目」や、ネイティブスピーカー講師による英語スキルの養成などを目的とした「英語強化プログラム (ERP)」、ネイティブスピーカーと英語で自由に会話できる「Gラウンジ (Global Lounge)」を、市ヶ谷・多摩・小金井の全キャンパスに設けている。
2003年より教育の質を向上させることを目的としたファカルティ・ディベロップメント（Faculty Development、通称FD）プログラムを実施している。具体例としては、授業の満足度等を学生が評価する「学生による授業評価アンケート」を年2回行っている。
2008年には総長室に「大学評価室」を付置し、自己点検・評価のための情報収集・調査・分析などを行っている。

## 沿革
（沿革節の主要な出典は公式サイト）

### 草創期の歴史

#### 東京法学社から東京法学校へ

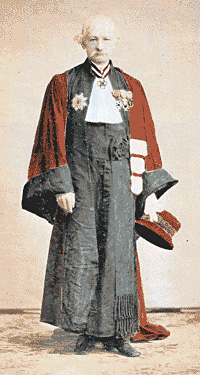
日本近代法の父で法政大学の学祖でもあるボアソナード。日本最初の近代法典の起草者として国内法整備に大きく貢献したほか、司法省を中心に、太政官、元老院、外務省、国際法の顧問も務め、日本の勲章を受章した最初の外国人となった。また、10年以上にわたり、無報酬で法政大学の基礎を築いた。

法政大学の前身である東京法学社は、1880年（明治13年）4月、当時の神田区駿河台北甲賀町に設立された。
フランス法の流れを汲む金丸鉄・伊藤修・薩埵正邦・堀田正忠・元田直ら7名 の法律家・司法省関係者によって創立されたもので、「教師を聘し、専ら我国の新法を講義し、又仏国法律を講義す」る講法局と、「上告、控訴、初審の詞訟代言を務め、又代言生を陶冶す」る代言局で構成されていた。つまり、学内に弁護士事務所を置いて、学生に弁護士業務を体験させるリーガル・クリニックを備えた現代の法科大学院の原型といえる。
しかし、同年5月に「代言人規則」（現在の弁護士法に相当）が改正され、代言人組合以外に「私に社を結び号を設け営業を為したる」代言人は懲戒の対象となったため、代言局での実務教育は続行できなくなった。そのため、東京法学社は講義中心の通常の法律学校としての性格を強め、薩埵が中心となって1880年（明治13年）9月12日に「開校」。翌1881年（明治14年）5月に講法局が独立して東京法学校と改称した。
1883年（明治16年）には、ボアソナードが初代教頭に就任。パリ大学から招聘された日本政府の法律顧問で、不平等条約の撤廃のため日本の近代法整備に大きく貢献した。その功績から「日本近代法の父」 と呼ばれている。その後、1886年（明治19年）に帝国大学特別監督学校となり、1888年（明治21年）には文部省令第3号「特別認可学校規則」 により特別認可学校となった。

東京法学社および東京法学校の主な関係者
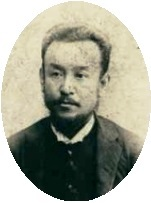
薩埵正邦。東京法学校主幹として草創期の運営に尽力した後、京都大学法学部の源流となる第三高等中学校法学部の開設当初から指導にあたった。第三高等学校法学部初代教授。
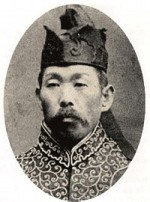
金丸鉄。元田直の協力のもと東京法学社を設立。日本最初の法律専門雑誌『法律雑誌』の創刊者。
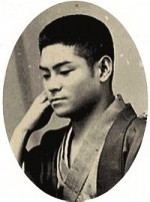
伊藤修。金丸、薩埵と共に東京法学社創立に参画。代言局を担当。明治時代の代言人（弁護士）。
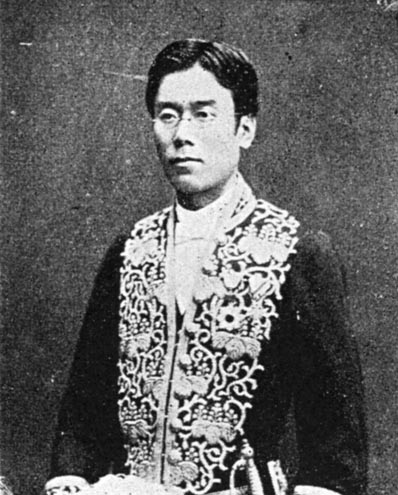
司法省刑事局長時代に東京法学校の校長に就任した河津祐之。元老院書記官、大阪控訴院検事長、名古屋控訴裁判所検事長、司法大書記官、逓信次官等を歴任。

#### 仏学会・東京仏学校の設立

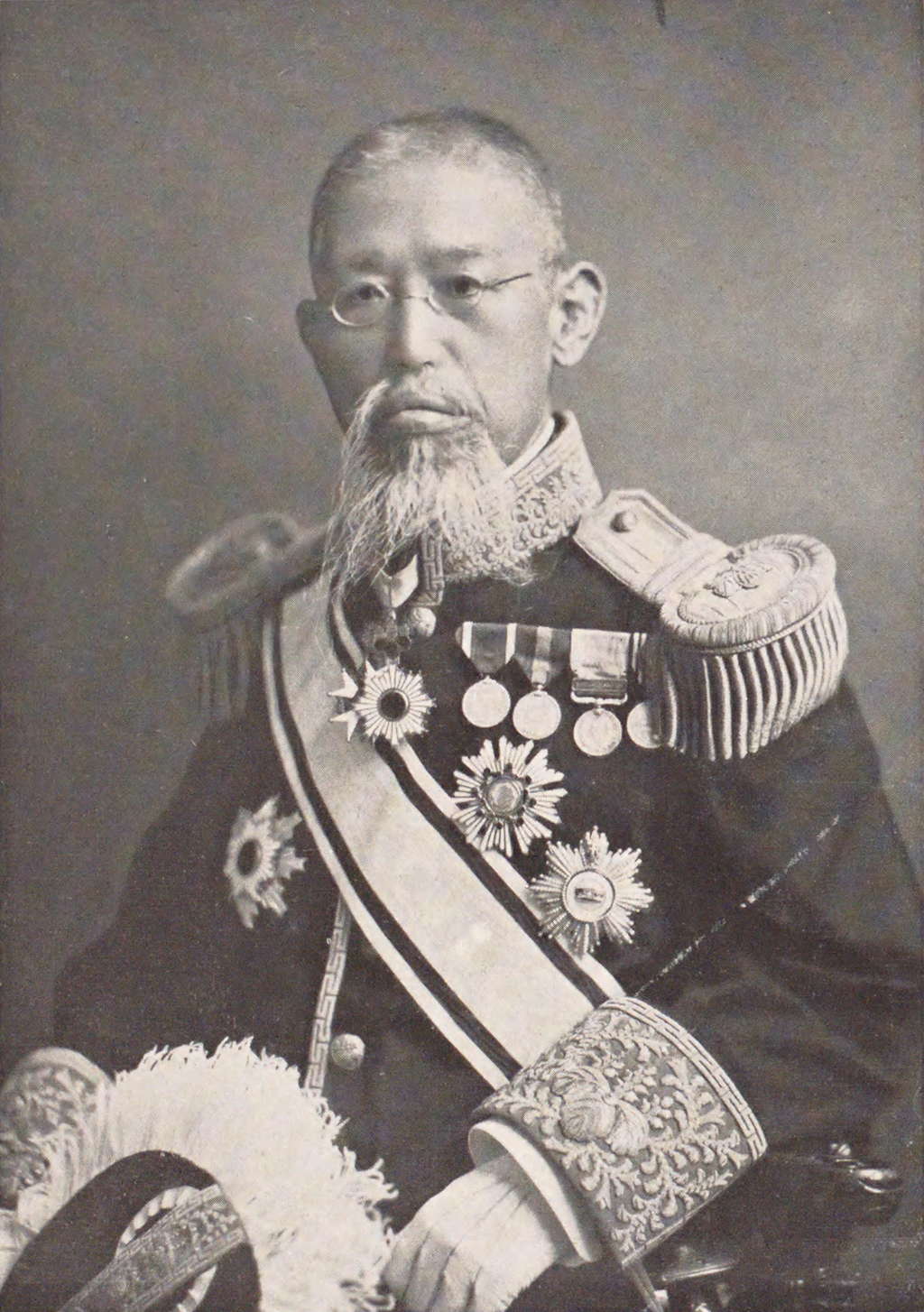
仏学会の創立会員であり、初代会長に就任した文部次官の辻新次。近代的教育制度の策定に尽力し、「教育社会の第一の元老」「明治教育界の元勲」と評された。

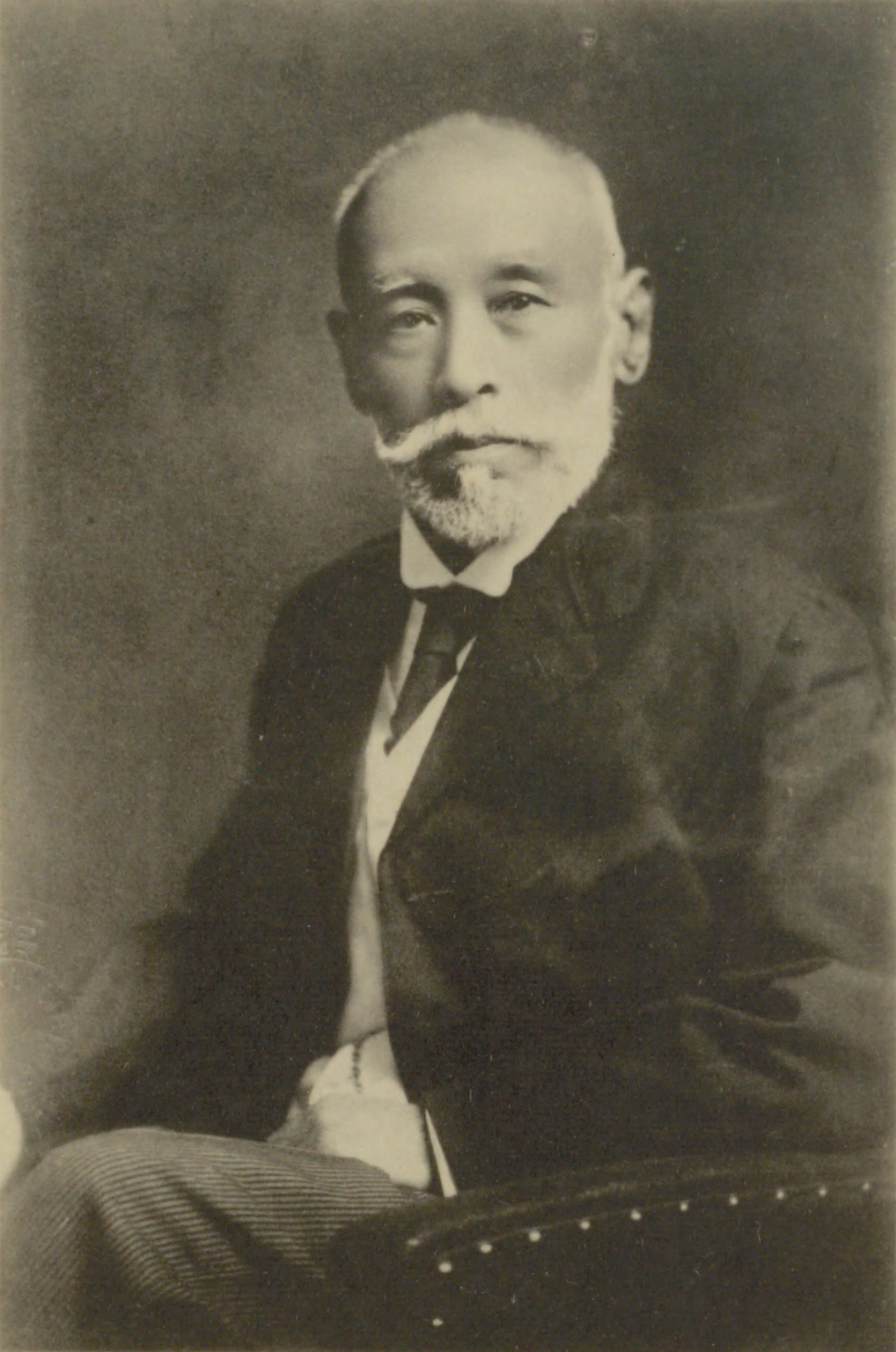
仏学会創立会員で、帝国大学工科大学初代学長と東京仏学校初代校長を兼任した古市公威。土木学会初代会長、日本工学会理事長、理化学研究所第2代所長。

1886年（明治19年）4月に、辻新次（初代文部次官）・古市公威（帝国大学工科大学初代学長）・長田銈太郎（宮内省式部官、明治天皇の通訳）・山崎直胤（内務省初代県治局長）・平山成信（後の枢密顧問官）・寺内正毅（後の第18代内閣総理大臣、元帥陸軍大将）・栗塚省吾（後の大審院部長判事）の7名が、フランス学の普及を目的とした教育機関設立を計画。
同年5月に仏学会 (La Société de Langue Française) が組織され（初代会長は辻新次）、11月に同学会が神田区小川町の東京法学校の正面に東京仏学校を設立した（初代校長は古市公威）。
同校は1885年（明治18年）に旧東京大学に統合された官立の仏法系学校・司法省法学校の後身校的な性格をもち、フランス語で教授する法律科を有し、政府からは手厚い資金援助を受けていた。
また仏学会の会員には、名誉総裁に伏見宮貞愛親王、閑院宮載仁親王、小松宮依仁親王（後に東伏見宮）、名誉会員に徳川昭武（第15代将軍徳川慶喜の弟、水戸藩第11代藩主）、徳川篤敬（水戸徳川家第12代当主）、鍋島直大（佐賀藩第11代藩主）、蜂須賀茂韶（徳島藩第14代藩主）、太田資美（掛川藩第7代藩主）、大木喬任（元老院議長、枢密院議長）、山田顕義（司法大臣）、ボアソナード、アッペール等が名を連ね、彼ら会員からの支援も受けながら東京仏学校は設立・運営された。
なお、当時の文部官僚トップで東京仏学校設立の中心人物であった辻新次と、当時の司法省刑事局長で後に東京法学校の校長に就任した河津祐之は、1872年（明治5年）頃の文部省において箕作麟祥のもとで学制の起草にあたっていた元同僚であり、両者とも仏学会の創立会員である。
当初はフランス学を教授することを目的としていたが、法律科の設置以降は法律学校としての性格を強め、1888年（明治21年）に文部省令第3号「特別認可学校規則」 により特別認可学校となった。

仏学会および東京仏学校の主な関係者
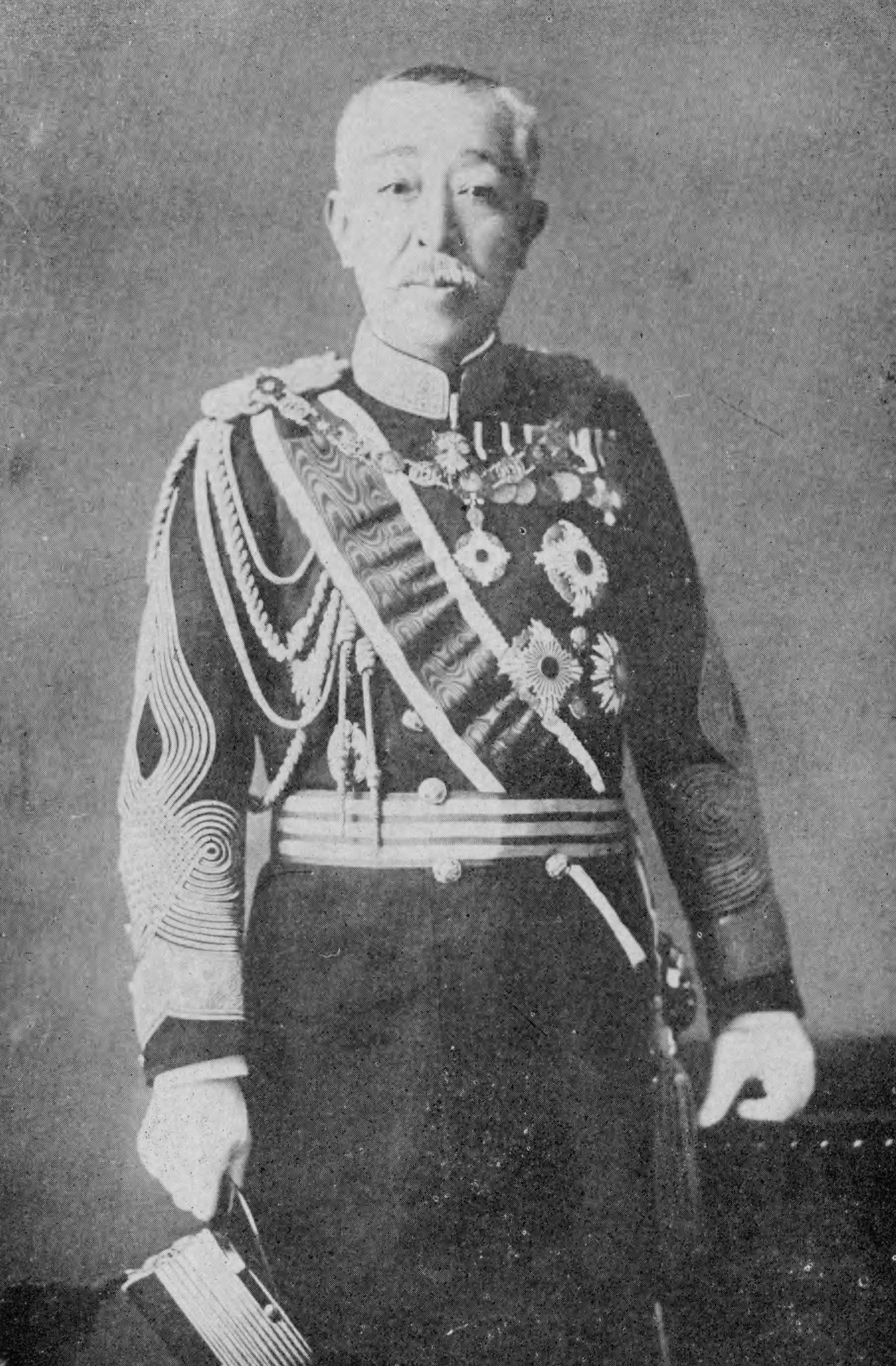
仏学会名誉総裁であった伏見宮貞愛親王。皇族。第4代内大臣。大勲位菊花章頸飾。理化学研究所創設時に総裁に就任。
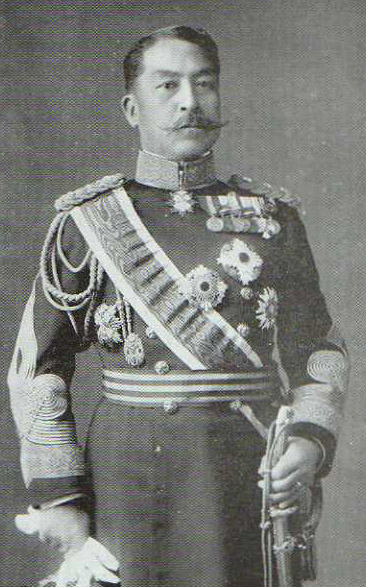
会則改正により仏学会総裁に就任した閑院宮載仁親王。皇族であると同時に元帥陸軍大将。仏学会が日仏協会へ移行後も、初代総裁に就任。
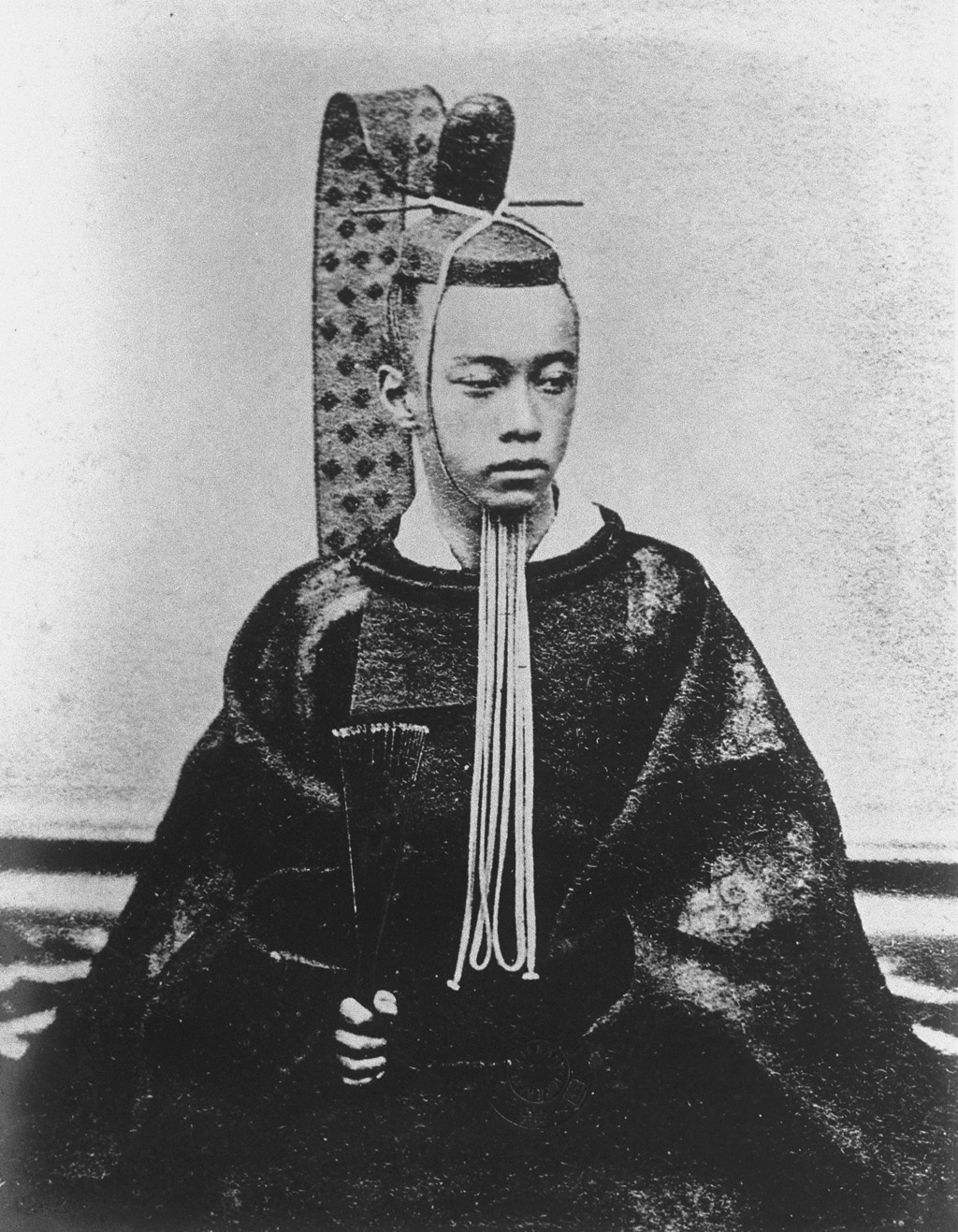
仏学会名誉会員であった徳川昭武。江戸幕府第15代将軍・徳川慶喜の弟。水戸藩第11代藩主。将軍の名代としてパリ万博に出席。
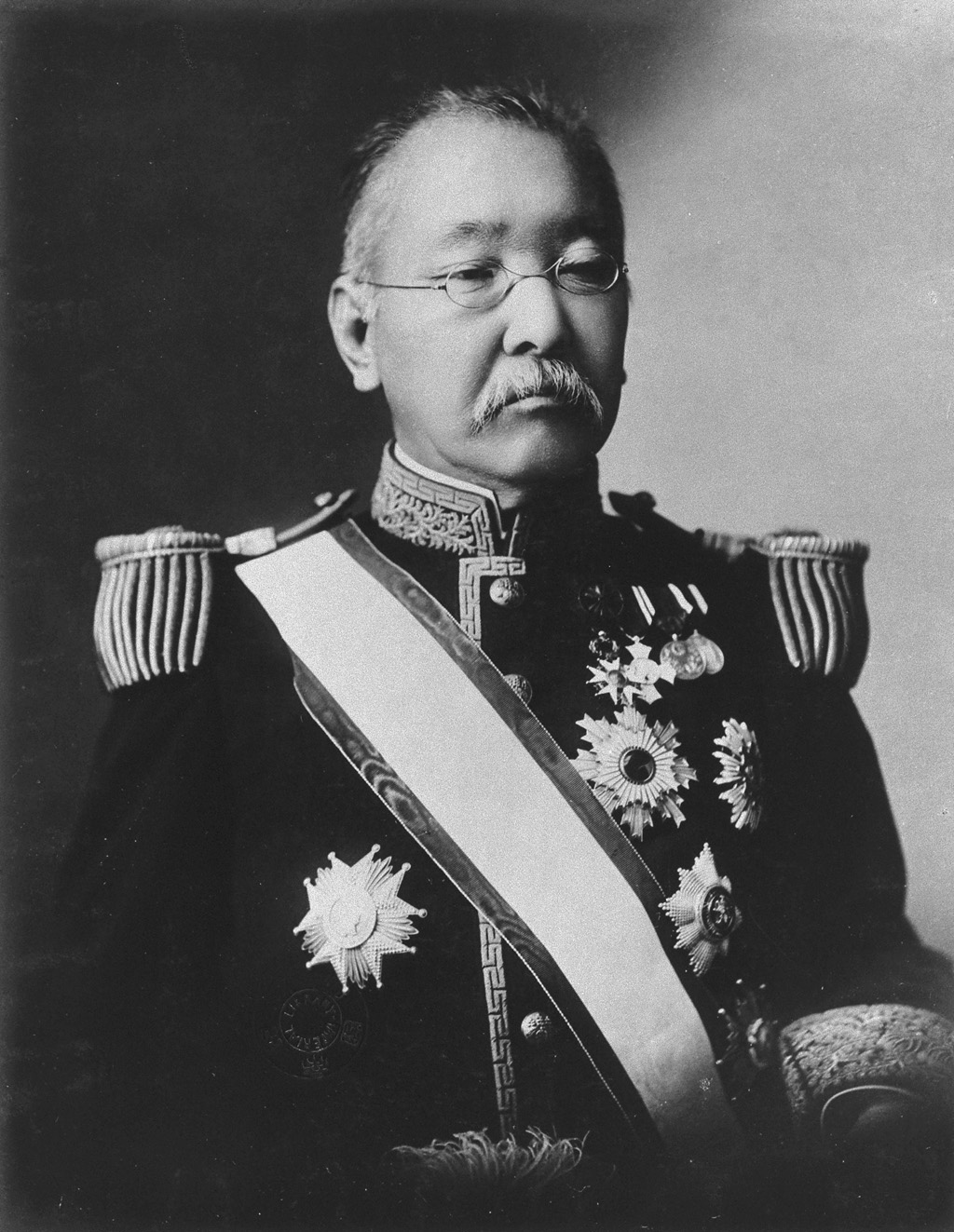
仏学会名誉会員であり、東京仏学校の商議委員を務めた蜂須賀茂韶。徳島藩第14代（最後）の藩主であり、公爵。貴族院議長、文部大臣を歴任。
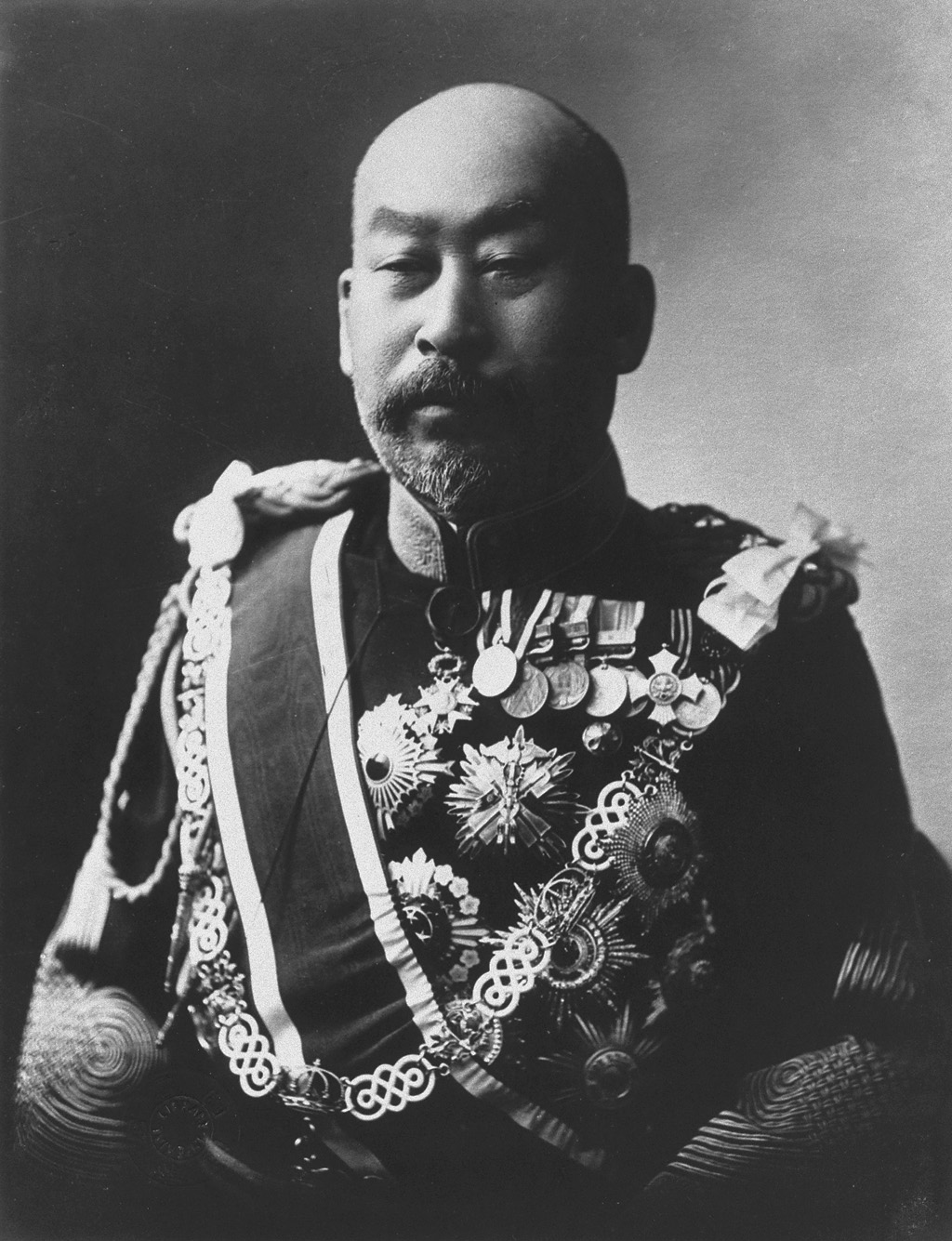
東京仏学校設立のため辻新次や古市公威らと仏学会を組織し、創立会員となった寺内正毅。後の第18代内閣総理大臣、元帥陸軍大将。

#### 東京法学校と東京仏学校の合併
フランス法系の結集を図るため、1889年（明治22年）5月の仏学会臨時総集会において、東京法学校と東京仏学校の合併ならびに和仏法律学校への改称が決議され、9月9日に同校が正式に発足した。
初代校長には、当時の司法次官（司法官僚トップ）で日本における「法律の元祖」 といわれる箕作麟祥が就任。以後、日本の現行諸法典を創った法典調査会の中心人物が校長に就任している。その中でも、「日本民法典の父」 といわれる梅謙次郎は、20年間にわたり学監、校長、初代総理として、本学の発展に大きく貢献した。
梅が校長を務めていた1903年（明治36年）に法政大学と改称（専門学校令準拠）。その後、1920年（大正9年）に日本の私立大学では慶應義塾大学・早稲田大学についで、最も古い段階で大学令に基づく大学となった（詳しくは旧制大学参照）。そして、1949年（昭和24年）より新制大学となって今に至っている。

和仏法律学校の主な関係者
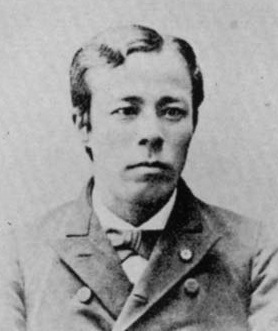
司法次官時代に和仏法律学校初代校長に就任した箕作麟祥。日本で初めて「権利」「義務」「憲法」といった訳語を用いて近代法典を翻訳し、日本における「法律の元祖」と評された。後に校長と行政裁判所長官を兼任。
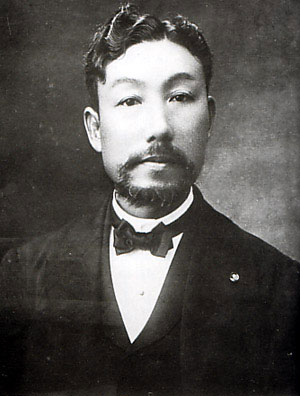
学祖・梅謙次郎。和仏法律学校校長、のち法政大学初代総理。民法・商法起草者。東京帝国大学法科大学長、文部省総務長官。「法政大学」と名付けた人物であり、20年間にわたり無報酬で本学の発展に尽力した。
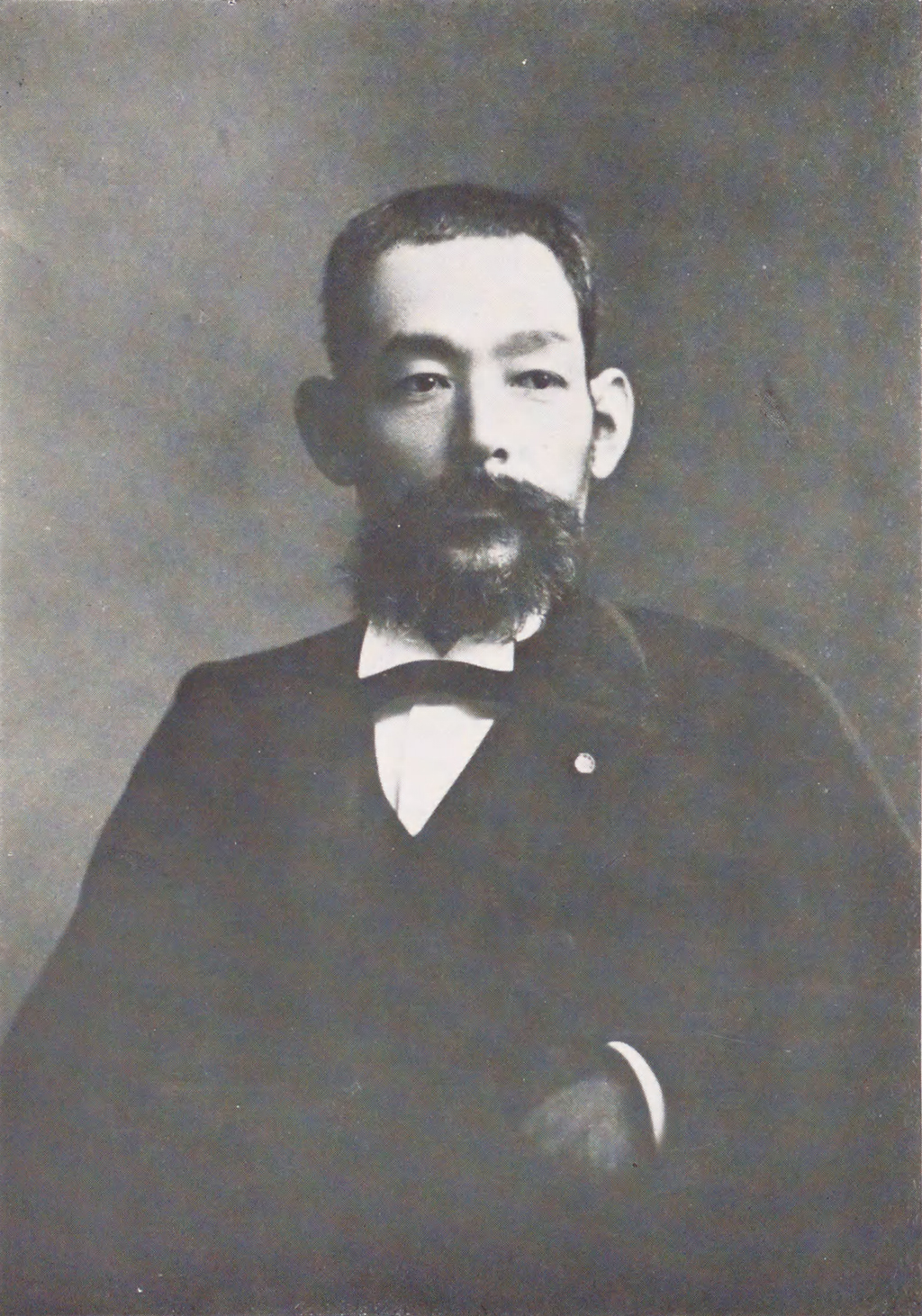
富井政章。和仏法律学校校長。帝国大学法科大学長。薩埵の義理の兄で、東京法学校時代から本学の発展に貢献した。梅とともに現行民法典を起草した三人のうちの一人。貴族院勅選議員、枢密顧問官。
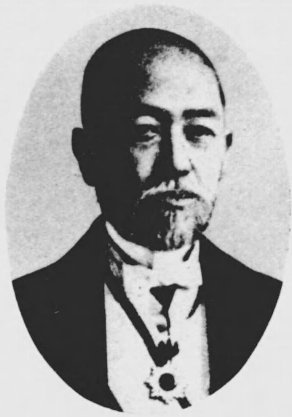
司法次官時代に和仏法律学校校長に就任した横田国臣。法典調査会第三部長（刑法起草責任者）、検事総長、大審院院長（最高裁判所長官）。
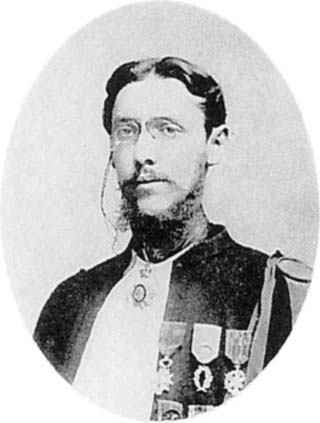
和仏法律学校の第2代教頭に就任したミシェル・ルヴォン (Michel Revon)。司法省名誉法律顧問。東京帝国大学法科大学教授。ボアソナードの後任者として梅謙次郎を支えた。帰国後、ソルボンヌ大学教授に就任[29]。

### 年表

#### 明治
- 1880年（明治13年）

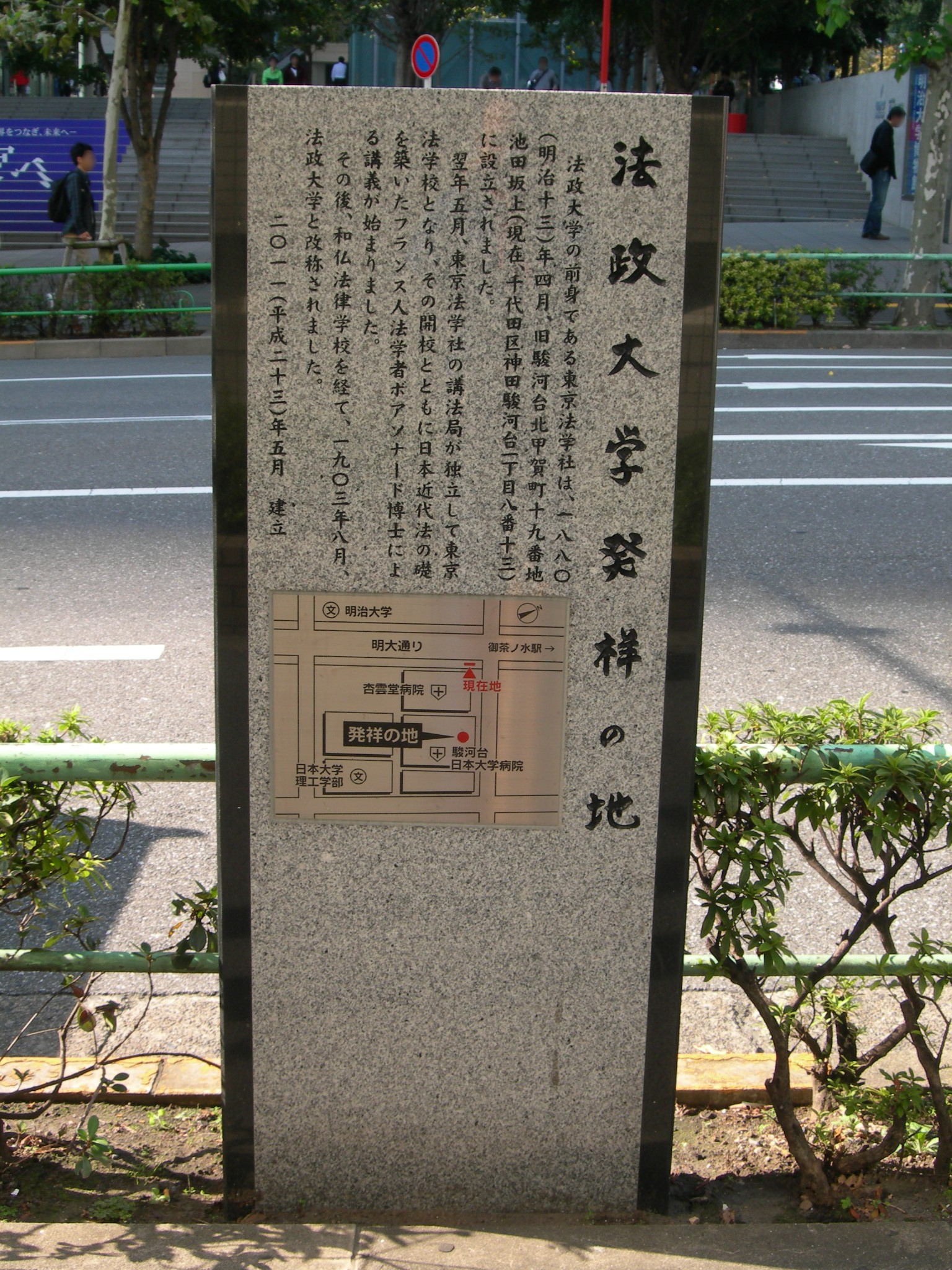
「法政大学発祥の地」記念碑。前身の東京法学社は、1880年4月に当時の神田駿河台北甲賀町19番地池田坂上に設立された。

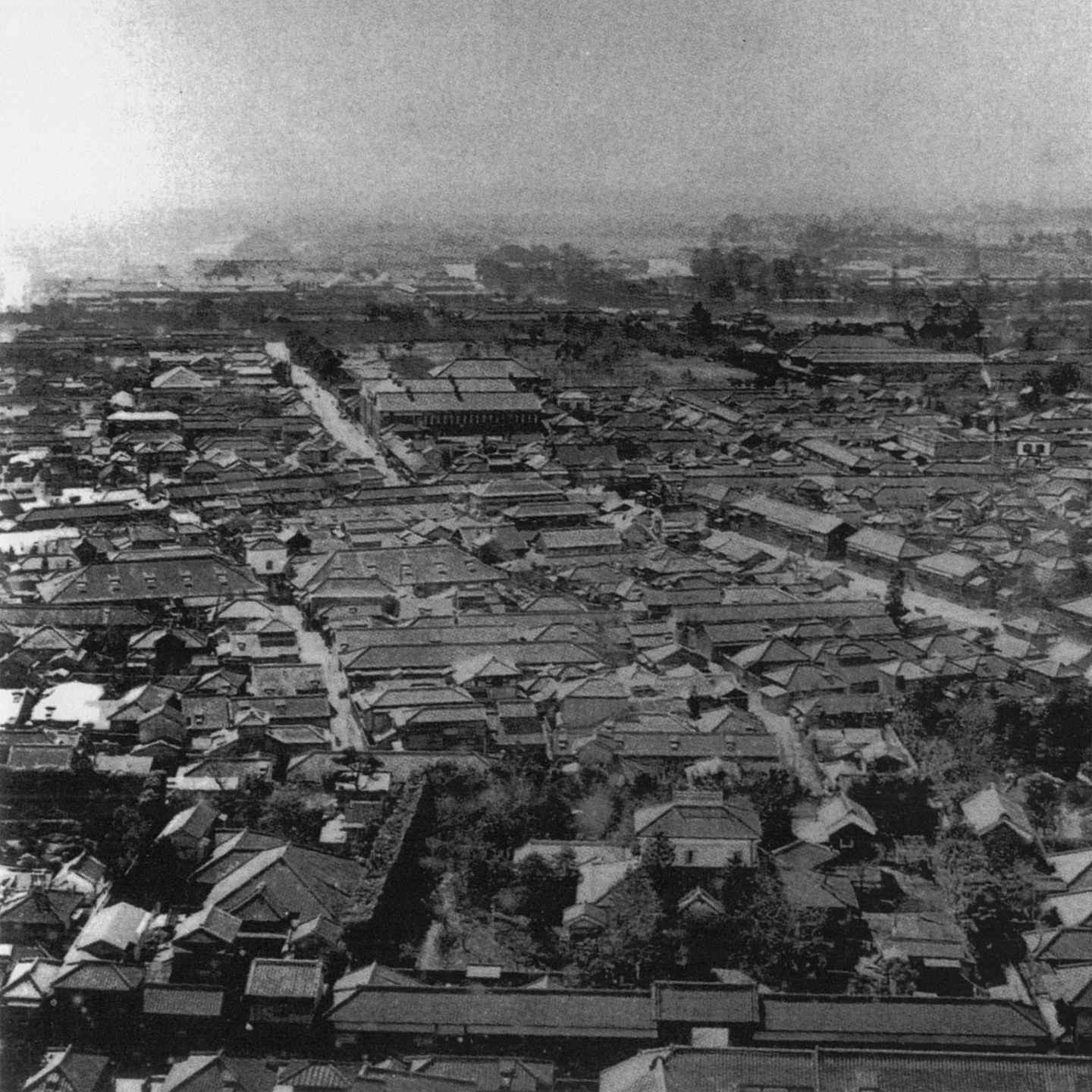
明治中期の小川町・錦町方面（ニコライ堂から撮影）

  - 4月 - 東京府神田区駿河台北甲賀町で東京法学社講法局・代言局開設。現在の法政大学はこれをもって大学の創立としている。
  - 9月 - 講法局が本格的に開校。
  - 12月 - 神田区神田錦町に移転。
- 1881年（明治14年）5月 - 講法局が独立し東京法学校と改称（主幹薩埵正邦）。
- 1883年（明治16年）9月 - 初代教頭にボアソナード（旧民法・旧刑法・治罪法（刑事訴訟法）起草者、日本政府顧問）が就任。修業年限を3年とする。
- 1884年（明治17年）3月 - 神田区小川町に移転。
- 1885年（明治18年）
  - 6月 - 最初の卒業生8人を出す[30]。
  - 9月 - 東京法学校の通信教育機関（中央法学会）設立。
- 1886年（明治19年）
  - 4月 -辻新次（初代文部次官）、古市公威（帝国大学工科大学初代学長）、長田銈太郎（外交官、明治天皇の通訳）、寺内正毅（後の第18代内閣総理大臣、元帥陸軍大将）ら7名[注釈 4] が、フランス学の普及のために仏学校設立を計画。さらに5月には仏学会（日仏協会の前身）を組織した。[注釈 5]。
  - 11月 - 同学会が神田区小川町の東京法学校の正面に東京仏学校を設立[31]。初代校長は古市公威。
  - 12月 - 私立法律学校特別監督条規公布により、東京法学校など五大法律学校が帝国大学特別監督下に入る。
- 1887年（明治20年）10月 - 校友会を設立[32]。
- 1888年（明治21年）
  - 3月 - 五大法律学校連合大討論会に参加。同討論会は1890年7月まで13回開催された[33]。
  - 5月 - 東京法学校、普通科と法律科を設置、補習科を廃止。
  - 6月 - 認可生・員外生・傍聴生の制度を新設。
- 1889年（明治22年）
  - 5月 - 東京法学校と東京仏学校とが合併、和仏法律学校と改称。初代校長に箕作麟祥（元老院議官、司法次官、貴族院勅選議員、行政裁判所長官、法典調査会主査委員、男爵）就任。
  - 12月 - 校外生制度を新設。
- 1890年（明治23年）
  - 6月 - 現在の市ケ谷キャンパスにほど近い、麹町区富士見町6丁目16番地の九段上校舎に移転。
  - 7月 - 第1回衆議院議員総選挙で旧東京法学校卒業生2名（山田東次・田辺三五郎）当選。
- 1892年（明治25年）12月 - 第3回帝国議会で民法・商法施行延期法案可決（仏法派に打撃）。
- 1893年（明治26年）12月 - 和仏法律学校、司法省指定学校となる。
- 1895年（明治28年）3月 - ボアソナードがフランスに帰国（翌月和仏法律学校名誉教頭に推挙）。
- 1896年（明治29年）4月 - 和仏法律会を設立。
- 1898年（明治31年）
  - 11月 - 学校組織を財団法人に改める。
  - 12月 - 理事・幹事制新設。
- 1899年（明治32年）
  - 4月 - 五大法律学校懸賞討論会を開催（1908年まで年1回開催）。
  - 6月 - 高等科を開設。
  - 11月 - 図書閲覧室を開設。『法学志林』創刊。
- 1900年（明治33年）9月 - 台湾協会学校(現在の拓殖大学)が九段上校舎を借用（翌年まで）[34]。
- 1903年（明治36年）8月 - 専門学校令により法政大学と改称[注釈 6]、予科・大学部・専門部・高等研究科を設置。校長を総理と改称。初代総理に梅謙次郎（民法・商法起草者、東京帝国大学法科大学長、内閣法制局長官、文部省総務長官）就任。
- 1904年（明治37年）4月 - 専門部実業科を新設。清国留学生のための法政速成科を設置。
- 1907年（明治40年）
  - 2月 - 実業科を商科と改称。
  - 12月 - 学友会を結成。
- 1908年（明治41年）
  - 4月 - 法政速成科の学生募集停止。
  - 5月 - 大学部を法律科と政治科に分離、専門部に政治科を設置。

- 1909年（明治42年）

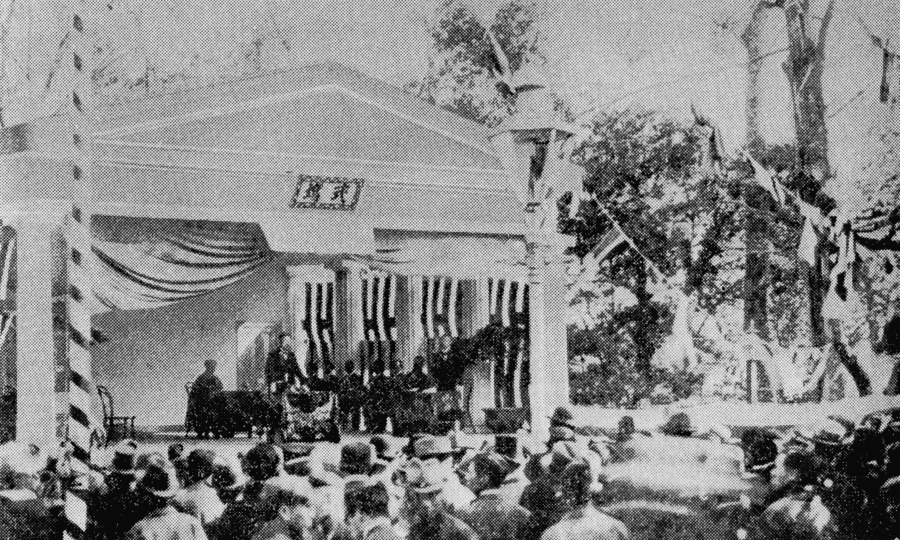
法政大学創立30周年記念式典（1909年4月25日）

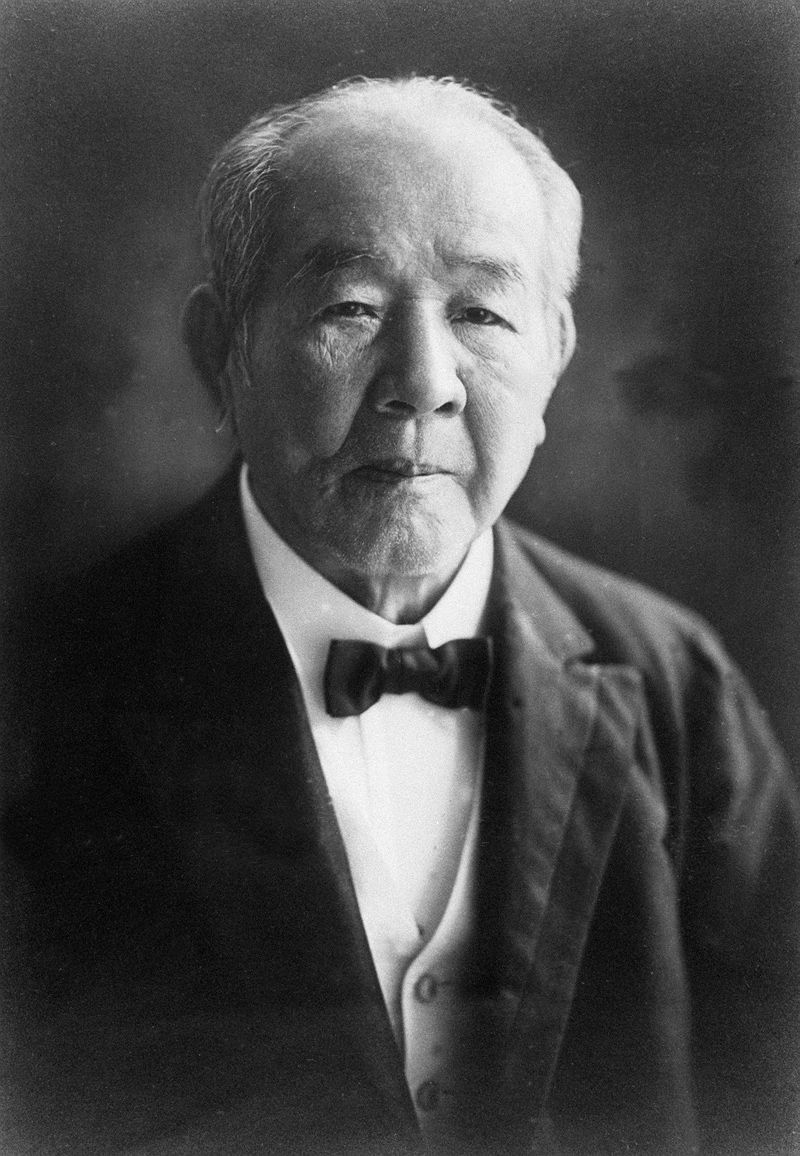
創立30周年記念式典の来賓として招かれた渋沢栄一。社会学部のルーツである協調会の設立に深く関わり、自らも副会長に就任した。なお会長は徳川家達。

  - 4月 - 創立30周年記念式典を挙行。来賓に渋沢栄一（当時は男爵）、桂太郎（第11・13・15代内閣総理大臣）、岡部長職（第15代司法大臣）、小松原英太郎（第21代文部大臣）、駐日フランス大使代理参事官等。
  - 7月 - 夜間授業を昼間授業に改める。
- 1910年（明治43年）
  - 2月 - 入学者が激減したため、再び夜間授業に戻す[35]。東京高等予備校を開設。
  - 6月 - ボアソナード死去。
  - 7月 - 梅謙次郎死去。
  - 10月 - 古賀廉造が専任理事に就任（総理は空席）[注釈 7]。

#### 大正

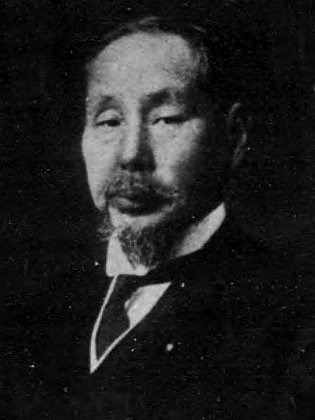
大学令後の初代学長松室致。司法大臣等の国の要職を務めながらも、校地移転、新校舎建設、学部や教職員の拡充、六大学野球連盟加入など、「大学」法政の骨格を築き上げた。

- 1913年（大正2年）6月 - 総理を学長と改称、松室致（第17・21代司法大臣、検事総長、枢密顧問官、貴族院勅選議員）が学長に就任.。
- 1915年（大正4年）4月 - 野球部が正式に発足。中野（新井薬師）にグラウンドを開設[注釈 8]。
- 1917年（大正6年）4月 - 東京六大学野球連盟の前身である三大学（早慶明）リーグに野球部が加盟、四大学リーグ（早慶明法）結成、神田橋グラウンドを借用[注釈 9]。
- 1918年（大正7年）
  - 8月 - 予科の修業年限を3年に延長する。
  - 10月 - 麹町区富士見町4丁目の土地を購入（現在の市ケ谷キャンパス敷地）。当初は現在よりも敷地は狭く、徐々に敷地を買収・拡張していくことになる[36]。
- 1919年（大正8年）
  - 10月 - 大学令による法政大学設立認可申請を行う。
  - 中野球場完成[注釈 8]。
  - 扶信会（東大新人会の影響を受けた学生団体）結成[37][注釈 10]。

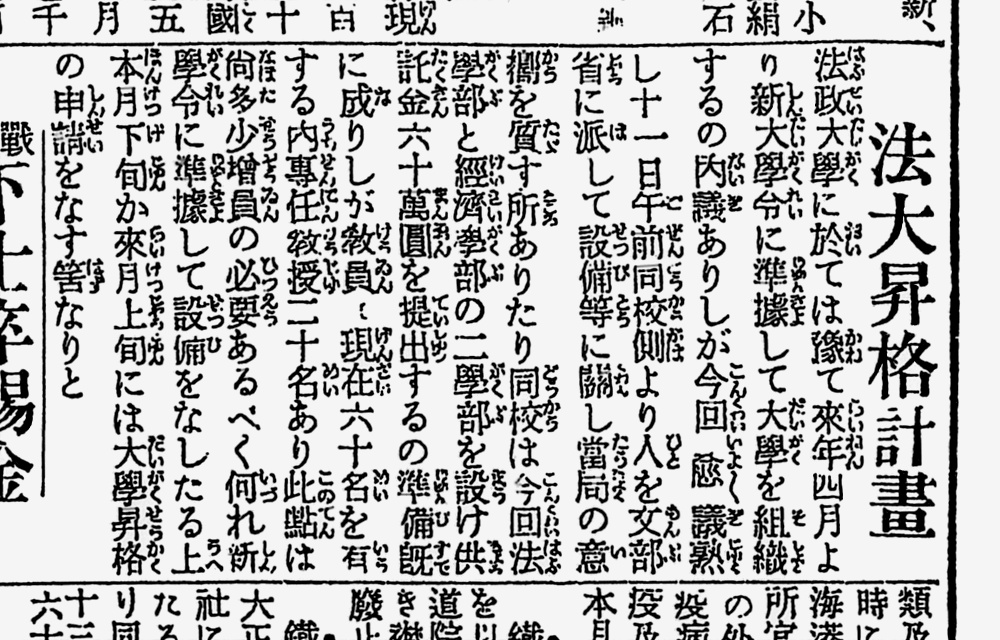
法大昇格計画（『東京朝日新聞』 1919年9月12日付朝刊4面）

『官報』（1920年4月16日付）文部省告示第266号「大学令ニ依リ法政大学ヲ設立スルノ件大正九年四月十五日認可セリ」。同日には、明治、中央、日本、國學院、同志社の各大学も認可された。

- 1920年（大正9年）4月 - 法政大学設立認可（学長・松室致）。法学部（法律学科・政治学科）・経済学部（経済学科・商業学科）、専門部（法科・政治科・商科）設置。
- 1921年（大正10年）
  - 4月 - 富士見町4丁目の第一校舎竣工。ヴィルヘルム・ゾルフ駐日ドイツ大使が竣工記念に来校[38]。
  - 専門部が一部・二部制となる。
- 1922年（大正11年）
  - 2月 - 第二校舎竣工。フランス特派使節で来日したジョッフル元帥が来校し、大講堂で学生に演説。[39]。
  - 4月 - 法学部に文学科・哲学科を新設して法文学部となる。
  - 9月 - 応援団結成[40]。
- 1923年（大正12年）
  - 7月 - 社会問題研究会結成。
  - 8月 - 旧九段上校舎を大東文化学院に売却[41]。

- 1924年（大正13年）
  - 4月 - 校名改称問題起こる[注釈 11]。

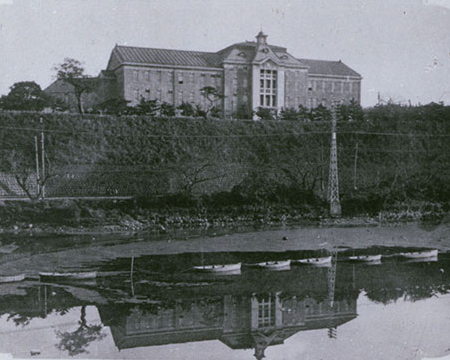
1926年（大正15年）頃の法政大学。旧江戸城外堀の水面に旧第一校舎が映っている。

  - 5月 - 専門部が高等学校大学予科と同等以上と指定される[42]。東京高等予備校廃止。
  - 12月 - 文学科に国文学主攻、哲学科に社会学主攻を開設。
  - 最初の校歌「名大いなれ法政」（為光直経作詞・瀬戸口藤吉作曲）制定[43]。
- 1925年（大正14年）
  - 4月 - 専門部に政治経済科と高等師範科（国漢・英語）を開設。
  - 9月 - 東京六大学野球連盟発足。
- 1926年（大正15年）10月 - 学位規程認定。

#### 昭和戦前
- 1927年（昭和2年）2月 - 第三校舎竣工（最初の鉄筋コンクリート校舎、戦後第一校舎と改称）、新図書館開館。
- 1928年（昭和3年）
  - 1月 - 高等師範科卒業生に中等教員無試験検定認可。
  - 4月 - 第四校舎（通称・六角校舎）竣工。
  - 5月 - 創立50周年記念式典を挙行。来賓に田中義一（第26代内閣総理大臣）、水野錬太郎（第36代文部大臣）、原嘉道（第31代司法大臣）、中橋徳五郎（第5代商工大臣）、後藤新平（当時は第7代東京市長、子爵）、駐日フランス大使等。
- 1929年（昭和4年）
  - 1月 - 専門部に高等商業科を設置。
  - 5月 - 野球部がハワイに遠征して8勝7敗[44]。

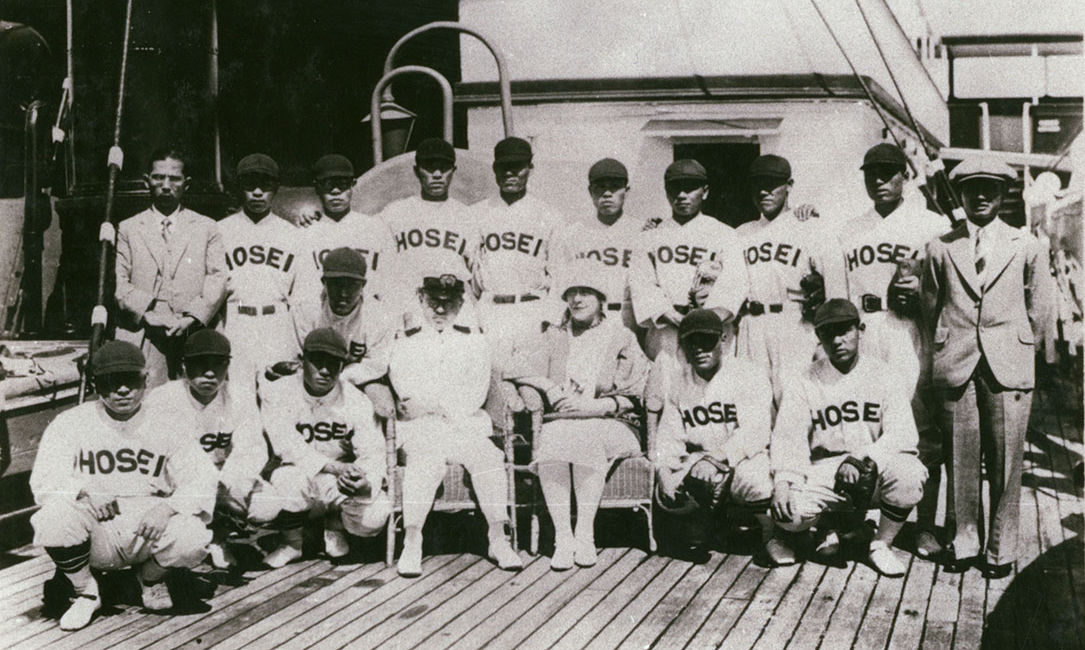
1929年（昭和4年）5月にアメリカのハワイに遠征した野球部。

- - 7月 - 日本の大学で初となる航空研究会を結成[45]（内田百閒が初代会長に就任）。

- 1930年（昭和5年）

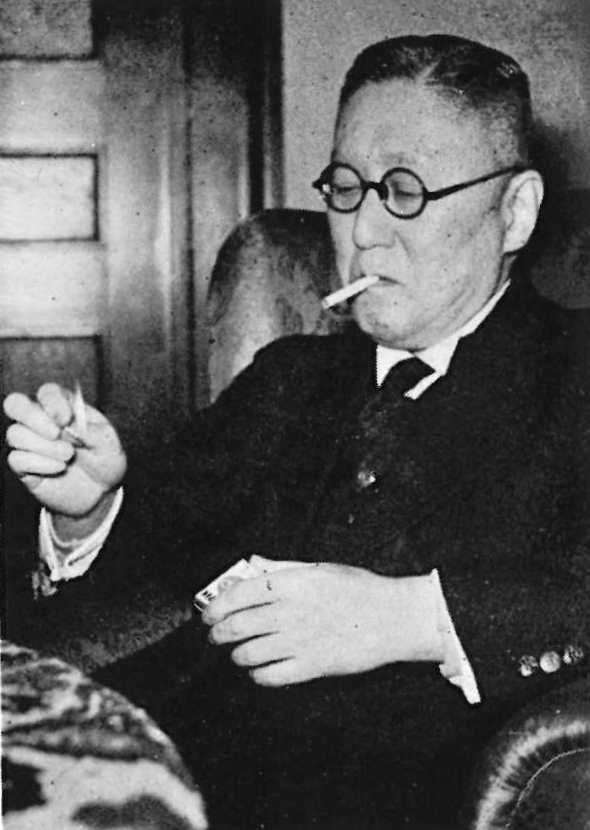
小説家で随筆家の内田百閒。夏目漱石の門下生の一人で知られ、大学ではドイツ語の教授を務めた。また法政大学航空研究会会長に就任し、日本初の学生訪欧飛行を成功に導いた。なお黒澤明監督による1993年公開の日本映画「まあだだよ」は、百閒の随筆が原案となっている。

  - 1月 - 背広着用禁止、学生帽を角帽に統一[注釈 12]。
  - 2月 - 校友会館（後に新館と改称）竣工。
  - 新校歌（佐藤春夫作詞・近衛秀麿作曲）が神宮球場で初めて歌われる（翌年1月に正式な校歌となる）[46]。
  - 10月 - 東京六大学野球リーグで初優勝。
- 1931年（昭和6年）
  - 2月 - 松室致学長死去[注釈 13]。秋山雅之介が学長事務取扱となる（1933年学長に就任）。
  - 3月 - 富井政章、若槻禮次郎（第25・28代内閣総理大臣）、古市公威が顧問に就任[47]。法文学部政治学科を政経学科と改称。

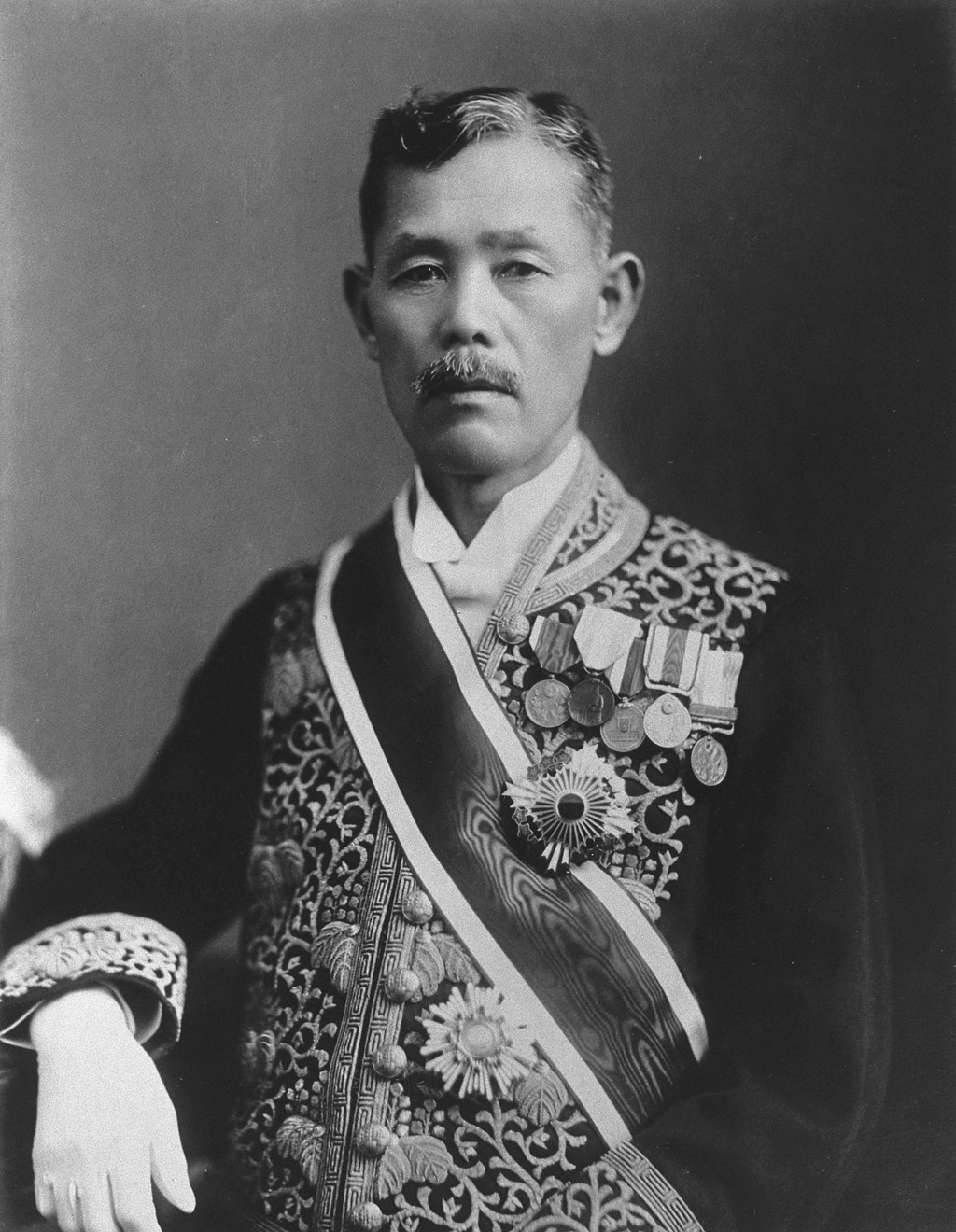
第25・28代内閣総理大臣、若槻禮次郎。学祖・梅謙次郎の書生に始まり、講師、維持員、理事、そして顧問を歴任。大学昇格の陰の功労者であり、一時は総長候補に推戴されるなど、長きにわたり本学の発展に尽力した。

- - 4月 - 学部主任制度を学部長制度に改める。

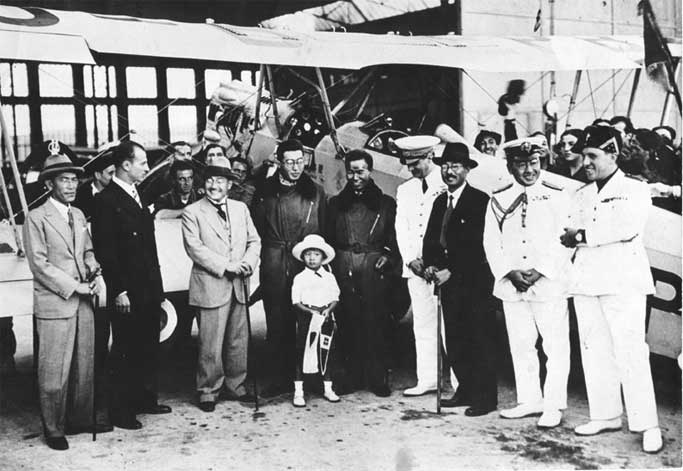
1931年（昭和6年）に日本初の学生訪欧飛行に成功した青年日本号。目的地ローマのリットリオ飛行場では盛大な歓迎を受けた。写真中央は本学学生の栗村、教官の熊川両氏。左から三人目は、後に首相となる駐イタリア日本大使の吉田茂。この後、両氏はローマ教皇に謁見、イタリア首相と会見した。

- - 5月 - 航空研究会の「青年日本号」が訪欧飛行に出発（日本の学生初、10月帰国）。
- 1932年（昭和7年）
  - 6月 - 専門部の学則を変更し、高等師範部および高等商業部を設置。
  - 女子聴講生を受け入れる[48]。

- 1933年（昭和8年）
  - 9月 - 法政騒動発生。

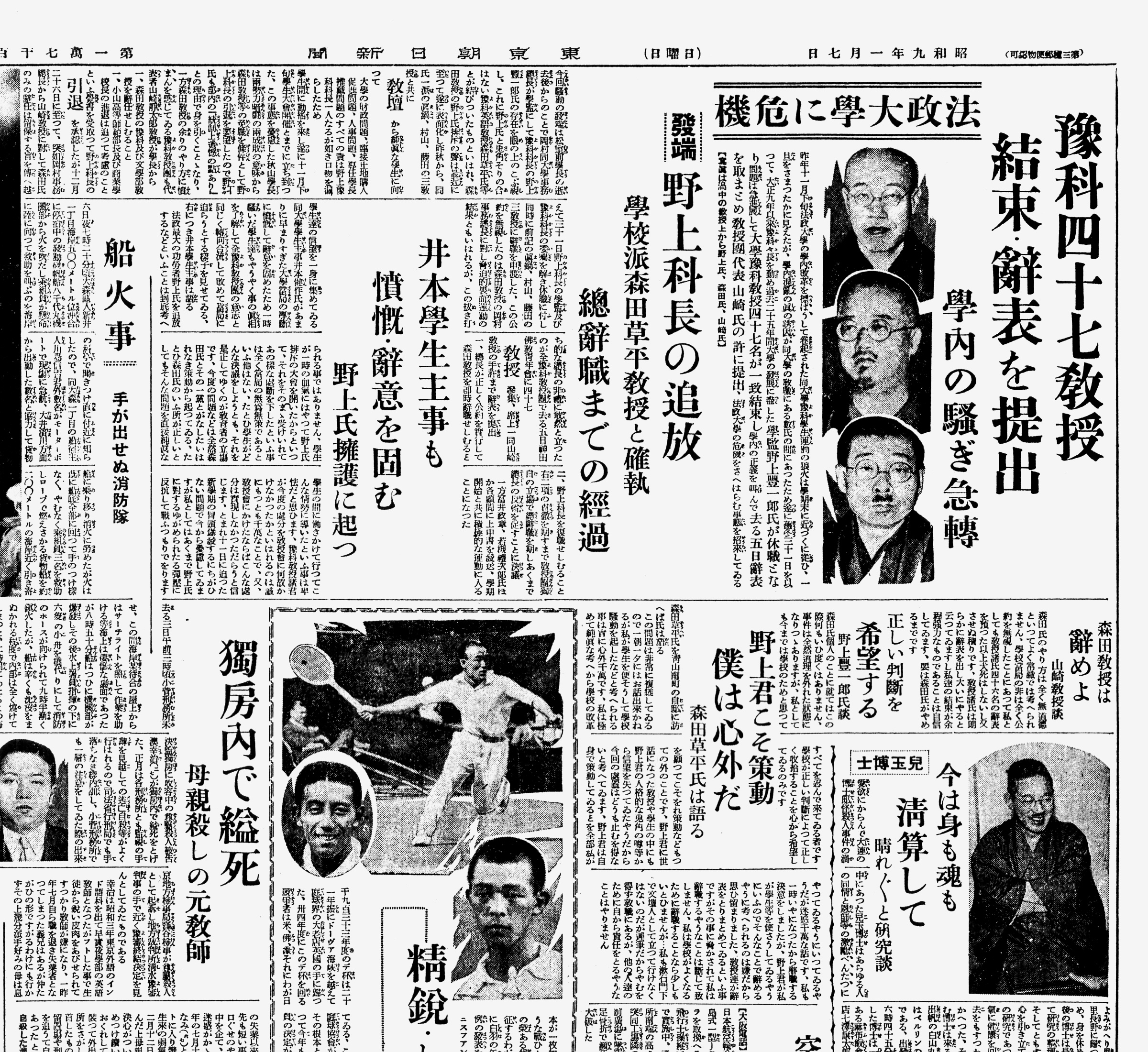
法政騒動を報じる『東京朝日新聞』（1934年1月7日付朝刊15面）

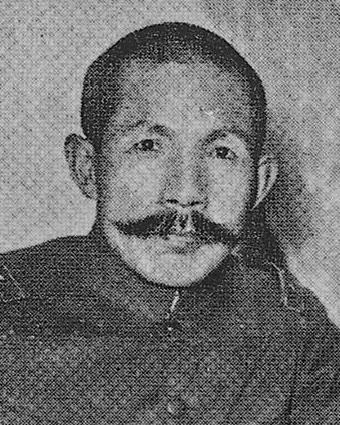
陸軍大将荒木貞夫。真崎甚三郎と並ぶ皇道派の巨頭として知られる。1933年に法政大学顧問となり、1937年からは修身科講座の講師として木月予科の教壇にも立った。

  - 10月 - 荒木貞夫（第37・38代陸軍大臣、第53代文部大臣、陸軍大将）が顧問に就任[49]。
  - 12月 - 法政騒動により、野上豊一郎理事・学監・予科長を解任、休職[50]（1941年復帰）[51]。
- 1934年（昭和9年）
  - 1月 - 野上派と目された予科教授・講師47名を解職[50]（その後37名補充）[52][注釈 14]。
  - 4月 - 文学科と哲学科に女子学生が入学[53]。
  - 5月 - 秋山学長辞任。学長制を総長制に改め、水町袈裟六（大蔵次官、日本銀行副総裁、会計検査院長、枢密顧問官）が総長に就任。
  - 7月 - 水町総長死去。小山松吉（第35代司法大臣、検事総長、貴族院勅選議員）が総長に就任。
- 1935年（昭和10年） - 12月、高等文官試験対策に特化した高等研究科を設置。
- 1936年（昭和11年）
  - 3月 - 大蔵省より官有地（現在の外濠校舎付近の土地[54]）1,108.99坪を払い受ける[55]。
  - 4月 - 大学予科を川崎市木月（現在の法政大学第二中学校・高等学校所在地）に移転し、富士見の大学敷地（現在の市ケ谷キャンパス）内に法政中学校（現：法政大学中学校・高等学校）を設立[55]。
- 1937年（昭和12年）4月 - 高等師範部に歴史地理科を新設。
- 1938年（昭和13年）2月 - 人民戦線事件で法大関係者からも検挙者が出る（ただし全員無罪[注釈 15]）。
- 1939年（昭和14年）
  - 3月 - 野球部が中野から木月に移転。
  - 4月 - 大陸部（専門部）を新設。部長に大川周明（思想家）が就任。法文学部文学科・哲学科を英吉利文学科・独逸文学科・仏蘭西文学科・国文学科・哲学科・心理学科・社会学科に改組。
  - 12月 - 初の女子留学生をフランスに派遣[48]。
- 1940年（昭和15年）4月 - 法文学部英吉利文学科・独逸文学科・仏蘭西文学科・国文学科・哲学科・心理学科・社会学科を文芸学科・文政学科に改組。
- 1941年（昭和16年）
  - 1月 - 学友会を報国会と改称。
  - 9月 - 予科図書館落成。

- 1943年（昭和18年）

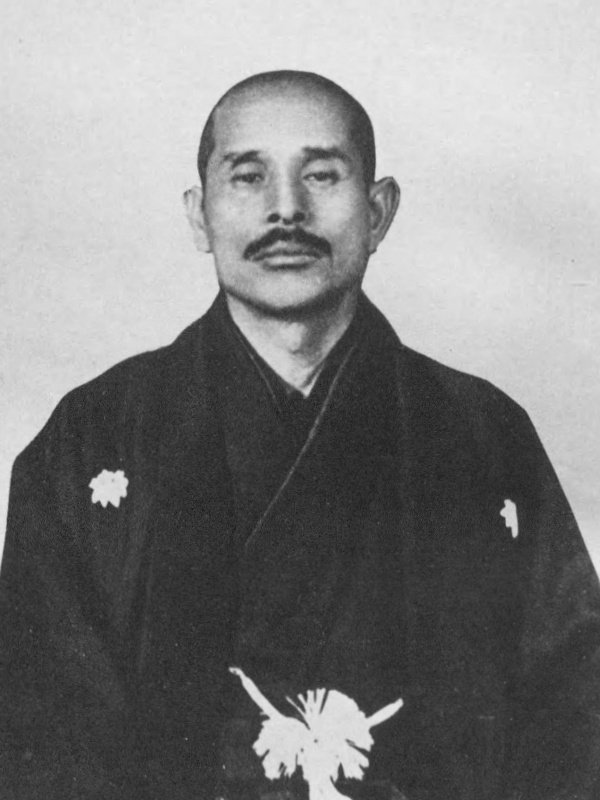
国本社専務理事竹内賀久治。1943年に第5代総長となり、法政大学の軍国路線を強力に推し進めたが、敗戦後の大学民主化要求により退陣を余儀なくされた。

  - 3月 - 総長に竹内賀久治（国本社専務理事、第二東京弁護士会創立者・会長、卒業生初の総長）就任。
  - 10月 - 法政大学学徒出陣壮行会を挙行[56]。

- 1944年（昭和19年）

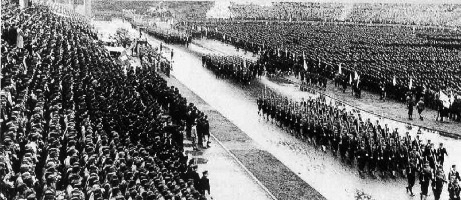
出陣学徒壮行会（法政大学からは約870人が出陣した。）

  - 2月 - 『法学志林』休刊（1949年復刊）。
  - 4月 - 法政大学航空工業専門学校設立（木月校舎）。
  - 7月 - 教科研事件で検挙された城戸幡太郎教授を即時解職[57]。
- 1945年（昭和20年）
  - 3月 - 高等商業部廃止。
  - 4月 - 荒城卓爾（陸軍少将、旧国本社員）が学生総監に就任。
  - 5月 - 空襲により市ケ谷・木月の両キャンパス被災、施設の半数以上を失う。
  - 6月 - 井上達三（陸軍中将、竹内総長の陸士時代の同期生）が予科長を兼務。
  - 戸坂潤と三木清（いずれも元法大教授）が獄中で死亡[58]。
  - 9月 - 大陸部廃止。
  - 10月 - 法政大学航空工業専門学校が、法政工業専門学校と改称。
  - 11月 - 戦後最初の学生大会を開催し、大学民主化と軍国主義教授追放を要求して全学同盟休校[59]。
  - 12月 - 一般市民を対象に市ケ谷図書館の日曜公開を実施（1952年まで）[60]。

#### 昭和戦後
- 1946年（昭和21年）

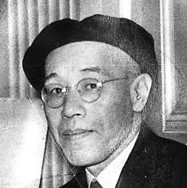
夏目漱石門下の英文学者野上豊一郎。漱石ゆかりの教員の招聘に貢献し、文学部の基礎を築いた。法政騒動で一時失脚したがのちに復帰し、戦後第6-7代総長となった。

  - 2月 - 竹内総長辞任。野上豊一郎（夏目漱石門下、英文学者、能楽研究者）が総長に就任。
  - 4月 - 法文学部文芸学科・文政学科を国文学科・英文学科・哲学科に改組。
  - 9月 - 学生自治会を結成。
- 1947年（昭和22年）
  - 3月 - 法文学部が法学部・文学部に改編。
  - 4月 - 法政工業専門学校が千葉郡二宮町薬園台の陸軍騎兵学校跡地に移転。
  - 6月 - 体育会結成[61]。
  - 7月 - 日本で最初の通信教育部を設置、初代部長に美濃部達吉就任。
  - 9月 - 文化連盟結成[61]。
- 1948年（昭和23年）
  - 4月 - 筑波工業専門学校を併合して予科筑波分校（石岡分校）開設[62]。
  - 10月 - 市谷田町校地（侯爵山内豊景所有地[54]、現在の市ケ谷田町校舎敷地）923.98坪を購入[63]。
  - 12月 - 法友会出版局設立。
  - 学園祭「自主法政祭」の第1回目を開催（1947年説も）。

- 1949年（昭和24年）

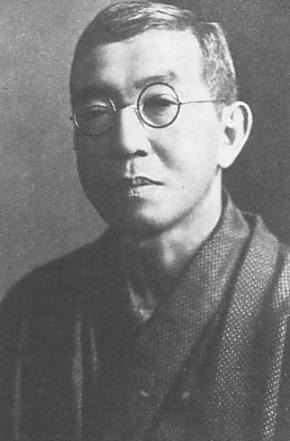
大原社会問題研究所の初代所長（在任当時は大原財閥が運営）であった、統計学者の高野岩三郎。大学との関係では、和仏法律学校時代の1897年から講師を務め、その後は顧問や終身維持員を歴任した。

  - 4月 - 学制改革により新制大学となる。法学部・文学部・経済学部を設置[65]。法学部に労働学科を開設（1951年廃止）。旧制予科を新制教養部に改組再編。
  - 7月 - 大原社会問題研究所（前身は倉敷紡績の創業家、大原財閥の財団法人）を合併。
  - 9月 - 図書館川崎分館発足。
  - 10月 - 創立70周年記念式典でCIE顧問イールズが赤色教授追放を訴える（イールズ声明）[66]。

- 1950年（昭和25年）

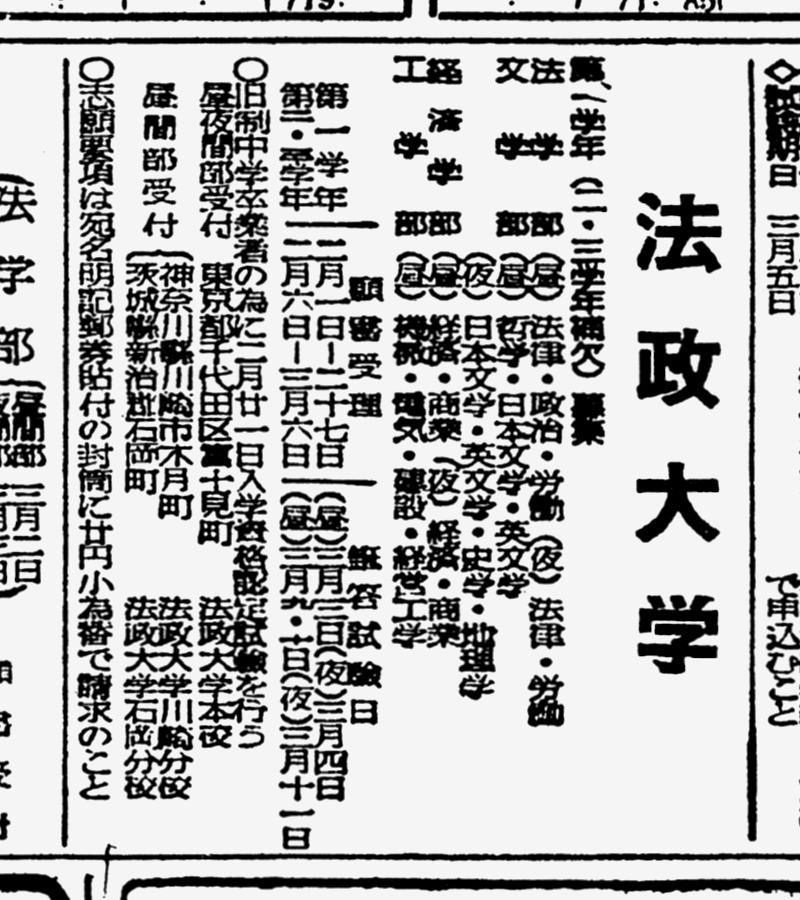
昭和25年度の学生募集広告

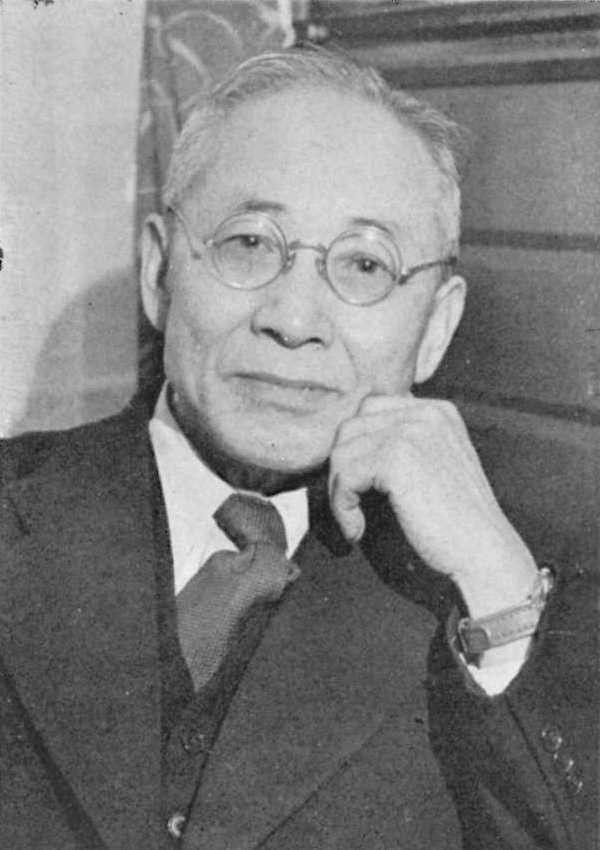
第8代総長大内兵衛。終戦後の復興期に校地拡張や新校舎建設の他、新たに3学部の創設、教養部の市ケ谷回帰、そして各種文化事業等を遂行。また吉田茂政権では政府統計委員会委員長として、戦後日本の統計学の再建に尽力した。

  - 4月 - 工学部設置（市ケ谷の六角校舎等を使用）[67]。法政大学短期大学部設置。
  - 6月 - 総長に大内兵衛（経済学者、専攻は財政学、東京帝国大学教授、日本銀行顧問、社会保障制度審議会初代会長、政府統計委員会委員長）が就任。
  - 9月 - レッド・パージ反対闘争起こる[68][69]。
  - 10月 - 「学生諸君に告ぐ」（いわゆる大内声明）を発表[注釈 16]。
  - 12月 - 三教授解職問題起こる（～翌年12月）[70][71]。
- 1951年（昭和26年）
  - 1月 - 大原社研が財団法人として再度独立する。
  - 3月 - 私立学校法により学校法人法政大学となる。旧制専門部・高等師範部・工業専門学校廃止。石岡教養部を木月教養部に移管して廃止[72]。
  - 4月 - 新制大学院を設置。
  - 8月 -  港区麻布新堀町の中央労働学園大学（母体は内務省と財界により設立された財団法人協調会）を吸収合併。
  - 10月 - 文学部に教職課程を開設。
- 1952年（昭和27年）
  - 4月 - 麻布校舎に社会学部を設置[注釈 17]。工学部が麻布校舎に移転。野上記念法政大学能楽研究所設立。
  - 5月 - 血のメーデー事件で法政大学の学生が死亡[73]。
- 1953年（昭和28年）
  - 2月 - 53年館（大学院校舎）竣工。
  - 3月 - 財団法人日本統計研究所（前身は日本銀行国家資力研究所）が本学へ移管される。
  - 4月 - 木月教養部から法・文学部2年生が市ケ谷に移転[74]。
  - 10月 - 53年館内に図書館大学院分室を設置[75]。
- 1954年（昭和29年）4月 - 木月教養部から経済学部2年生が市ケ谷に移転（木月は1年生のみとなる）[76]。
- 1955年（昭和30年）
  - 2月 - 55年館竣工。
  - 4月 - 社会学部が麻布校舎から市ケ谷に移転。55年館地下食堂（富士見食堂）が開店。
  - 5月 - 能楽研究所が文学部付置研究所となる。
- 1956年（昭和31年）
  - 2月 - 法政大学消費生活協同組合設立認可。
  - 9月 - 海外留学派遣制度発足（翌年度から実施）。
- 1957年（昭和32年）3月 - 58年館敷地（靖国神社所有地）1070.36坪を購入[77]。
- 1958年（昭和33年）
  - 5月 - 58年館竣工。
  - 6月 - 58年館地下食堂の経営権をめぐって「六月闘争」が起こる[注釈 18]。
  - 9月 - 木月教養部の市ケ谷移転完了[78]。58年館地下食堂（生協食堂）が開店。
  - 55年館と58年館が第10回日本建築学会賞作品賞を受賞。
- 第9代総長有沢広巳。吉田茂の経済ブレーンとして傾斜生産方式を立案したことでも知られる。退官後は法大総長のほか原子力委員会委員、日本学士院長なども務めた。1959年（昭和34年）

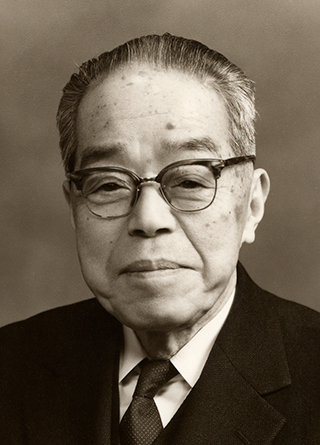
第9代総長有沢広巳。吉田茂の経済ブレーンとして傾斜生産方式を立案したことでも知られる。退官後は法大総長のほか原子力委員会委員、日本学士院長なども務めた。

  - 4月 - 経営学部経営学科を設置。有沢広巳が総長に就任。
  - 12月 - 工学部移転用地を購入（現在の小金井キャンパス）。
- 法政大学の教職員・学生も安保闘争に加わり多くの負傷者を出した[79]。1960年（昭和35年）

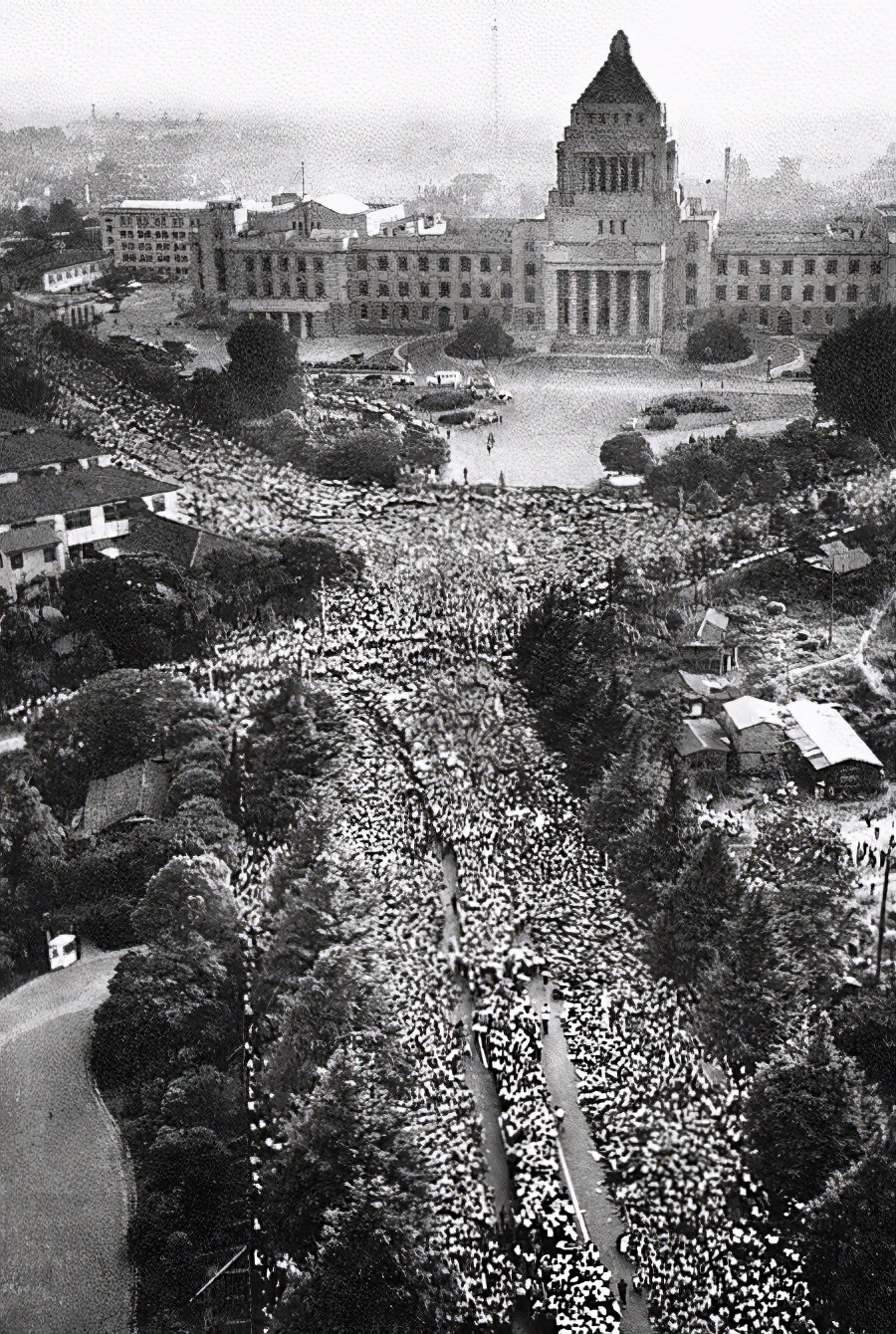
法政大学の教職員・学生も安保闘争に加わり多くの負傷者を出した。

  - 1月 - 田町校舎（予備校東京学院）購入。
  - 6月 - 安保反対法政大学全学抗議集会を開催[注釈 19][注釈 20]。旧制法政大学廃止。
  - 8月 - 校友会館として日本私立大学連盟会館（旧泉鏡花邸跡）を購入[80]。
  - 55年館と58年館が第1回BCS賞を受賞。
- 1961年（昭和36年）4月 - 文学部第一部史学科・地理学科開設、文学部第二部史学科・地理学科学生募集停止。
- 1962年（昭和37年）
  - 4月 - 奨学金給付制度開始。62年館竣工。市ケ谷の木造校舎を解体。
  - 7月 - 二部会計課職員による不正事件発覚、有沢総長辞任（9月）[81][82]。
- 1963年（昭和38年）
  - 1月 - 法友会出版局を法政大学出版局と改称。
  - 2月 - 総長に谷川徹三（西田幾多郎門下、哲学者、帝室博物館次長、文化功労者、長男は詩人の谷川俊太郎）が就任。
- 1964年（昭和39年）
  - 1月 - 55年館地下の富士見食堂が廃業し、生協食堂となる[83]。
  - 3月 - 小金井キャンパス竣工、工学部が麻布校舎から移転。
  - 4月 - 法政大学計算センター（現・情報メディア教育研究センター）開設。
  - 12月 - 町田校地（現在の多摩キャンパス）購入開始（ - 1967年）。
- 1965年（昭和40年）
  - 4月 - 大学院工学研究科を設置。
  - 5月 - 経理部会計課で第二の不正事件発覚、谷川総長辞任（8月）[84][85]。
  - 7月 - 白馬山荘および中禅寺湖畔荘竣工。
- 1966年（昭和41年）
  - 4月 - 工学部建設工学科を土木工学科と建築学科に分離。学生相談室設置。
  - この頃から大学紛争が激化[86]。
- 1967年（昭和42年）
  - 2月 - 大原社研麻布分室を設置。
  - 3月 - 総長公選制が実現し、渡辺佐平が総長に就任。

- 1968年（昭和43年）

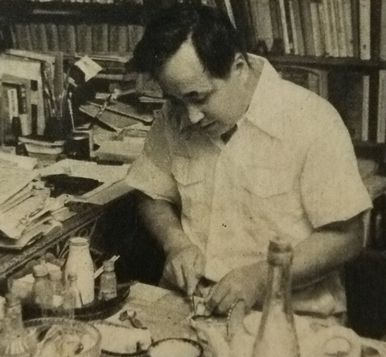
美濃部達吉門下の政治学者中村哲。1968年に第12代総長となり、大学紛争、町田（多摩）移転問題、新学部設置問題などの難題解決に取り組んだ。

  - 4月 - 工学部電気工学科に電気電子専攻、計測制御専攻を増設。
  - 5月 - 中村哲が総長に就任。
- 1969年（昭和44年）
  - 3月 - 出版局が麻布校舎に移転開始（翌年移転完了）。
  - 4月 - 法大全共闘結成。以後6月23日から11月19日まで本校地区は休講となる[87]。
  - 5月 - 大原社研創立50周年記念講演会を開催（朝日講堂）。
  - 12月 - 69年館（現在の法科大学院棟）竣工。
- 1970年（昭和45年）
  - 7月 - 町田プロジェクトチーム結成。
  - 8月 - 市ケ谷キャンパスで東京教育大学生リンチ殺人事件が発生。
  - 10月 - 市ケ谷キャンパスに鉄柵設置（1992年撤去）、新館・六角校舎を解体。
- 1971年（昭和46年）
  - 4月 - 他学部聴講制度開始。
  - 9月 - 経営学部で電算機実習開始。
  - 12月 - 能楽研究所が麻布校舎に移転。
- 1972年（昭和47年）6月 - 法政大学沖縄文化研究所設置（麻布校舎内）。
- 1973年（昭和48年）
  - 8月 - 学生会館竣工。
  - 12月 - 法政大学社会労働問題研究センター設置（1986年大原社研に吸収）。
- 1974年（昭和49年）7月 - 町田開発本部設置。
- 1975年（昭和50年）
  - 1月 - 市ケ谷総合体育館竣工。
  - 11月 - 法政大学ロンドン分室をロンドン大学に設置（現在のヨーロッパ研究センター）。
- 1976年（昭和51年）
  - 3月 - ソ連科学アカデミー東洋学研究所と研究者交換協定を締結。
  - 4月 - 法政大学体育研究センター設置（現・スポーツ研究センター）。
  - 12月 - 武田久吉邸（アーネスト・サトウ旧宅）[88][89] 1,586m2を購入。
- 1977年（昭和52年）
  - 1月 - 町田市への校舎移転に反対する学生らの抗議運動が激化。後期試験の一部日程が変更、中止される[90]。
  - 4月 - 東京都、町田校地開発を許可。国際交流センター設置。
  - 5月 - 法政大学ボアソナード記念現代法研究所設置。
- 1978年（昭和53年）3月 - 町田校地第一期工事地鎮祭を行う。
- 1979年（昭和54年）
  - 3月 - 一般推薦入学制度決定（翌年度入試から実施）。
  - 11月 - 奨学金留学制度開始。
- 1980年（昭和55年）
  - 4月 - イオンビーム研究所設置。
  - 9月 - 創立100周年記念式典を挙行。武田邸跡地に80年館（図書館・研究室棟）竣工[89]。
  - 城山校地を入手（現在のサッカー場、馬場、多目的グラウンド）[注釈 21]。
- 1981年（昭和56年）
  - 3月 - 能楽研究所と大原社会問題研究所が80年館に移転[注釈 22]。
  - 4月 - 新図書館開館。日本統計研究所が法政大学附置研究所となる。
  - 9月 - 沖縄文化研究所が市ケ谷（第一校舎）に移転。
- 1982年（昭和57年）
  - 8月 - ロンドン大学ロイヤルホロウェイ校と学術交流協定を締結。
  - 9月 - 経済学部・社会学部教授会、町田移転案を承認[注釈 23]。
  - 11月 - 北京大学と学術交流協定を締結。
  - 12月 - シェフィールド大学（イギリス）、カール・マルクス経済科学大学（ハンガリー）と学術交流協定を締結。
- 1983年（昭和58年）4月 - フンボルト大学（東独）と学術交流協定を締結。
- 1984年（昭和59年）
  - 2月 - タマサート大学（タイ）と学術協力協定を締結。
  - 4月 - 多摩キャンパス竣工、経済学部と社会学部が市ケ谷より移転[91]。比較経済研究所開設。
  - 5月 - 出版局が麻布から市ケ谷に移転。
  - 8月 - 麻布校舎を売却。
- 1985年（昭和60年）
  - 3月 - 短期大学部廃止。
  - 4月 - 比較経済研究所が多摩キャンパスに移転。
  - 6月 - 上海外国語学院と教員交換に関する覚書調印。
  - 日本統計研究所が多摩キャンパスに移転。
- 1986年（昭和61年）
  - 3月 - 大原社会問題研究所が多摩キャンパスに移転（翌月法政大学付置研究所となる）[92]。
  - 4月 - 工学部1年生が多摩キャンパスに移転開始[注釈 24]。法政大学産業情報センター開設。
  - 5月 - 市ケ谷計算センター発足。
- 1987年（昭和62年）10月 - パリ第一大学と学術協力協定を締結。
- 1988年（昭和63年）
  - 4月 - 能楽研究所が文学部付置から離れて再び独立研究所となる。
  - 6月 - 多摩キャンパス城山地区の造成工事完了。
  - 10月 - 自主マスコミ講座を創立。

#### 平成
- 1989年（平成元年）11月 - 理事らによる川崎第2グラウンド売却に絡む7億円詐欺発覚[93][94]、さらに校友会の金権体質が露わになる（翌年5月）[95]。
- 1990年（平成2年）
  - 3月 - 戦没者学生への卒業証書授与式を挙行。
  - 12月 - 法政大学経営倫理綱領を制定。
- 1992年（平成4年）
  - 9月 - 市ケ谷図書館にビジュアルコーナーを設置。
  - 10月 - 92年館（大学院棟）竣工。
- 1993年（平成5年）
  - 4月 - 工学部物質化学科・電子情報学科・システム制御工学科を新設、8学科編成となる。
  - 7月 - 市ケ谷再開発プロジェクト・チームおよびカリキュラム改革プロジェクト・チーム（準備会）発足。
- 1994年（平成6年）
  - 5月 - 「21世紀の法政大学」審議会発足。
  - 11月 - 小金井キャンパスに南館竣工。
- 1995年（平成7年）3月 - 53年館解体（～5月）[注釈 25]。
- 1996年（平成8年）
  - 3月 - スポーツハウス96（石岡）竣工。
  - 4月 - 社会学部応用経済学科廃止、社会政策科学科新設。多摩地域社会研究センターを設立（2003年地域研究センターに改組）。
  - 9月 - 市ケ谷再開発調整委員会発足。
  - 11月 - 多摩キャンパス図書館を地域住民に開放。
- 1997年（平成9年）
  - 10月 - 名誉博士規程を制定。計算センターを計算科学研究センターに改組。
  - 11月 - 市ケ谷再開発第1期工事着工。
- 1998年（平成10年）
  - 2月 - スポーツハウス98（石岡）竣工。
  - 3月 - 法政Vブリッジ（多摩）竣工。
  - 10月 - 法政大学エクステンションカレッジ創設。
- 1999年（平成11年）
  - 3月 - 多摩キャンパスに16号館-EGG DOME-竣工。
  - 4月 - 国際文化学部・人間環境学部を設置。
  - 6月 - 総合大学で初めてISO 14001取得。
- 2000年（平成12年）
  - 3月 - 市ケ谷キャンパスにボアソナード・タワー竣工。現代法研究所、能楽研究所、沖縄文化研究所、産業情報センターが同タワー内に順次移転。小金井キャンパスに西館竣工。
  - 4月 - 現代福祉学部・情報科学部を設置。工学部1年生が小金井キャンパスに移転[96]。
  - 5月 - 情報技術（IT）研究センター開設。
- 2001年（平成13年）
  - 1月 - 法政大学アメリカ研究所開設。
  - 4月 - 経済学部に国際経済学科を新設。
- 2002年（平成14年）
  - 4月 - 社会学部にメディア社会学科を新設。国際日本学研究所を設立[97]。
  - 10月 - 法政大学国際日本学研究所開設。
- 2003年（平成15年）
  - 3月 - 第一・第二教養部廃止。
  - 4月 - キャリアデザイン学部設置、経営学部に経営戦略学科と市場経営学科を新設、文学部に心理学科を新設。
- 2004年（平成16年）
  - 3月 - 小金井キャンパスにマイクロナノテクノロジー研究センター竣工。
  - 4月 - 大学院法務研究科（法科大学院）・イノベーションマネジメント研究科設置、工学部にシステムデザイン学科を新設。
  - 12月 - 市ケ谷キャンパス学生会館を解体。
- 2005年（平成17年） - 会計大学院設置、法学部に国際政治学科を新設、経済学部に現代ビジネス学科を新設、スポーツ・サイエンス・インスティテュートを設置、イノベーションマネジメント研究科（経営大学院）設置、FDキャリアセンターおよびキャリアセンター発足。
- 2006年（平成18年）
  - 3月 - 法政大学学生運動の一斉検挙
  - 4月 - 市ケ谷キャンパスに隣接する嘉悦学園女子中学校・高等学校の敷地4,895m2[98] と校舎を購入しキャンパスを拡張、富士見坂校舎利用開始。工学部に生命機能学科を新設、グローバル学際研究インスティテュート (IGIS) 開講。
  - 新一口坂校舎取得
- 2007年（平成19年）
  - 3月 - 市ケ谷キャンパス（学生会館跡地）に外濠校舎が竣工。小金井キャンパス再開発を開始。
  - 4月 - 工学部の一部学科を改組しデザイン工学部を設置。
- 2008年（平成20年）
  - 4月 - 大学院に政策創造研究科を新設、工学部を理工学部と生命科学部に改組、GIS（グローバル教養学部）を設置、理工学部に航空操縦学専修を開設。
  - 7月 - 大原ネットワーク結成[99]。
  - 9月 - 小金井キャンパスに東館竣工。
- 2009年（平成21年）4月 - スポーツ健康学部設置。静岡サテライトキャンパス開設。
- 2010年（平成22年）
  - 4月 - 現代福祉学部を改組し、福祉コミュニティ学科と臨床心理学科を新設。
  - 9月 - ボアソナード・梅謙次郎没後100年記念事業を実施。
- 2010年（平成22年）新見附校舎取得、九段校舎別館取得
- 2011年（平成23年）
  - 4月 - 東日本大震災の影響によりこの年の学位授与式・入学式を中止、小金井キャンパスの北館・管理棟が竣工。
- 2012年（平成24年）
  - 3月 - 二部（夜間課程）を廃止。
- 2013年（平成25年）11月 - 東京六大学で初となる女性総長（田中優子）を選出。
- 2014年（平成26年）一口坂校舎竣工
- 2016年（平成28年）9月 - 市ケ谷キャンパスに富士見ゲート竣工。
- 2018年（平成30年）
  - 4月 - 授業時間を1コマ90分から1コマ100分に改定。
  - 11月 - 明治大学および関西大学との間で図書館相互利用を開始[100]。
  - 静岡サテライトキャンパス閉鎖。九段北校舎を取得。
- 2019年（平成31年）3月 - 市ケ谷キャンパスに大内山校舎竣工。大原社研創立100周年・合併70周年記念シンポジウムを開催[101]。

#### 令和
- 2020年（令和2年）
  - 4月 - HOSEIミュージアム (Hosei University Museum) 開館。
  - 新型コロナウイルス感染症流行の影響により、学位授与式と春季入学式を中止。
- 2021年（令和3年）
  - 1月 - 市ケ谷キャンパス中央広場竣工。
  - 4月 - 多摩キャンパスに、東京都内の大学路線では初となる連節バス乗り入れ開始[102]。
  - 10月 - HOSEIミュージアム・サテライト小金井完成[103]。

### 主要な歴代校舎

#### 小川町校舎
神田区小川町1番地に所在した建坪が316.5坪のレンガ造りの校舎。東京法学校時代の1884年（明治17年）から使用された。レンガ造りの旧勧工場（内国勧業博覧会を日常化した百貨商品販売所）の建物を買い取って内部を改築したもので、建物の前の半分が教務室、食堂、寄宿舎、奥の半分が約300人収容の講堂を中心とした教室であった。その頃の学校としては、かなり人目を引く規模の校舎であったという。この新校舎の購入に際しては、ボアソナードが私財を投じたといわれ、校舎の前面には、当時の大審院院長であった玉乃世履の揮毫による「東京法学校」の大文字の額が掛かっていた。
なお、東京法学校はこの校舎の向かいにあったもう1棟のレンガ造り建坪144坪の建物 も所有していたが、こちらは仏学会 (La Société de Langue Française) に賃貸され、1886年（明治19年）の東京仏学校開校時の校舎となった。また、この東京仏学校の校舎は、仏学会からさらに夜間のみ東京物理学校（現・東京理科大学）に賃貸され（転貸借）、東京法学校と東京仏学校が合併に向けて動き出した1888年末に東京物理学校に売却された（同校が1906年に神楽坂に移転するまで使用）。

#### 九段上校舎

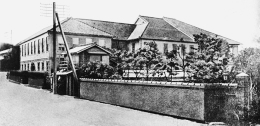
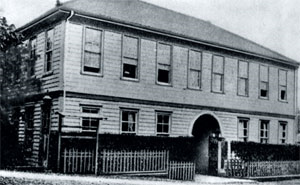
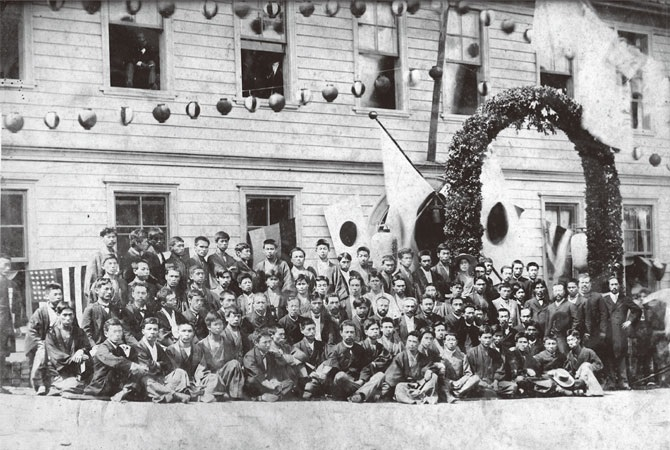
卒業記念写真（1890年）

和仏法律学校時代の1890年（明治23年）に九段上 に竣工した建坪が255坪の木造2階建ての校舎。設計は、エコール・サントラル・パリ (École Centrale Paris) を卒業し、同時期（1890年前後）に帝国大学や一高から五高までの校舎も手掛けた山口半六。
6つの講堂、事務室、応接所、書籍閲覧室などが設けられ、教員や学生たちからは「梧桐の校舎」と呼ばれて親しまれたが、大正期には手狭になったため、1918年（大正7年）に富士見町4丁目12・13番地（現在の市ケ谷キャンパスの所在地）を買収し、新校舎を建設することになった。そして1921年に第一校舎が竣工し、移転した。旧九段上校舎は1923年に大東文化学院（現・大東文化大学）に売却され、同学院校舎として1941年まで使用された。

#### 旧第一校舎

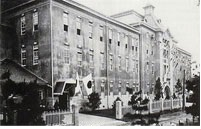
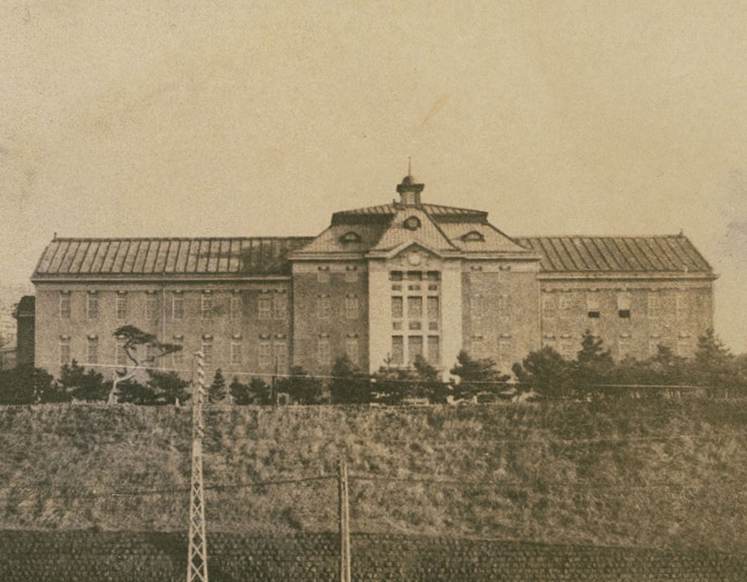
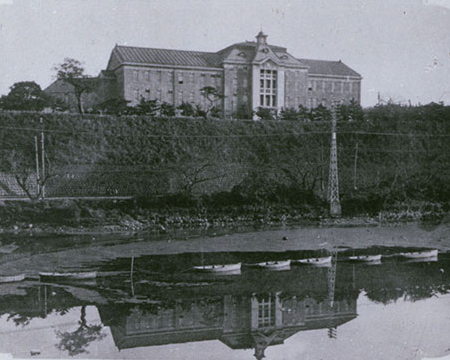
水面に映る旧第一校舎

1921年（大正10年）に旧江戸城外堀沿いの富士見町4丁目12・13番地（現在の市ケ谷キャンパス）に竣工した木造モルタル3階建ての校舎。
| 3階 | 小教室4、中講堂（合併授業用）、大講堂 |
| 2階 | 小教室（十数室）                      |
| 1階 | 学長室、教員室、事務室、学生控室など  |

3階の大講堂では、各種式典や講演会などが行われ、日本美術院の展覧会や学生たちによる外国語劇なども催された。第一校舎の竣工記念に、ヴィルヘルム・ゾルフ駐日ドイツ大使を招待してゲーテ作のドイツ語劇『ファウスト』が上演されたほか、1922年にはロマン・ロラン作のフランス語劇やオーガスタ・グレゴリー作の英語劇なども上演された。また、国賓として来日 したフランスのジョッフル元帥が1922年2月に来校した際に、学生を励ます演説を行ったのも、この大講堂であった。
1923年に発生した関東大震災での損害は軽微で、授業再開も早かったため、その翌年から法政大学への入学志願者が急増することになった。 戦前の法大を代表する校舎であったが、1945年5月25日から26日にかけての米軍による空襲によって焼失した。

#### 旧第二校舎

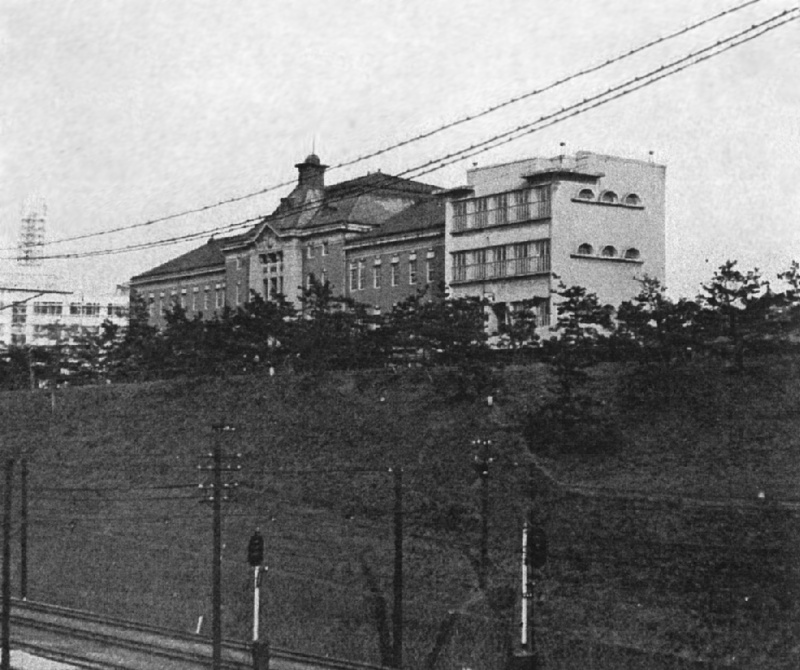
手前の白い外壁の3階建てビル

1922年（大正11年）に竣工した建坪が207坪の木造3階建ての校舎。第一校舎に接続して建てられ、大小の教室のみが設けられていた。主に学部の授業に使用されたが、第一校舎とともに空襲により焼失した。

#### 旧第三校舎（戦後は第一校舎）

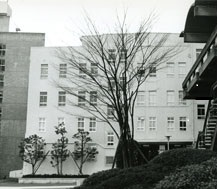
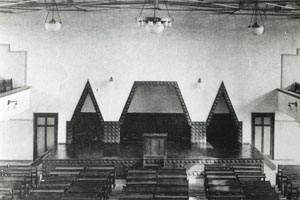
旧第三校舎講堂
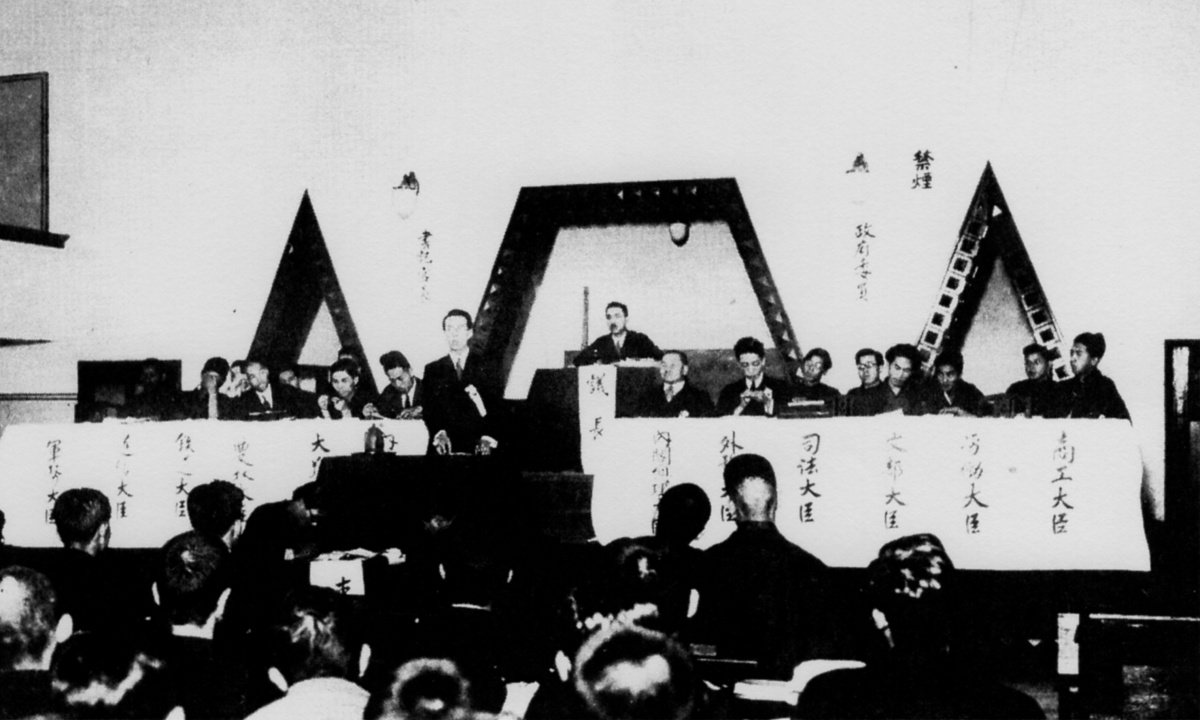
法政大学擬国会

1927年（昭和2年）に竣工した鉄筋コンクリート地上4階・地下1階建ての校舎。山下啓次郎の設計によるもので、完成当時は小講堂や図書館機能を有し、名称は第三校舎であったが、戦後は第一校舎と称されるようになる。末期には国際交流センターやキャリアセンターなどが入っていた。
2007年の外濠校舎完成後に取り壊され、これを最後に市ケ谷キャンパスからは戦前の校舎が全て姿を消すことになった。2007年4月21日には第一校舎の顕彰イベントが行われ、山下啓次郎の孫にあたるジャズピアニストの山下洋輔の演奏会などが催された。なお、山下洋輔の母方の祖父は元法大総長の小山松吉である。

#### 旧第四校舎（戦後は第二校舎、通称「六角校舎」）
1928年（昭和3年）に竣工した鉄筋コンクリート校舎。蒲原重雄の設計によるもので、その名の通り六角形を2つ組み合わせた形をしており、内部の螺旋階段が特徴的な校舎であった。しかし日本の学生運動が激化した1970年に東京教育大学生リンチ殺人事件が発生し、管理上の問題から同年10月に解体された。

#### 木月校舎（予科→第一教養部→第二中学・高校）

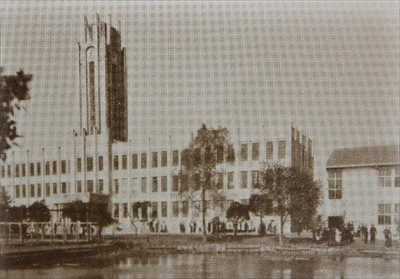
木月校舎（予科時代）の時計塔
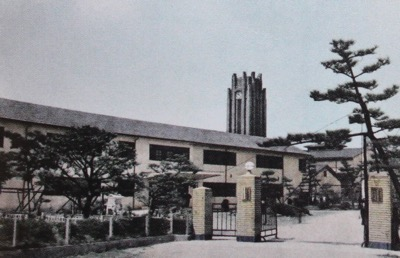
木月校舎正門から見た時計塔
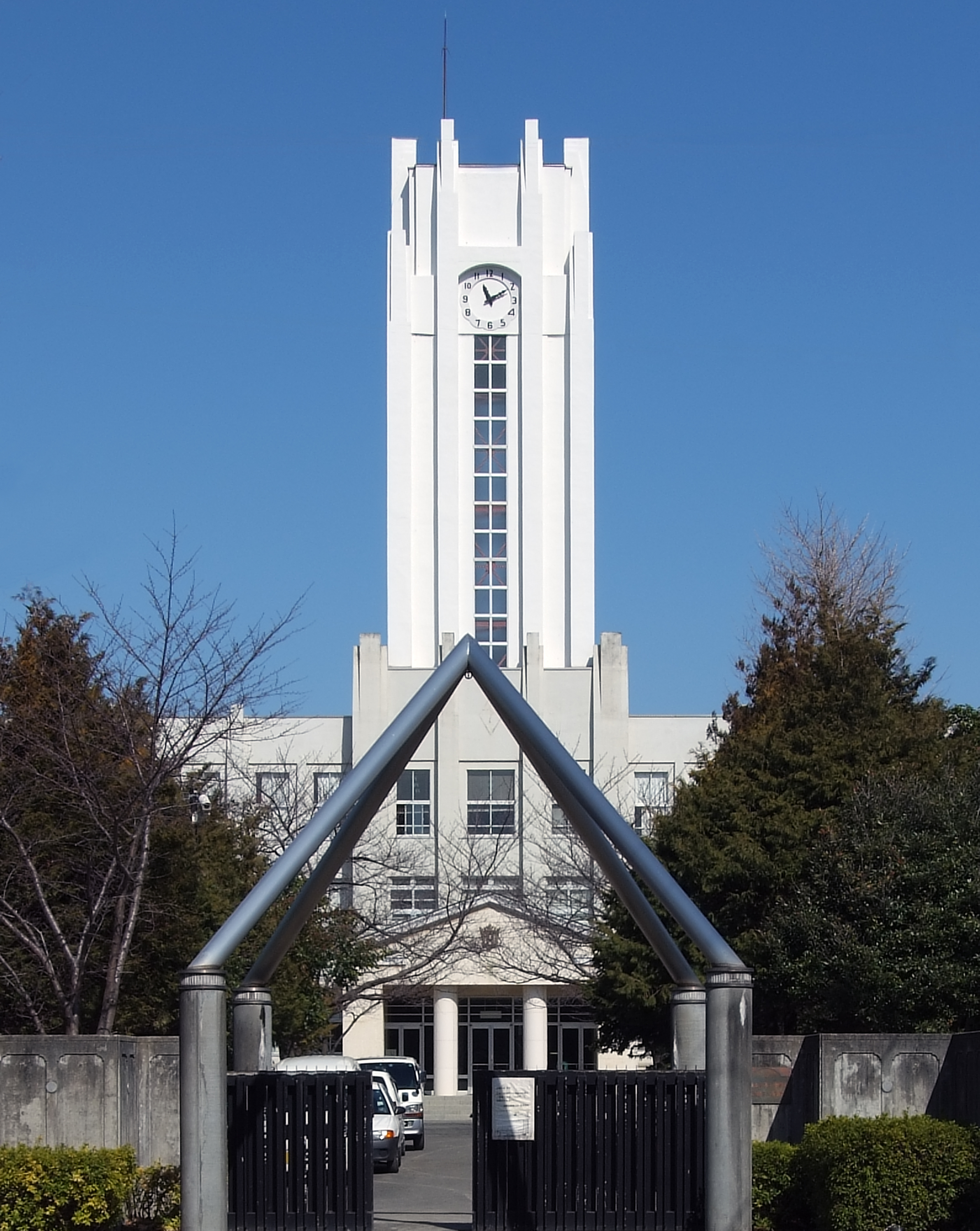
法政大学第二中・高校の旧時計塔

昭和初期には市ケ谷の校舎が手狭になったため、近隣地の取得を目指していたが、東京横浜電鉄（現・東急）から川崎市木月所在の日活撮影所予定地（1万坪）を無償提供されることになり、この地に大学予科を移転することになった。これには校友で教授の児玉正勝が奔走したほか、東横社長の五島慶太が若い頃に富井政章の書生をしていた縁もあった。その頃の木月は桃畑と麦畑が広がる田園地帯で、晴れた日には遥か遠くに富士山を眺めることもできた。
鉄筋コンクリート3階建て、中央に時計塔の聳えた白亜の校舎は、1936年（昭和11年）10月に落成式が行われ、1939年（昭和14年）までに野球場、陸上競技場、ラグビー場、プールなども順次建設され、さらに法政大学第二中学校（現在の二中高）も同地に設立された。
1945年（昭和20年）5月23日夜の空襲で時計塔校舎は無事だったが、付属の木造建築物（図書館、二中校舎、野球部合宿所など）の多くは焼失した。終戦直後には占領軍が木月校地を一部接収し（1948年まで）、二中校舎の焼け跡や校庭は軍用トラックの駐車場、菜園と化していた野球場は米軍専用球場となり、銃を持った米兵がしばしば教室を巡検した。
新制法政大学の第一教養部が1958年（昭和33年）に市ケ谷への移転を完了した後、時計塔校舎は二中高に引き継がれ、竣工から約80年を経た2014年に、2代目の時計塔校舎に建て替えられている。

#### 麻布校舎

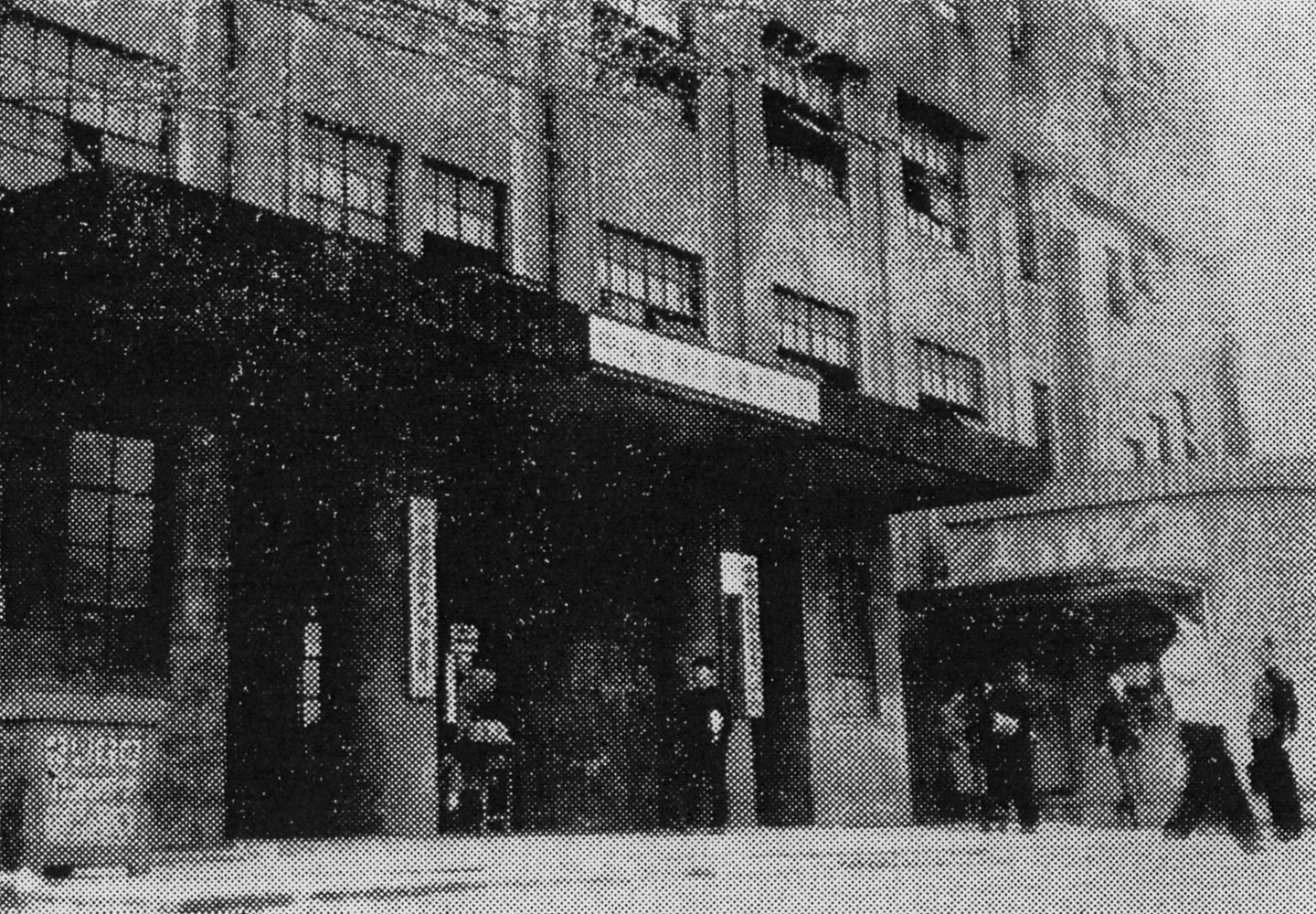
三ノ橋の中央労働学園校舎 統合後は麻布校舎となり工学部や大原社研などもここに入居していた。

1951年（昭和26年）に法政大学と合併した中央労働学園大学から受け継いだ鉄筋コンクリート4階建て、延べ面積800坪の校舎。翌年から社会学部と工学部、法政大学第一工業高等学校の校舎となった。1955年（昭和30年）に社会学部、1964年（昭和39年）に工学部、1965年（昭和40年）に第一工業高校が移転した後は法政大学出版局や大原社会問題研究所（麻布分室）、能楽研究所、沖縄文化研究所の施設となったが、1984年（昭和59年）に売却された。

#### 53年館

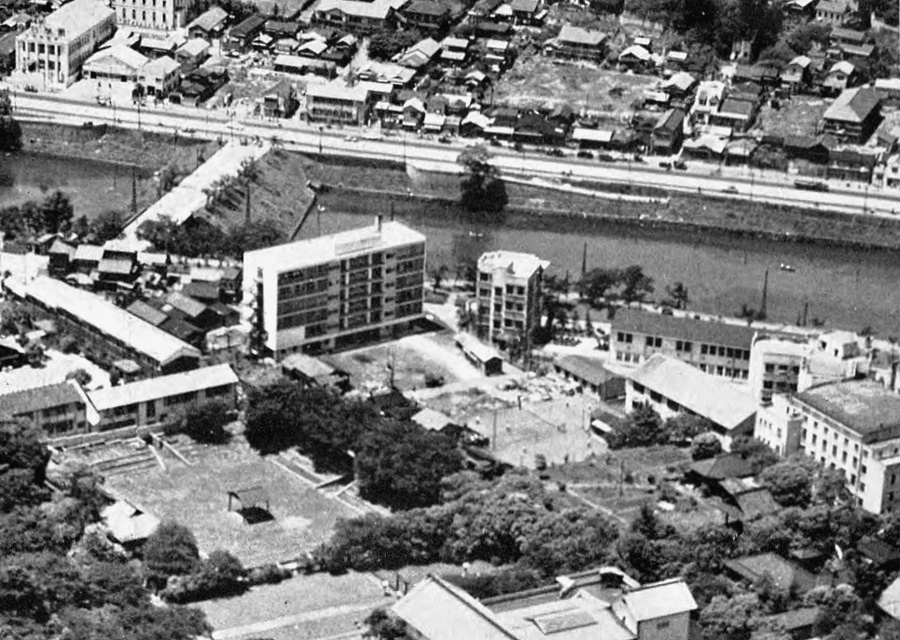
53年館竣工直後の市ケ谷キャンパス 中央の空き地に55年館と58年館が建設されることになる。
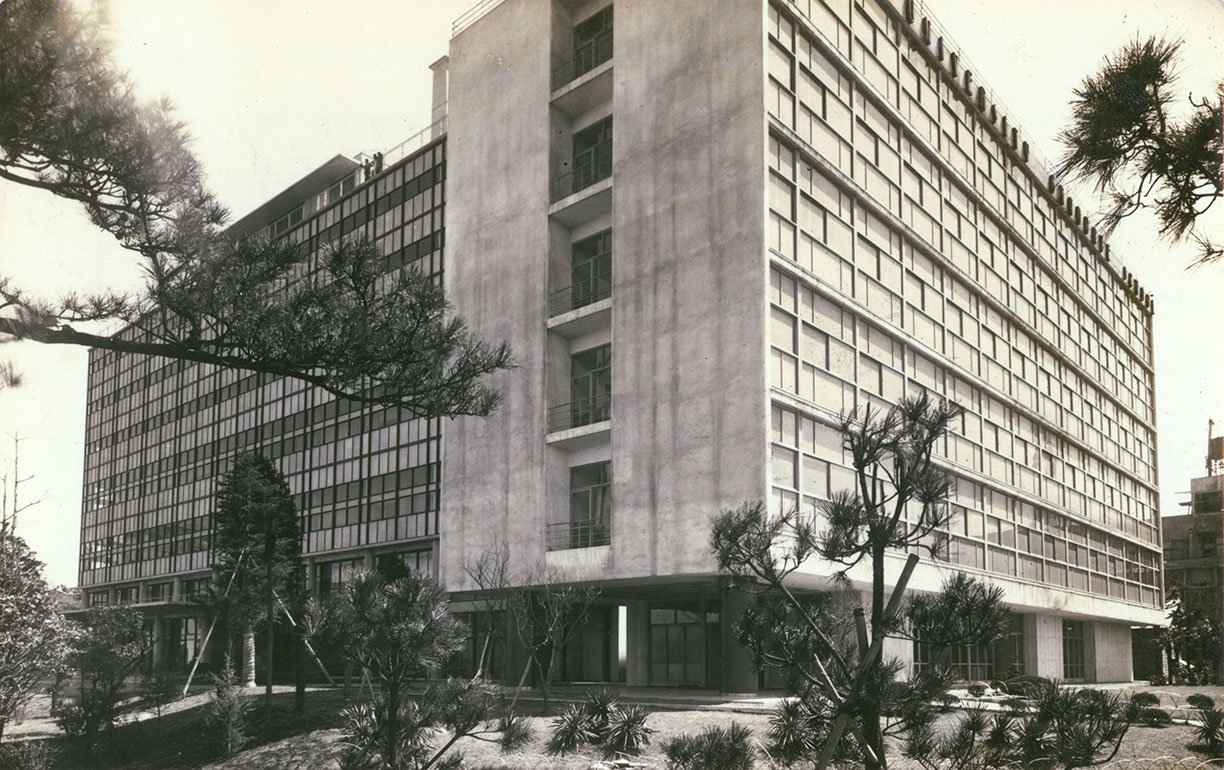
右が53年館、左が55年館
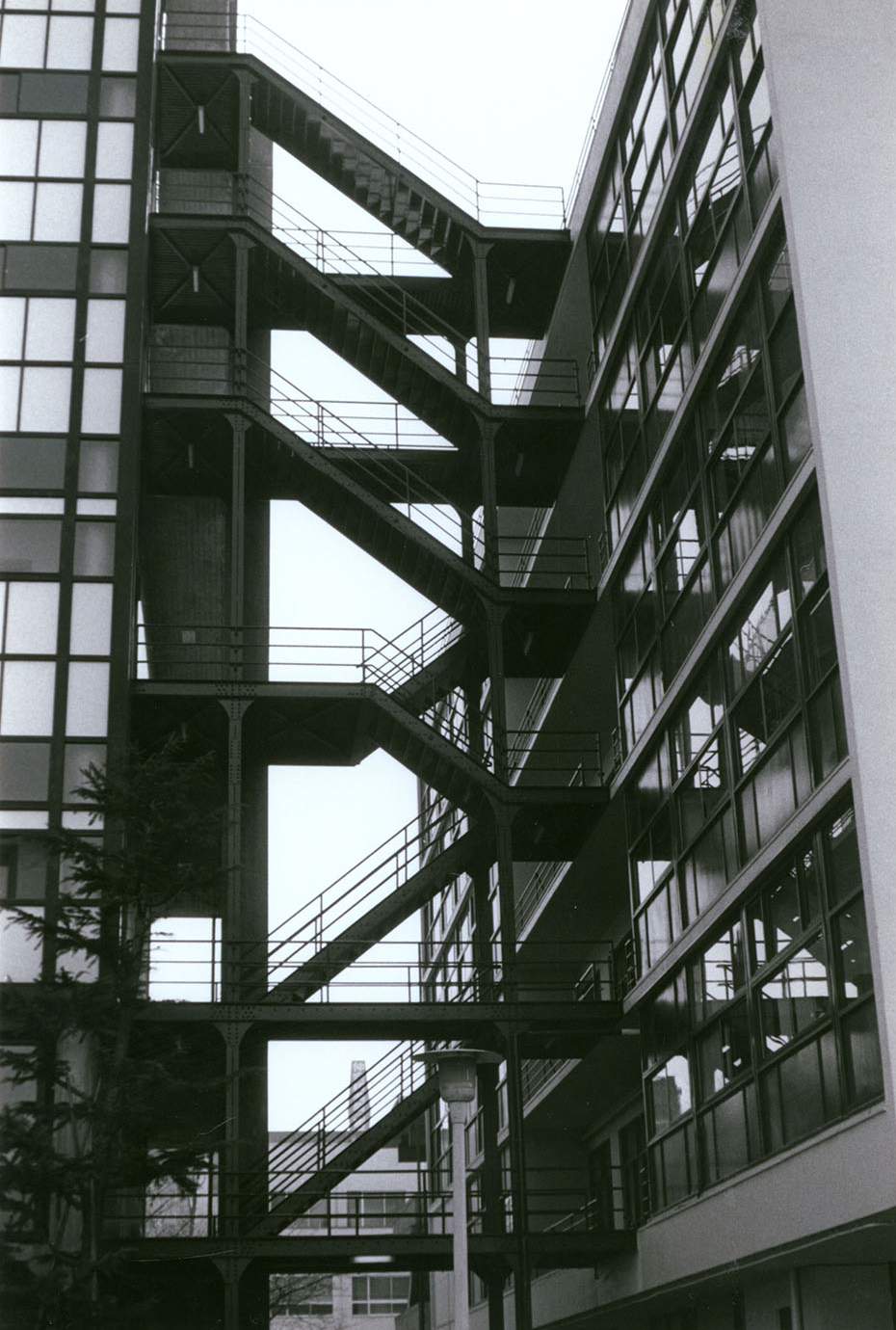
53年館と55年館を結ぶ連絡階段

戦後間もない1953年（昭和28年）に竣工した地上6階・地下1階建ての校舎。55年館と連絡階段で結ばれ、大学院棟として使用された。設計は工学部の教授で、後に国立能楽堂なども手掛けた大江宏。当時の校舎としては斬新なガラス張りの建物であった。大江宏は「アカデミズムの府らしい重厚な建築」ではなく、ガラス張りで外光をふんだんに取り込める、当時の校舎としては画期的な建物を構想し、「ネオン輝く大学院」 と報じられたが、「HOSEI UNIVERSITY GRADUATE SCHOOL」のネオンサインを見た評論家の大宅壮一からは、「HOTEL UNIVERSITY」と冷やかされたといわれる。
53年館の中庭には、フランスの彫刻家フェリックス・ベヌトー作の原型から作られたボアソナード博士像が置かれた。これは、最高裁判所、外務省、フランス大使館、東京大学法学部、法政大学、明治大学、日仏会館などの後援により、パリ大学に置かれている胸像と同じ原型をもとに、東京藝術大学の海野清教授らが製作した2基の胸像を、最高裁判所と法政大学に設置することになったものである。1953年12月21日午前に最高裁判所で行われた胸像除幕式には、吉田茂内閣総理大臣、田中耕太郎最高裁判所長官、レオン・ジュリオ・ド・ラ・モランディエールパリ法科大学長 (le doyen de la faculté de droit de Paris) 、ダニエル・レヴィー駐日フランス大使、大内兵衛法大総長、鵜沢総明明大学長らが出席し、同日午後には、ほぼ同じメンバーで法政大学においても除幕式が挙行された。
53年館は老朽化のペースが予想以上に激しいことが判明したため、1995年に第Ⅱ58年館とともに解体された。跡地にはボアソナード・タワーが建設され、ボアソナード博士像も同タワー内に再設置されている。

#### 55年館

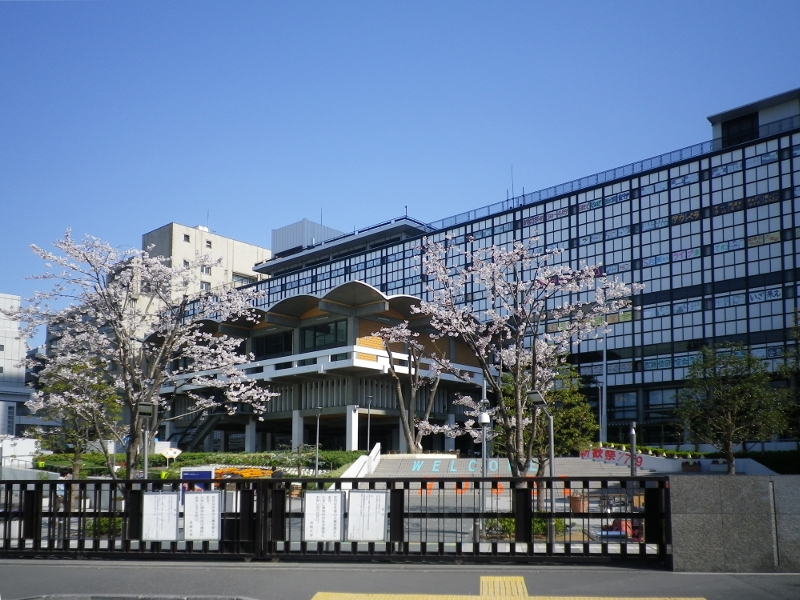
右が55年館、中央から左が58年館

1955年（昭和30年）に竣工した地上7階・地下1階建ての校舎。当時の工学部教授であった大江宏の設計によるモダニズム建築の建物で、58年館と一体になっていた。正門側から見て右側にあたり、市ケ谷キャンパス最大の教室であった511教室や、各種大・中教室（のちに小教室も設けた）、学生食堂などが入っていた。校舎としては日本最初の鉄骨高層の建築物といわれ、また当時としては珍しかった 1階から7階まで続くスロープのほか、カラー・コンディショニングなどの多くの新しい試みも実用化され、58年館とともに、1958年に第10回日本建築学会賞作品賞、1960年に第1回BCS賞を受賞している。55年館の落成記念式典には、安藤正純文部大臣、島田孝一日本私立大学連盟会長らが出席した。
建設されたのは戦後間もない資金的にも苦しい時期であったが、当時の大内兵衛総長の判断で着工され、511教室前の壁には大内の揮毫による「学而不思則罔 思而不学則殆」（学びて思わざれば則ち罔し、思いて学ばざれば則ち殆し 『論語』為政篇）のレリーフが掲げられていた（2019年に大内山校舎に移設）。

#### 58年館

左から丹下健三、大江宏、1人おいて岡本太郎

左から内田祥三、大内兵衛、1人おいて堀口捨巳

1958年（昭和33年）に竣工した地上7階・地下1階建ての校舎。大江宏の設計によるモダニズム建築の建物で、55年館と一体になっていた。正門側から見てピロティを含む左側にあたり、各種教室、学生ホール、地下商店街、学生食堂、事務室、教授室、理事室、総長室などが入っていた。竣工した年に55年館とともに第10回日本建築学会賞作品賞、1960年に第1回BCS賞を受賞しており、戦後の法大を代表する校舎であった。58年館の竣工記念行事には、元東京帝国大学総長で安田講堂などの設計を手掛けた建築家の内田祥三や、後に日本人初のプリツカー賞受賞者となる建築家の丹下健三、戦前にフランスで過ごした芸術家の岡本太郎らが参加している（右の画像はその時の写真）。岡本太郎は、完成直後の58年館を見て「私が見た世界の大学建築の中で、光線の考察や設備の点で群を抜いている」と評した。
なお、53年館に隣接して第II58年館も建設されたが、こちらは53年館とともにボアソナード・タワーの建設に伴い解体された。
55年館と58年館の欠点は大・中教室ばかりで、語学やゼミなどには利用しづらいことであった。この欠点を克服するために小教室中心の62年館（現・市ケ谷田町校舎）と69年館（現・法科大学院棟）が建設されることになる。
55年館と58年館は竣工から約60年を経た後に、エレメント（ディテール）、素材感、スケール等を継承した、2016年竣工の富士見ゲートおよび2019年竣工の大内山校舎に建て替えられ、跡地には市ケ谷キャンパス中央広場が整備された（2021年竣工）。また、この中央広場には、55・58年館の床石のパターンを模した「メモリアルコリドー」と呼ばれる通路や、柱があった位置に柱に見立てたスツール（背もたれや肘掛けのない椅子）も設置された。

## 基礎データ

### 所在地
- 市ケ谷キャンパス（〒102-8160 東京都千代田区富士見2-17-1）
- 多摩キャンパス（〒194-0298 東京都町田市相原町4342）
- 小金井キャンパス（〒184-8584 東京都小金井市梶野町3-7-2）

### 象徴

#### 校章
校章のデザインは旧制専門学校の時代から何度か変更があり、現在の校章は1930年に制定された。長い伝統と永遠の真理をイメージして「大学」の二文字を亀の子型に図案化している。考案したのは当時の教授で建築家の山崎楽堂（本名 山崎静太郎）である。画像は帽章。

#### エンブレム
エンブレムは、校章と頭文字「H」、シンボルモチーフの組み合わせで構成されている。シンボルモチーフの羅針盤は、「その先の自分」の進む方向性を示す「進歩」の象徴、鳥の羽は、その進む方向に向かって「自由」に飛翔する強い意志の象徴であると説明されている。

#### 校旗
現在の校旗は、2008年1月に改めて作られたもので初代から数えて3代目に当たる。初代の校旗は戦災で焼失し、2代目は1947年に当時の学生課長が学生自治会と相談して、学生から5銭、10銭と醵金（きょきん）を集め、校章とスクールカラーを配することを条件として高島屋に一任したもので、制作費は15,000円であった。入学式・学位授与式の際に掲揚する以外は、通常目にする機会はない。

#### 略旗
縦3列にスクールカラーで色分けされ、中央に「法政」を表すアルファベットの「H」を配したシンプルなもの。中央部分にはオレンジを、その他の部分で青（青紫）を使用。通常時は大学のシンボル旗として略旗が使用されているため、法政の旗というとこれを思い浮かべる者が多い。大学スポーツの応援や、大学グッズなどにもたいていこの略旗が用いられるため、法大生や受験生の間でも「法政の旗＝略旗」のイメージが強い。略旗のデザインの起源については、応援団の「団旗」によるものと考えられている。1990年にはそれまで不明瞭だった寸法が正式に縦180cm、横270cmと制定され、中央の「H」の位置をはじめとする細かな寸法も定められた。

#### 校歌
法政大学校歌
1931年（昭和6年）1月制定。佐藤春夫作詞・近衛秀麿作曲
現在歌われている2代目の校歌。
初代校歌「名大いなれ法政」は格調高い歌ではあったが、六大学の野球応援では迫力を欠いたため、学生たちからより力強い校歌を求める声が上がった。
折からの法政スピル（スピリット）運動が盛り上がりを見せる中で1929年（昭和4年）11月、応援団の学生らにより「新学生歌作成準備委員会」が結成され、活発な募金活動も行われた。
学生対象の歌詞公募では当選作がなかったため、投票により作詞を佐藤春夫（当時の予科講師）、作曲を近衛秀麿に依頼することに決定した。
しかし近衛は佐藤の歌詞では作曲できぬといい、両者の間で激しい論争が起きた。その後、佐藤は未完のまま故郷の熊野に隠退した。改訂版の歌詞は学生委員を通じて熊野から届けられ、近衛はヨーロッパへの演奏旅行に向かう最中にシベリア鉄道の車内で楽譜を書き上げた。
新校歌の後押しを受けた法政大学野球部は1930年（昭和5年）秋のリーグ戦で悲願の初優勝を成し遂げた。
作曲家の團伊玖磨は早稲田・明治とともに法政の校歌が「六大学の校歌の中で最も優れたもの」であり、「終りの”法政 おお わが母校”を二度繰り返す部分の旋律が実によく出来ているし、又美しくもある」と評している。
大学ホームページ上で試聴ができるほか、多くのカラオケボックスで曲目一覧に掲載されている。また着うた・着うたフル・着信メロディでも配信されており、法政大学アリオンコール等の法政大学の合唱団や音楽サークルが楽曲を提供している。

#### 応援歌ほか
これらの曲は法大応援団などの演奏や東京六大学野球等の応援時に聴くことができる。また、曲を収録したDVD・CD・カセットテープを大学が発行しており、法大生は機会があれば無料で入手できるほか、大学内の大学グッズショップでも購入できる。
- 応援歌
  - 「若き日の誇り」（作詞：法政大学応援団、作曲：岡本雅雄）[152]
    - 法政大学を代表する応援歌だが、正確な制定年は不明。

  - 「暁の勇者」（作詞・作曲：高橋俊夫、編曲：鈴木厚司）[153]
    - 1979年制定。曲想は箱根駅伝から得られたという。

  - 「若き獅子」（作詞：清岡卓行、作曲：佐藤勝）[153]
    - 1980年制定。法政大学創立百周年記念応援歌。

  - 「スポーツ法政」（作詞：今井伸一郎、作曲：吉田盈照、編曲：萩原康禎）[154]
    - 1929年制定。一度は歌われなくなったが1962年に復活した。

  - 「チャンス法政」（作曲：法政大学応援団）[155]
    - 六大学野球でのチャンステーマ。

  - 「応援曲 法政」（作曲：萩原康禎）[156]
    - 1958年制定。歌詞はほとんどない。
- 学生歌
  - 「青春の烽火」（作詞：勝承夫、作曲：平井康三郎）[153]
  - 「オレンジの園に」（作詞：勝承夫、作曲：平井康三郎）[157]
- 行進曲
  - 「名大いなれ法政」（為光直経作詞、瀬戸口藤吉作曲）[157]
    - 「法政大学校歌」制定以前はこの曲が校歌であった。
    - かつては1番から4番まであったが[158]、現在では3番を省略して歌っている[159]。

- ラランカラン
  - 「歩みくれば御社」（作詞：入江直祐、作曲：作問毅）[160]

#### スクールカラー

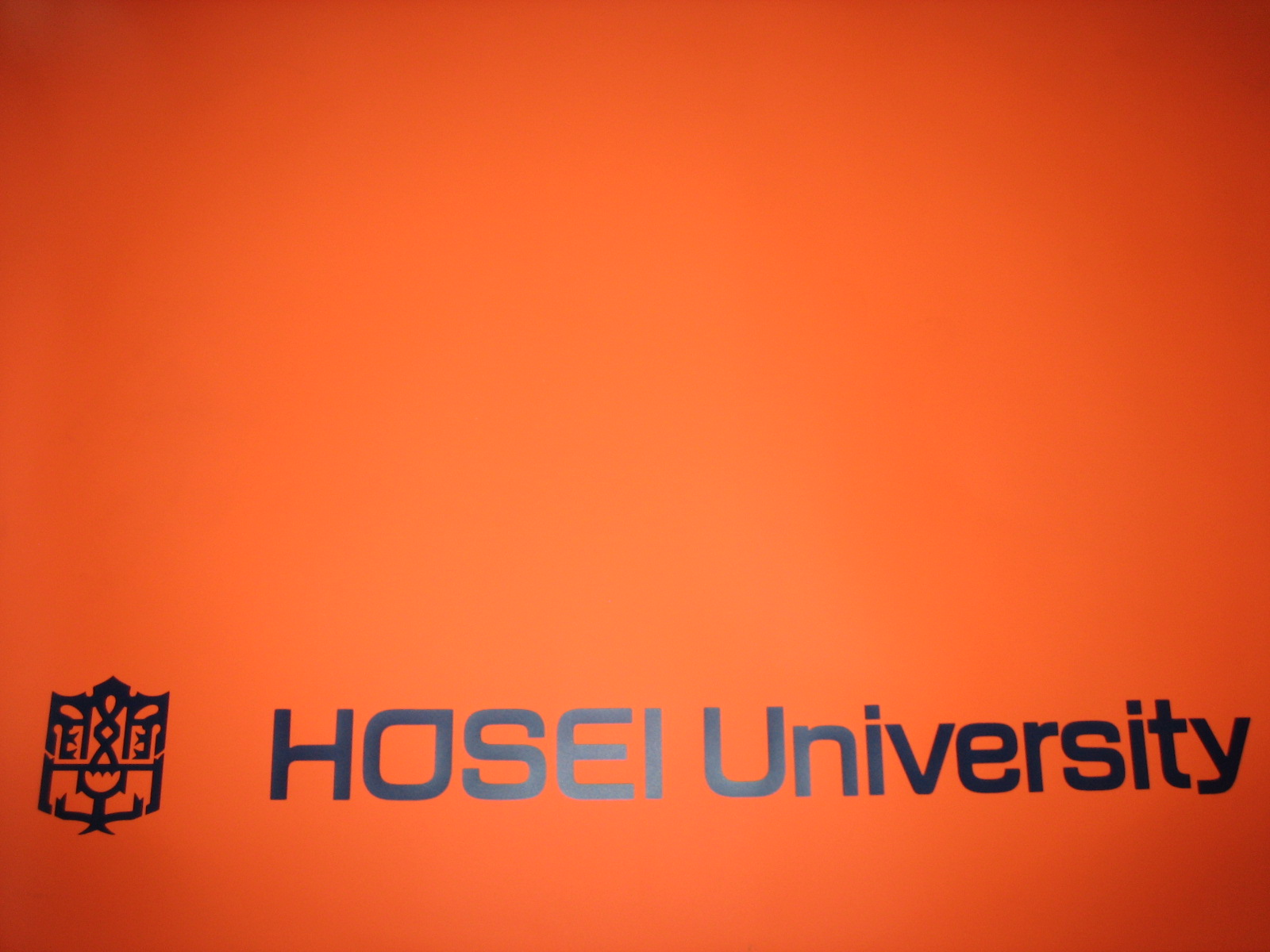
法大のスクールカラー（オレンジとブルー）。大学発売のクラッチバッグを撮影。「HOSEI University」の左側のマークが校章である。

スクールカラーは「オレンジ 」と「ブルー（紫より濃い青紫）  」であり、それぞれ「暁の太陽」と「青空」を表している。印刷番号は、オレンジがDIC161（4色分解／Y100%+M60%）、ブルーはPANTONE280（4色分解／C100%+M90%）である。

#### シンボルマーク
現在のシンボルマークは1996年3月に制定されたもので、「100有余年の歴史が培ってきた様々な実績と、21世紀に向けたワールドワイドな視点を表すこと」をコンセプトとしている。
スクールカラーの「オレンジ」が持つ意味合いの一つ「太陽」というモチーフをHOSEIの「O」の文字にオーバーラップさせ、宇宙、国際性、スポーティーイメージ、躍動感、明るさ、エネルギーなどを象徴化している。

## 組織

### 学部
旧制法律学校時代からの伝統を有する学部で1880年創立。日本の大学では東京大学に次いで2番目に古い歴史（私学では最古の歴史）を持つ法学部である。1922年に文学科と哲学科を加えて法文学部となり、1947年の学部改組により再び法学部（法律学科・政治学科）となる。法律学はもちろん政治学も学び、国際的に活躍できる知的人格形成を目指す。法律学科ではコースモデル制、政治学科は科目群制、国際政治学科はコース制を設定しており、他学科の講義も受講できるよう配慮している。また国際政治学科では、1年次の夏期休暇を用いてオックスフォード大学への短期留学を行っている（全員必修。他2学科からも希望参加が可能）。
- 法律学科（入学定員：483人）
  - コースモデル[注釈 33]
    - 裁判と法コース
    - 行政・公共政策と法コース
    - 企業・経営と法コース
    - 国際社会と法コース
    - 文化・社会と法コース
- 政治学科（入学定員：172人）
  - 科目群[注釈 34]
    - 理論・歴史・思想科目群
    - 政策・都市・行政科目群
- 国際政治学科（入学定員：149人）
  - コース[注釈 33]
    - アジア国際政治コース
    - グローバル・ガバナンスコース

1922年に夏目漱石門下の野上豊一郎・內田百閒・安倍能成らによって法文学部内に創設された文学科と哲学科が前身。1947年の学部改組により文学部（国文学科・英文学科・哲学科）となる。少人数教育に重きを置いており、2 - 3年次からの学部生全員のゼミナールへの参加が必修である。法政大学では珍しい学科間の独立傾向が強い学部で、学部生全員へ課される共通必修科目が無い代わりに、より専門性の高い研究を行えるよう配慮されている。2003年には二部文学部教育学科を発展する形で心理学科が新設された。
- 哲学科（入学定員：77人）
  -     - 選択科目には、「現代思想系」、「芸術系」、「思想史系」、「宗教系」、「心理系」、「社会系」、「応用倫理系」、「語学系」、「言語・論理系」、「科学論系」の科目群がある
- 日本文学科（入学定員：187人）
  - コース[注釈 35]
    - 文学コース
    - 言語コース
    - 文芸コース
- 英文学科（入学定員：126人）
  - 文学、言語学、英語学の3分野があるが、一つに限定せず柔軟に学べるカリキュラムになっている。
- 史学科（入学定員：100人）
  - 専攻[注釈 33]
    - 日本史専攻
    - 東洋史専攻
    - 西洋史専攻
- 地理学科（入学定員：99人）
  - 「文化と歴史」、「社会と経済」、「自然と環境」の3分野で構成される。
- 心理学科（入学定員：66人）
  - 専門教育科目は、学科基礎科目、展開科目、自由科目で構成。展開科目は、演習・研究法科目群のほか、「認知系」と「発達系」の科目群があり、教育の2本柱としている。

1959年設立。日本の大学では3番目、私立大学では2番目に設置された経営学部である。経済学部内に設置されていた商業学科が前身で、戦後の好景気による経済学部進学希望者の増大に対し、より実学重視の学部を設置するべく創設された経緯がある。組織・人事・会計を専門に扱う伝統の経営学科の他に、より国際的な経営戦略、専門的なマーケティング創造を目指す2003年新設の2学科がある。
2009年に創設50周年を迎え、米国の経営学者マイケル・ポーターによる特別講演など記念事業が催された。この様子は日本経済新聞にも掲載された。
- 経営学科（入学定員：316人）
  - 「組織」、「人事」、「会計」を学びの基本領域としている
- 経営戦略学科（入学定員：232人）
  - 「国際戦略」、「経営史」、「経営分析」を学びの基本領域としている
- 市場経営学科（入学定員：213人）
  - 「マーケティング」、「技術・情報」、「金融・公共」を学びの基本領域としている

1999年創立。「文化」を一国ずつに考えるのではなく、国境を越えて広がる文化のイメージを捉えると同時に異文化間のコミュニケーションを考える。コース制を敷いており、2年進級時には希望のコースを選択するが、3年進級時に変更も可能。少人数教育も盛んに行われている。長期と短期を選択できる海外留学システム（Study Abroad、通称SA）に力を入れており、学部生の海外留学は必修である。
- 国際文化学科（入学定員：249人）
  - 情報文化コース
  - 表象文化コース
  - 言語文化コース
  - 国際社会コース

1999年創立。日本の大学での環境学の先駆的存在。自然保護・街づくり・国際協力などを学ぶため、キャンパスを飛び出して現地へ赴く「フィールドスタディー」が特徴。コース制を実施しており、2年進級時に選択する。文系ではあるものの理系の研究も可能である。
- 人間環境学科（入学定員：333人）
  - サステイナブル経済・経営コース
  - ローカル・サステイナビリティコース
  - グローバル・サステイナビリティコース
  - 人間文化コース
  - 環境サイエンスコース

2003年に二部文学部教育学科を発展させる形で設立。英語の「career」という言葉をいかに捉えるのかを研究する学部で、世界規模で注目されているテーマである「キャリアデザイン」を考える。教育学・経営学・文化/コミュニティ学を融合した新しい学問体系で、その核となるのは「生き方研究」である。自身のライフコースを見つめ、深く考慮できる人材育成を目指す。2年次に領域を選択する。
- キャリアデザイン学科（入学定員：294人）
  - 発達・教育キャリア領域
    - 「発達と学習」、「学校教育と地域学習」、「教育と社会」という科目群がある。

  - ビジネスキャリア領域
    - 「個人・人間」、「集団・組織」、「産業社会」という科目群がある。

  - ライフキャリア領域
    - 「自己・他者・関係」、「文化マネジメント」、「多文化・グローバル社会」という科目群がある。

2007年に工学部の建築学科・都市環境デザイン工学科・システムデザイン学科を改組し、市ケ谷キャンパスへ移転して設立。「総合デザイン」を学部の核となるキーワードに設定し、学生の進路に合わせたデザイン学を構成する。美学、工学、技術から生まれる新しい「ものづくり」、「空間づくり」、「都市づくり」の教育研究を理念に置く。専門の授業は市ケ谷キャンパスから少し離れた市ヶ谷田町校舎で学ぶ。現在3学科を抱える。
- 建築学科（入学定員：132人）
  - 「デザイン」、「歴史」、「構造」、「環境」、「構法」の5分野を体系的に学ぶ
- 都市環境デザイン工学科（入学定員：80人）
  - 専門教育には「環境システム系」、「都市プランニング系」、「施設デザイン系」の3系統がある
- システムデザイン学科（入学定員：80人）
  - 「クリエーション系」、「テクノロジー系」、「マネジメント系」の3領域をバランスよく学ぶ

2008年にIGISを発展させる形で設立。GISと称されることが多い。公式ホームページ・パンフレットでも初めにアルファベット表記であることが多く、今のところアルファベット表記・かな表記のどちらも正式名称として取り扱われている。学内最小の学部で、日本国内でも最小規模の学部である。その分だけきめ細やかな教育を売りにしており、ほとんどの講義は少人数で基本的に全て英語で行われる。また海外からの留学生も多く所属している。1年次の必修科目である「Global Studies」は、専任教員が毎週交替でそれぞれの専門分野と関連づけて講義されている。「芸術・文学と文化 (Arts, Literature and Culture)」、「言語学と英語教育 (Linguistics and English Education)」、「社会とアイデンティティ (Society and Identity)」、「国際関係と経済 (International Relations and Economy)」という科目群がある。
- グローバル教養学科（入学定員：100人）
  - 科目群
    - 芸術・文学と文化 (Arts, Literature and Culture)
    - 言語学と英語教育 (Linguistics and English Education)
    - 社会とアイデンティティ (Society and Identity)
    - 国際関係と経済 (International Relations and Economy)

1920年設立。日本の大学では東京大学・京都大学・慶應義塾大学に次いで4番目、私立大学では2番目に設置された経済学部である。学部独自の海外留学システムを備えており、国際コミュニケーション科目、外国語科目も多数存在し、よりグローバルな経済界を見据えていく。経済学だけでなく、会計やファイナンスといった商学の分野も学習が可能であり、さらには経済学に隣接する経営学と法学にも触れる。1年次からの入門ゼミと4年間の一貫教育を実施しており、現在3学科を抱える。
- 経済学科（入学定員：482人）
  - 社会システムコース
  - 政策情報コース
  - 環境文化コース
    - 2年進級時にコースを選択するが、3年進級時に変更も可能。
- 国際経済学科（入学定員：244人）
  - 選択科目は共通科目群のほかに、「国際ビジネス科目群」、「国際協力科目群」、「地域研究科目群」がある。
- 現代ビジネス学科（入学定員：150人）
  - 「ビジネスプロフェッショナル」、「リサーチコンサルタント／大学院研究者」、「専門資格取得者」という3分野の人材育成を目指してカリキュラムを編成している。

1919年（大正8年）に内務省や財界によって設立された財団法人協調会をルーツとする学部で、1952年に中央労働学園大学（中労大）の社会学部を吸収合併することによって設立された私立では最古の社会学部（日本の大学では中央労働学園大学と一橋大学に次いで3番目の社会学部）。設立当初は中労大から受け継いだ麻布校舎を使用し、1955年の市ケ谷移転を経て1984年に新設の多摩キャンパスに移転した。ゼミナール活動を中心とした7コース・8プログラムで研究を進める。2年次に主専攻（コース）を1つ選び、副専攻（プログラム）を2-3個選ぶ。さらに大学から外へ出て実際に行動する「フィールド学習」を行い、フィールドトリップ、フィールドワーク、フィールドリサーチ、フィールドのメディア化のプロセスを通じて、社会の実像を見つめていく。その他マスコミ・メディア学も履修可能である。日刊ゲンダイによると学部偏差値やグーグルのビッグデータを活用した独自調査において、看板学部のひとつとされている。
- 社会学科（入学定員：216人）
  - 環境政策コース
  - 企業と社会コース
  - コミュニティ・デザインコース
  - 国際社会コース
- 社会政策科学科（入学定員：316人）
  - コミュニティ・デザインコース
  - 人間・社会コース
  - メディア社会コース
  - 国際社会コース
- メディア社会学科（入学定員：210人）
  - メディア社会コース
  - メディア文化コース
  - 国際社会コース
- プログラム
  - Advanced English Program
  - 諸外国語中級プログラム
  - 政策リテラシープログラム
  - 公務員プログラム
  - 社会調査プログラム
  - 社会学総合プログラム
  - 情報教育プログラム
  - メディアリテラシープログラム

2000年創立。福祉・臨床心理・地域づくりの3テーマを主軸に置く独自のカリキュラムで特色ある学習を目指す。東京六大学では初の本格的な臨床心理も学ぶことができる。学外での臨床現場を見学、体験を基にした研究をすることもできる。和ちゃん奨学金という学部独自の奨学金がある。インテンシヴ・イングリッシュという2年間の英語教育も行われている。創立当初は現代福祉学科のみであったが、2010年に福祉コミュニティ学科・臨床心理学科の2学科体制へと改組され、現代福祉学科は現在募集停止中である。
- 福祉コミュニティ学科（入学定員：147人）
  - 専門展開科目は、「ソーシャルポリシー分野」、「コミュニティ・マネジメント分野」、「ヒューマンサポート分野」に分かれている。
- 臨床心理学科（入学定員：84人）
  - 専門展開科目は、「精神保健・福祉分野分野」、「臨床心理分野」、「教育・社会心理分野」、「認知・学習心理分野」に分かれている。

2009年創立。現在法政大学内で最も新しい学部である。21世紀のスポーツと健康の問題を扱い、実習・実技講義も多数備える。また、海外の最先端スポーツ健康学を理解するための英語教育にも重きを置く。コース制を敷いており、2年進級時に選択するが、各コース間の連携を強くし、学部生全員が基本となる体育学、健康科学が身につくよう考慮されている。多摩キャンパスの広いスポーツ施設を利用する。
- スポーツ健康学科（入学定員：165人）
  - ヘルスデザインコース
  - スポーツビジネスコース
  - スポーツコーチングコース

2008年に工学部機械工学科・情報電気電子工学科・電子情報学科・システム制御工学科・経営工学科を改組、発展させて設立。機械工学科には国内大学では極めて珍しい航空操縦学専修も存在し、飛行実習を海外ではなくホンダエアポートで行い、日本の国立・私立大学で初めて留学無しで操縦士免許を取得できるようになっている。2009年度までは福島空港で飛行実習を行っていたが、2010年度よりホンダエアポートに変更された。各個人へのパソコン貸与ほか、少人数教育に率先的である。各学科や専修にとらわれない学科横断の学習も可能で、専門科目だけではなく文系教養科目での単位修得も行える。現在5学科を抱える。
- 機械工学科（入学定員：143人）
  - 航空操縦学専修
    - 航空操縦学専修は普通試験の他に面接と書類審査を課す。教育は産官学連携で行われ、航空大学校からの資料提供や、航空会社の協力支援も受けている。

  - 機械工学専修
    - ヒューマンロボティクスコース
    - 環境・エネルギーコース
    - 材料物性・強度コース
    - マテリアルプロセッシングコース
    - 航空宇宙コース
    - デジタルエンジニアリングコース
- 電気電子工学科（入学定員：110人）
  - 電気エネルギーエンジニアリングコース
  - マイクロ・ナノエレクトロニクスコース
  - 回路デザインコース
  - 通信システムコース
  - 知能ロボットコース
- 応用情報工学科（入学定員：110人）
  - 情報ネットワークコース
  - 人間環境情報コース
  - 社会情報コース
  - ユビキタス情報コース
  - 生体情報コース
  - 基礎情報コース
- 経営システム工学科（入学定員：80人）
  - 科目群に、「数理システム分野」、「企業システム分野」、「社会システム分野」、「生産システム分野」を設置している。
- 創生科学科（入学定員：110人）
  - 2011年度に設置。理論を実践に展開するフィールドとして、「物質」（量子・ナノに重点を置いて展開）、「自然」（宇宙を主なテーマとして展開）、「人間」（心理・環境・言語などを追求）、「知能」（情報の処理過程を中心に展開）という4フィールドを設定。「理系ジェネラリスト」の育成を目標としている。

2008年に工学部生命機能学科・物質化学科を改組、発展させて設立。生物学・生命学を軸とした専門分野を学ぶほか、先端科学を基礎とした技術研究も行う。生命機能学科には、国内大学では珍しい植物医科学専修が存在する。少人数教育を行っており、1年次から実験・実習を重視している。また、チューター制度も導入しているほか、キャリア学習にも力を入れており、外部研究機関等と連携して学習するインターンシップ科目も設定されている。2014年4月に生命機能学科植物医科学専修を改組して応用植物科学科を設置。
- 生命機能学科（入学定員：72人）
  - ゲノム機能コース
  - 蛋白機能コース
  - 細胞機能コース
- 環境応用化学科（入学定員：80人）
  - グリーンケミストリコース
  - 物質創製化学コース
  - 環境化学工学コース
- 応用植物科学科（入学定員：78人）
  - 植物クリニカルコース
  - グリーンテクノロジーコース
  - グリーンマネジメントコース

2000年創立。情報の名を冠する学部の中でも本学部の研究はかなり本格的で、他大学ではたいてい4年次から参加する情報活動を1年次から参加できる「情報科学プロジェクト」がある。4年間学科生全員へノートパソコンが貸与され、自由にソフトウェアを入れたりハードウェアを拡張することもできる。2年進級次にコースを選択し、2 - 3年次に各コースの科目を履修する。4年次から研究室に所属して卒業研究に取り組む。現在2学科を抱える。
- コンピュータ科学科（入学定員：78人）
  - コンピュータ科学コース
  - コミュニケーション科学コース
- ディジタルメディア学科（入学定員：78人）
  - メディア科学コース
  - コミュニケーション科学コース

#### 募集停止学部
工学部（2007年度まで募集）
前身は1944年に設立された法政大学航空工業専門学校である。1950年に新制学部として市ケ谷キャンパスで発足し、1952年から1964年まで港区の麻布校舎を使用したのち、現在の小金井キャンパスに移転した。2007年に一部の学科をデザイン工学部に、2008年に残りの学科も理工学部・生命科学部へそれぞれ改組されたため、現在は学生募集を停止している。全学科が小金井キャンパスに設置され、工学の基幹を踏まえつつ、柔軟な思考で新たなものづくりができるエンジニア育成に力を入れていた。改組以前は10学科を抱える大規模な学部であった。
二部（夜間課程）（一部学科を除き2004年度まで募集）
かつて法政大学にも二部（夜間課程）が存在した。募集停止時には法学部法律学科・政治学科、文学部日本文学科・英文学科・教育学科、経済学部経済学科・商業学科、社会学部社会政策科学科の計4学部8学科を有していた。現在でも名称に「一部」「二部」と付くサークルや「第二体育会」が存在するのは、二部が設置されていた名残である。なお、二部教育学科を母体としてキャリアデザイン学部・文学部心理学科が新設されている。受験志願者数の減少（2000年代には受験倍率は2倍程度）や在学生の減少など、夜間課程の社会的使命の終焉により、2011年度をもって完全閉鎖された。
1947年に日本初の通信教育部として設立された。設立当初は法学部法律学科のみの設置であったが、徐々に学部学科数を増やして現在に至る。特に地理学科は日本全国の大学の通信教育課程で唯一の存在である。現在3学部6学科と教職課程を有する。また、創立当初の通信教育部長は美濃部達吉 である。全国各地でもスクーリング授業を行っており、近年は2004年よりメディアスクーリングを開講するなど、多くの人が学べるような工夫が行われている。2013年4月より、社会環境の変化にともないカリキュラムが大きく変更された。

#### 学部・学科
- 法学部
  - 法律学科（1947年創立）
- 文学部
  - 日本文学科（1948年創立）
    - 文学コース
    - 言語コース
    - 芸能文化コース

  - 史学科（1948年創立）
    - 専門教育課程は、日本史、東洋史、西洋史の3分野で構成。

  - 地理学科（1955年創立）
- 経済学部
  - 経済学科（1948年創立）
  - 商業学科（1948年創立）
    - 通学課程では経営学部に相当する。

#### 就学コース
- 本科生
  - 学部に所属。2、3、4年次の編入や、学士入学も可能。
- 選科生
  - 学びたい科目を自由に選択できるコース。
- 教職生
  - 教員免許状の取得を目指すコース。主に、大学在学当時に修得できなかった科目を履修し教員免許の取得を目指す者や、他教科の免許状の取得を希望する者を対象とする。

#### 履修方法
基本的に各学部各学科とも同じ
- 単位修得試験 - 年8回、約20都市で実施。論文式である。リポートを提出すると受験することができる。リポートと単位修得試験に合格すると単位が取得できる。
- スクーリング
  - 東京スクーリング - 夏期・冬期（昼間、1週間単位での履修が可能）、春期・秋期（夜間）。卒業に必要な科目のほとんどを開講している。以前は多摩キャンパスでも開講していたが、現在は原則として市ケ谷キャンパス富士見坂校舎、外濠校舎での開講（情報科目と地理学科専門科目はボアソナードタワーも使用）。他大学の通信教育部に比べると冬期スクーリングが充実しているのが特色である。
  - 地方スクーリング - 全国主要8都市にて金・土・日または土・日・月に一部科目が開講されている。3日間の授業に参加することにより1科目2単位を修得できる。
  - メディアスクーリング - インターネット上でオンデマンド放送を利用し受講するスクーリング。前期（4月 - 7月）と後期（10月 - 1月）に分けて行われ、受講期間中は好きな時に繰り返し受講可能（一部科目を除く）であり、最後に大学内で行われる教室授業・試験を受けると1科目2単位を修得できる。
  - 週末スクーリング - 土・日・祝日に市ケ谷キャンパスにて行われるスクーリング。3日間の授業に参加することにより1科目2単位を修得できる。一部の科目は大阪からサテライトキャンパスで受講できる。
  - 放送大学で修得した単位は原則として最大10単位までスクーリングの単位として認定することができる。そのときは放送大学の特別聴講学生として入学する必要がある。
- 卒業論文 - 文学部は必修。法学部、経済学部では2013年度から選択科目に変更となった。卒論指導の回数や内容については学部・学科により違いが見られる。

#### その他
取得できる免許・資格
- 教育職員免許
  - 中学国語、高校国語（文学部日本文学科）
  - 高校商業（経済学部商業学科）

- 中学社会、高校地理歴史・公民（上記以外の学科）
- 図書館司書
- 図書館司書教諭
- 社会教育主事

これら3資格の取得には通年スクーリングの受講が必要である。
- 測量士補（地理学科を卒業かつ指定の科目を履修済みの者のみ国土地理院に申請可）

大学院は、1951年に人文科学研究科と社会科学研究科に修士課程を設置したことに始まる。2017年4月現在、15研究科・31専攻・3インスティテュートおよび専門職大学院の法科大学院（法務研究科）と経営大学院（イノベーション・マネジメント研究科）を擁している。
社会人への門戸が広いことが特徴で、1995年に日本最初の夜間博士後期課程を開設、2008年には社会人大学院の政策創造研究科を開設した。現在、9専攻で昼夜開講、8専攻で夜間開講している。
- 法学研究科（修士課程、博士後期課程）
  - 法律学専攻
- 政治学研究科
  - 政治学専攻（修士課程、博士後期課程）
  - 国際政治学専攻（修士課程のみ）
- 人文科学研究科（修士課程、博士後期課程）
  - 哲学専攻
    - 修士課程は昼夜開講制

  - 日本文学専攻
    - 修士課程は昼夜開講制。「能楽研究者養成プログラム」、「文芸創作研究プログラム」を設置している。

  - 英文学専攻
    - 修士課程は昼夜開講制

  - 史学専攻
    - 修士課程は昼夜開講制。「アーキビスト養成プログラム」を設置している。

  - 地理学専攻
    - 修士課程は昼夜開講制

  - 心理学専攻
  - 国際日本学インスティテュート
    - 心理学専攻を除く、いずれかの専攻に所属することになる。修士課程は昼夜開講制。
- 国際文化研究科（修士課程、博士後期課程）
  - 国際文化専攻
    - 修士課程は昼夜開講制
- 経済学研究科（修士課程、博士後期課程）
  - 経済学専攻
    - 修士 (M.A.) プログラム
      - 昼夜開講制

    - 博士5年 (Ph.D.) Ψプログラム
      - 昼夜開講制
- 社会学研究科（修士課程、博士後期課程）
  - 社会学専攻
    - 社会学コース
      - 市ケ谷キャンパスと多摩キャンパスで昼間開講。

    - メディアコース
      - 市ケ谷キャンパスで夜間開講
- 経営学研究科（修士課程、博士後期課程）
  - 経営学専攻
    - 昼間コース
    - 夜間コース（法政ビジネススクール）
      - 企業家養成コース
      - 国際経営コース
      - 人材・組織マネジメントコース
      - マーケティングコース
      - アカウンティング・ファイナンスコース
- キャリアデザイン学研究科（修士課程のみ）
  - キャリアデザイン学専攻
    - 夜間大学院
- 公共政策研究科（修士課程、博士後期課程）
  - 公共政策学専攻
    - 公共マネジメントコース
    - 市民社会ガバナンスコース
    - 夜間大学院

  - サステイナビリティ学専攻
    - 夜間大学院
- 政治学/公共政策研究科
  - 連帯社会インスティテュート（修士課程のみ）
    - 夜間大学院
- 政策創造研究科（修士課程、博士後期課程）
  - 政策創造専攻
    - 独立大学院　社会人大学院　夜間大学院
    - 経済・社会・雇用創造群
      - 雇用・人材育成・キャリアプログラム
      - 地域社会・介護福祉プログラム
      - 経済・社会プログラム

    - 文化・都市・観光創造群
      - 都市空間・まちづくりプログラム
      - 都市文化プログラム
      - 観光メディアプログラム

    - 地域産業・企業創造群
      - CSV・サステナビリティ経営プログラム
      - 企業経営革新プログラム
      - 地域産業プログラム
- 人間社会研究科
  - 福祉社会専攻（修士課程のみ）
  - 臨床心理学専攻（修士課程のみ）
  - 人間福祉専攻（博士課程のみ）
- スポーツ健康学研究科（修士課程のみ）
  - スポーツ健康学専攻
- 理工学研究科（修士課程、博士後期課程）
  - 機械工学専攻
  - 電気電子工学専攻
  - 応用情報工学専攻
  - システム理工学専攻・創生科学系
  - システム理工学専攻・経営システム系
  - 応用化学専攻
  - 生命機能学専攻
- 情報科学研究科（修士課程、博士後期課程）
  - 情報科学専攻
- デザイン工学研究科（修士課程、博士後期課程）
  - 建築学専攻
    - 修士課程のコース
      - 選抜1年コース
        - 建築系学部・学科の在学者とその卒業生である社会人の中から、特に優れた成績または業績を有する者が対象。

      - 総合2年コース
      - キャリア3年コース
        - 非建築系学部または学科の卒業生が対象。

  - 都市環境デザイン工学専攻
    - 修士課程のコース
      - 総合2年コース
      - キャリア3年コース
        - 都市環境デザイン工学系ではない学部・学科の卒業生が対象。

  - システムデザイン専攻
    - 昼夜開講制
- 情報科学/理工学研究科（修士課程、博士後期課程）
  - 総合理工学インスティテュート (Institute of Integrated Science and Technology)
    - 英語学位プログラム
- 専門職大学院
  - 法務研究科（法科大学院）
    - 法務専攻

  - イノベーション・マネジメント研究科
    - イノベーション・マネジメント専攻（経営大学院）

### 学部・研究科・通信教育部以外の大学組織
- 法政大学大原社会問題研究所（通称「大原社研」「オイサー・オルグ」）
- イオンビーム工学研究所
- 情報メディア教育研究センター
- 法政大学沖縄文化研究所
- スポーツ研究センター
- 法政大学ボアソナード記念現代法研究所
- 野上記念法政大学能楽研究所
- 日本統計研究所（前身は大蔵省の国家資力研究室）
- 比較経済研究所
- イノベーション・マネジメント研究センター
- 国際日本学研究所・国際日本学研究センター
- サステイナビリティ実践知研究機構 地域研究センター
- サステイナビリティ実践知研究機構 エコ地域デザイン研究センター
- サステイナビリティ実践知研究機構 サステイナビリティ研究センター
- サステイナビリティ実践知研究機構 マイクロ・ナノテクノロジー研究センター
- サステイナビリティ実践知研究機構 江戸東京研究センター
- アメリカ研究所
- ヨーロッパ研究センター（ロンドン/チューリッヒ）
- 環境センター
- FD推進センター
- 言語文化センター
- 市ヶ谷リベラルアーツセンター
- 学習環境支援センター
- 自然科学センター
- 入学センター
- 学生センター
- ボランティアセンター
- キャリアセンター
- グローバル教育センター
- 総合情報センター
- 教職課程センター
- 法政大学史センター
- 多摩地域交流センター
- 公務人材育成センター
- 高度会計人育成センター

### 法人の事務機構
- 総長室
- 法人本部
  - 卒業生・後援会連携室
  - 人事部
  - 経理部
- 環境保全本部
  - 施設部
  - 事業室
  - 環境センター
- 教育支援本部
  - 学務部
  - 入学センター
  - 多摩事務部
  - 小金井事務部
  - 大学院事務部
  - 通信教育部事務部
  - 中学高等学校事務室
  - 第二中・高等学校事務室
  - 女子高等学校事務室
- 学生支援本部
  - 学生センター
  - 保健体育部
  - キャリアセンター
- 国際学術支援本部
  - 研究開発センター
  - 国際交流センター
  - 総合情報センター事務部
  - 図書館事務部
  - サステイナビリティ研究所事務室
  - 地域研究センター事務室
  - マイクロ・ナノテクノロジー研究センター事務室
- グローバル人材開発センター事務室
- ハラスメント相談室
- 監査室

### 法政大学図書館
法政大学の図書館は1899年（明治32年）和仏法律学校時代に創設され、その歴史は100年を超える。創設以来、多くの法大生や教授の研究を支えてきた。1929年から1931年には第二代図書館長として野上豊一郎が就任している。
1945年（昭和20年）5月の空襲で市ケ谷の旧第一・第二校舎は焼失したが、図書館が入っていた旧第三校舎は焼失を免れ、終戦後の12月からは一般市民対象の日曜開館を実施した。
昭和20年代から30年代にかけて協調会文庫や三木清文庫、和辻哲郎文庫などを受贈・購入することによって、蔵書の質・量は充実していったが、新図書館の建設は様々な理由で先送りにされ、一部の蔵書を麻布校舎に分置せざるを得ない状況が続いたが、1981年の80年館（図書館・研究棟）竣工と1984年の多摩図書館開館によってようやく書庫不足の問題は解消し、閲覧環境も大幅に改善されるに至った。
現在、図書館は市ケ谷・多摩・小金井の各キャンパスにそれぞれ存在しているが、全ての学生が3キャンパスの図書館を利用することができる。所蔵資料数は165万冊（2009年4月現在） で日本の大学中6位。法政大学生であれば、自宅のパソコンからも図書の予約が可能。毎日数回3キャンパスの図書館を回る「図書配達車」を運行しているため、所属キャンパスに希望の資料が無くてもスピーディーに入手できる。
各館では、図書館や法大教授が所有する歴史的に貴重な史料も定期的に展示されている。また卒業生や各キャンパス所在地の周辺住民、山手線沿線私立大学図書館コンソーシアム加盟大学生も登録を行えば利用可能である（山手線沿線私立大学図書館コンソーシアム加盟大学生は市ケ谷館のみ利用可能、小金井と多摩の両館は利用不可）。
なお、1988年には小金井キャンパスの図書館長を工学部長が兼務することとなった。2004年4月1日には新たに図書館規程が制定され、規定により市ケ谷キャンパス図書館に3館を統括する館長が置かれるようになったほか、館長の所属しない他2キャンパスの図書館には副館長を置くこととなった。

#### 各館概要
市ケ谷館
80年館2階 - 地下4階と富士見坂校舎1階に位置する。2階には多くの閲覧スペースを設けているほか、個人自習用の机も多数設置している。地下は閉架書庫となっている。富士見坂校舎の閲覧室とは連絡通路で連絡している。
市ケ谷キャンパスからやや離れた市ヶ谷田町校舎内には田町別館も設けている。
データベース利用コーナー、ガイダンスルーム、マイクロ資料室、共同読書室、閲覧室（自習室）、パソコン・電卓持ち込み閲覧室、学生ラウンジ、屋上庭園、リサイクル図書棚、ラーニングコモンズ（旧富士見坂閲覧室、討論等も可能なフリー学習スペース）などの施設がある。
小金井館
事務管理棟、南館、西館内にそれぞれ位置する。閲覧室の机には全てに情報コンセントが備えられているほか、学生証を提示することで入室できる洋書庫、さらには自由に入室できる地下書庫がある。ライブラリ施設にはグループ視聴可能なスペースも設けている。
メディアライブラリ、閲覧室（自習室）、洋書庫などの施設がある。
多摩館
3号館に位置する。法政大学図書館では最大の面積規模を誇り、吹き抜けを利用した開放的で明るい雰囲気である。
ガイダンスルーム、オープンパソコンエリア、共同読書室、視聴覚室、マイクロ室などがある。

### 法政大学出版局
大学総長を会長とした、法政大学の出版部に当たる一般財団法人。詳しくは法政大学出版局の項を参照。

### セミナーハウス等
詳しくは付属施設の項を参照。
- 富士セミナーハウス
- 石岡総合体育施設

- 白馬山荘

## 大学関係者と組織

### 大学関係者組織

#### 学友会
全法大生が所属する組織で、法政大学総長を会のトップに置く。構成員は法政大学に在籍する全学生であるが、全ての大学公認団体・サークル・部活動も学友会に登録され、所属する。その他、幹部組織としての団体が少数所属する（以下の所属構成で挙げる団体以外にも数団体所属している）。学内で開催されるイベント等のほか、野球部が東京六大学野球で優勝した際に行われる優勝パレードも学友会が主催している。
所属構成
- 法政大学総長
- 法政大学体育会
- 法政大学第二体育会
- 法政大学応援団
- 自主法政祭実行委員会
- 市ケ谷、多摩、小金井の各キャンパスサークル管理団体
- 全ての大学公認サークル
- 全ての法政大学生

#### 法政大学校友会（旧：法政大学校友連合会）
法政大学の同窓・親睦会組織は「法政大学校友連合会」と呼ばれていた。2014年に一般社団法人化し法政大学校友会となった。連合会は本部であり、その下にいくつかの組織が存在し、それらが集まって連合会全体を成している。連合会の入会資格は「学校法人法政大学」が設置している学校を卒業していることであり、大学以外（例えば法政大学高等学校）の卒業生でも所属可能である。
主な構成組織
- 法政大学法学部同窓会
- 法政大学文学部同窓会
- 法政大学経済学部同窓会
- 法政大学工学部同窓会
- 法政大学経営学部同窓会
- 法政大学社会学部同窓会
- 法政大学人間環境学部同窓会「いちえの会」
- 法政大学高等学校同窓会
- 法政大学第二高等学校同窓会
- 法政大学女子高等学校同窓会
- その他就職支部、クラブ支部（約112支部）
- 地域支部（約155支部）
- 上記以外にも部・サークル活動のOB会やそれに付随する組織などが所属する。
- さらに、ニューヨーク・中国・韓国・ソウル・シンガポール・台湾にも同窓会の支部が存在する。
- 第二次世界大戦（大東亜戦争、太平洋戦争）終戦までは台湾、韓国のほかに満州国にも同窓会支部が存在していた。

## 研究

### 文部科学省支援　研究プロジェクト
21世紀COEプログラム
- 日本発信の国際日本学の構築（2002年）

私立大学戦略的研究基盤形成支援事業
- マイクロ・ナノテクノロジーによる細胞内操作技術と生体機能模擬技術の開発（2008年）
- 自治体とのネットワーク構築による政策形成の研究（2008年）
- 国際日本学の方法に基づく＜日本意識＞の再検討―＜日本意識＞の現在・過去・未来（2010年）
- 地域活性化のメカニズムと政策の研究（2011年）
- エネルギー戦略シフトによる地域再生ー原子力依存度の漸減と地域自然エネルギーの振興（2013年）
- グリーンテクノロジーを支える次世代エネルギー変換システム（2013年）

国際共同に基づく日本研究推進事業
- 欧州の博物館等保管の日本仏教美術資料の悉皆調査とそれによる日本及び日本観の研究（2010年）

教育研究高度化のための支援体制整備事業
- サステイナブルな社会システムデザインに関する研究（2009年）

私立大学研究ブランディング事業
- 江戸東京研究の先端的・学際的拠点形成（2017年）

### 文部科学省支援　教育プロジェクト
大学教育・学生支援推進事業【テーマA】大学教育推進プログラム
- 高度情報処理技術者を目指す学士力の育成（2009年）

新たな社会的ニーズに対応した学生支援プログラム（学生支援GP）
- 「学生の力」を活かした学生支援体制の構築―クラス・ゼミ（正課教育）、クラブ・サークル（正課外教育）に次ぐ、『第3のコミュニティ』づくり―（2007年）

大学教育の国際化加速プログラム（長期海外留学支援）
- 「長期海外留学・学位取得支援制度」の実施（2008年）

現代的教育ニーズ取組支援プログラム（現代GP）
- 大規模私大での大卒無業者ゼロをめざす取組－学生が行う「キャリア相談実習」による職業意識の質的強化－（実践的総合キャリア教育の推進）（2006年）
- 地域の中小企業活性化と実践的体験教育－コンサルティングと課題解決教育の構築－（地域支援分野）（2004年）
- 新しい国際遠隔教育の構築に向けて－コンテンツ開発とオンデマンド教育－（IT教育分野）（2004年）

大学教育充実のための戦略的大学連携支援プログラム
- 全国の地域で活躍できるプロフェッショナル＜まちづくリスト＞育成プログラム（2009年）

専門職大学院等における高度専門職業人養成教育推進プログラム
- 諏訪地域「地力・知力アップ」人材育成講座（2008年）

社会人の学び直しニーズ対応教育推進プログラム
- 地域づくりを担う人材の育成に向けた学び直しの遠隔授業プログラム（2007年）
- 転職・再就職希望者に対する「トータルキャリア教育」（2007年）

大学生の就業力支援事業
- 就業力を育てる3ステップシステム（2010年）

## 教育

### 学術機関リポジトリ
正式名称は法政大学学術機関リポジトリ。学内の教育成果や研究結果、研究論文などを電子化し、まとめた上で学外へ広く発信することを目的としており、2007年度から本格的に機能している。国立情報学研究所委託事業・次世代学術コンテンツ基盤の共同構築にも採択されている。学術雑誌の購読数の減少、それによって研究者が各々必要とする学位論文を読むことが困難になった現状、文部科学省「科学技術・学術審議会学術分科会、研究環境基盤部会、学術情報基盤作業部会」の報告などを背景として設立された。登録された教育成果や研究結果、研究論文等（同機関内では「知的生産物」と総称）は、Google・JAIRO・OAIster（ミシガン大学電子資料ポータルサイト）などから検索可能となっており、インターネット環境下の全ての人間を対象とした情報の無償公開を行っている。
登録されたデータはより多くの研究者達の目に留まりやすくなり、自らの研究結果を広範囲に発信できるほか、知の発信による社会貢献責務のある大学にとっても有意義なシステムであるとしている。
登録データは、それぞれ学術雑誌論文、学位論文、紀要、研究調査報告書、学会発表資料、レポート、プレプリント、図書、貴重書、教育資料、その他の合計11に分類される。

### IGIS（グローバル学際研究インスティテュート）
2006年4月に開設。通称アイジス。学部横断型の特別プログラムで、特定の対象学部学科に所属しながら卒業所要単位の6割に当たる76単位を、IGISが独自に設置する科目から履修、単位認定を受けることができる。2008年GIS（グローバル教養学部）設置に伴い、現在募集を停止している。
指定学部学科は以下の通り。
- 文学部
  - 日本文学科
  - 英文学科
- 経済学部
  - 国際経済学科
- 国際文化学部
  - 国際文化学科

### スポーツ・サイエンス・インスティテュート
略称SSI。「スポーツに優れた者の特別推薦入学試験」による入学者の学ぶ環境をより充実させるためのプログラム。将来のスポーツ文化の担い手となる人材を育成する。多くの学部学科でSSI履修が認められており、履修を希望する学生は、各学部・学科によって定められた科目と同時にSSI科目を44単位以上履修することができる。学部・学科の枠を超えた科目履修を可能にするため、e-ラーニング・システムを利用した3キャンパスを結んだ遠隔授業が行われている。

#### 国際遠隔講座「福祉工学」
2003年度より開講。法政大学では初めての学部横断文理融合科目。法政大学の3キャンパスとアメリカ、韓国とを双方向リアルタイム遠隔講義システムで結び、講義を行う。また、外国人教員担当の授業は全て英語で行われる。

### 国際日本学インスティテュート
2003年度に国際日本学研究所が開設したことに伴い、国際日本学の普及・教育を目的に開設された。入学した生徒は大学院の既存専攻を横断し「国際日本学インスティテュートコース所属」となる。当初は、人文科学研究科・政治学研究科・社会学研究科などの多研究科を横断する形であったが、2011年度より人文科学研究科内に置かれ、教育的充実を図っている。
「日本」像を国際的に、国内から発信するという目的のために、多数用意されている授業カリキュラムの中から専門に合わせて自由に履修し、自己の研究テーマを国際日本学的視点から深化させ、多角的・学際的な研究を行う。「日本」を客観的に見て、世界の諸文化と比較することによって、多角的視点に立ちながら研究したい、またはそのような研究テーマを持つ者、または日本の文化を世界に発信したいと考えている者、または日本の中でも独自の文化を育んできたアイヌ・琉球等を研究対象とする者などが入学する。国際日本学周辺を専門とする研究者を養成するほか、日本文化をより深く学ぼうとする留学生や、学び直しをする社会人のために、それぞれ一般入試とは別に試験を行うなどの機会を設け、様々なバックグラウンドを持つ人のために、広く門戸を開いている。

### 自主マスコミ講座
自主マスコミ講座（通称「自主マス」）は、1988年に当時社会学部の助教授だった稲増龍夫と大学の職員有志が中心となって始めた、マスコミ志願者向け講座である。マスコミ向け就職対策講座としては日本の大学で最も古い歴史を持つ。
受講するには大学内の選考試験に合格しなければならない。法政大学の正課ではないにもかかわらず、その倍率は3倍近くになる。現在は、法政大学の3年生が受講できるアナウンサーコース、新聞・報道記者コース、出版コース、放送コース、広告コースに加え、2年生が受講できる2年アナウンサーコース、2年基礎コース、1年生が受講できる1年基礎コースの8コースがある。2011年度から3年生は筆記試験がなくなり面接のみの試験となった。
2009年秋季より、2年生は、アナウンサーコース、新聞・報道記者コース、出版コース、放送コース、広告コースとコースごとへの募集と変更された。なお、コースごとに分かれての募集は秋季のみであり、春季は基礎コース（2年生）のみの募集である。

### エクステンション・カレッジ
法政大学の資格取得支援として、エクステンションカレッジが設置されている。各種資格取得講座のほか、企業からの寄付講座やTOEFL・TOEICスコアアップ講座、英会話講座、コミュニケーション力養成講座、文章作成能力養成講座など多種多様な講義が存在する。
エクステンションカレッジは他大学の有料講座と同様に学外者も受講可能であり、法大生はもちろん、法大生の家族や他大学の学生、一般社会人などにも講座が公開されている。法大生に限らず、学生であれば特別優待料金で受講できるほか、一般人でも規定の条件を満たせば優待料金で受講が可能である。

## 対外関係

### 国内他大学との協定
詳細な協定大学名などは各項目を参照。
- 山手線沿線私立大学図書館コンソーシアム
  - 加盟大学の学生は市ケ谷キャンパスの図書館が相互利用可能。
- 東京12大学広報連絡協議会
- 首都大学院コンソーシアム
- 大学情報サミット
- 全国私立大学FD連携フォーラム
- 相模原・町田大学地域コンソーシアム
- 大学eラーニング協議会

### 海外交流大学等
2024年1月現在、全部で50ヶ国270大学・機関と交流協定を結んでいる。詳しくは、海外交流協定大学・機関一覧 を参照のこと。

#### アジア
- カンボジア
  - カンボジアメコン大学
  - ベルティ大学
  - 王立プノンペン大学
- 中国
  - 北京大学
  - 北京大学政府管理学院
  - 上海外国語大学
  - 中国国家外国専家局
  - 上海交通大学
  - 北京師範大学
  - 北京外国語大学
  - 北京日本学研究センター
  - 山東財経大学
  - 大連民族学院
  - 武漢大学
  - 四川外国語大学
  - 中央民族大学
  - 遼寧大学国際関係学院
  - 福州大学
  - 大連外国語大学
  - 首都師範大学
  - 北京科技大学
  - 重慶師範大学
  - 外交学院
  - 清華大学国際コミュニケーションセンター
  - 西南交通大学
  - 龍門石窟研究院
  - 天津外国語大学
  - 北京語言大学
  - 対外経済貿易大学
  - 福建師範大学
  - 大連大学
  - 東北大学秦皇島分校
  - 山東大学
  - 済南大学
  - 山東協和学院
  - 西南民族大学
  - 華僑大学
  - 少林寺
  - 復旦大学文物與博物館学系
  - 西北工業大学
  - 華南理工大学
  - 模範的ソフトウェア学院連盟
  - 西安交通大学
  - 北京交通大学
  - 吉林大学軟件学院
  - 中国科学技術大学
  - 西安電子科技大学
  - 厦門大学
  - 華中科技大学
  - 中南大学軟件学院
  - 東北大学
  - 大連理工大学軟件学院
  - 東南大学
  - 華東師範大学
  - 天津大学
  - 西南科技大学
  - 大連工業大学
  - 遼寧科技大学
- インド
  - インド科学大学院大学
- インドネシア
  - サナタダルマ大学
  - ボゴール農科大学
  - スラバヤ工科大学
  - ビーナス大学
  - アトマジャヤ・ジョグジャカルタ大学
  - LSPRコミュニケーション＆ビジネスインスティテュート
  - ムハマディア大学ジョグジャカルタ校
- 大韓民国
  - 延世大学校
  - 延世大学校地域発展研究所
  - 延世大学校政経大学院
  - 徳成女子大学校
  - 聖公会大学校社会史研究所
  - ソウル大学校経営学部
  - 嘉泉大学校
  - ソウル大学校日本研究所
  - 高麗大学校
  - 梨花女子大学校
  - 仁荷大学校産業経済研究所
  - アジア気候変動教育センター
  - ソウル市立大学校
  - 誠信女子大学校
  - 韓国外国語大学校
  - 中央大学校
  - 建国大学校
  - 京畿大学校
  - 釜山外国語大学校
  - 湖西大学校
- ラオス
  - ラオス国立大学
- マレーシア
  - アジアパシフィックテクノロジー＆イノベーション大学
  - マラヤ大学
  - マレーシア工科大学
  - UCSI大学
  - マラ工科大学機械工学部
  - マレーシア科学大学
  - マレーシアプトラ大学
- モンゴル
  - モンゴル国立大学
- ネパール
  - トリブバン大学
- フィリピン
  - 南フィリピン大学
- 中華民国
  - 国立中山大学
  - 淡江大学
  - 文藻外語大学
  - 中原大学
  - 国立虎尾科技大学
  - 国立雲林科技大学
  - 国立高雄師範大学
  - 実践大学
  - 国立台湾師範大学
  - 国立政治大学
  - 元智大学
  - 輔仁大学
  - 国立高雄大学
  - 国立曁南国際大学
  - 中信金融管理学院
  - 国立中央大学
  - 国立勤益科技大学
- タイ
  - タマサート大学
  - チュラロンコン大学
  - シーナカリンウィロート大学
  - 泰日工業大学
  - プリンス・オブ・ソンクラー大学
  - チエンマイ大学
- ベトナム
  - ベトナム国家大学ホーチミン市校工科大学
  - ベトナム国家大学ホーチミン市人文社会科学大学
  - FPT大学
  - ベトナム国家大学ハノイ外国語大学
  - ダナン大学
  - フエ科学大学
  - 貿易大学
  - ベトナム国家大学経済経営大学
  - ホーチミン市建築大学
  - ホーチミン市工業大学(HUTECH）
  - ホーチミン市経済大学
  - ベトナム国家大学ホーチミン市科学大学
  - ベトナム国家大学ハノイ工科大学
  - ハノイ工科大学
  - ハノイ大学
  - ベトナム国家大学ホーチミン市情報技術大学
  - カントー大学
  - フンイエン技術教育大学
  - ハイフォン大学
  - ホーチミン市工業大学 (IUH)
  - 日越大学
  - トゥイロイ大学
  - 郵政通信技術大学（PTIT）
- ウズベキスタン
  - タシケント国立東洋学大学
  - サマルカンド国立大学
- 香港
  - 香港公開大学
  - 嶺南大学
  - 香港浸会大学
- シンガポール
  - シンガポール社会科学大学

#### オセアニア
- オーストラリア
  - シドニー大学
  - グリフィス大学
  - アデレード大学
  - ボンド大学
  - オーストラリア・カソリック大学
  - ディーキン大学
- ニュージーランド
  - マッセー大学
  - オークランド大学
  - オタゴ・ポリテクニック

#### アフリカ
- アルジェリア
  - アルジェ大学
- エチオピア
  - メケレ大学
- コートジボワール
  - フェリックス・ウフエ・ボアニ大学
- ブルキナファソ
  - ワガ第一ジョゼフ・キ・ゼルボ大学
- ケニア
  - カラティナ大学
- チュニジア
  - カルタゴ大学
- エジプト
  - エジプト日本科学技術大学

#### 北米
- アメリカ合衆国
  - トルーマン州立大学
  - ベイラー大学
  - カリフォルニア大学デイヴィス校（UCD）
  - ミシガン州立大学
  - ボストン大学
  - カリフォルニア州立大学イーストベイ校（CSUEB）
  - カリフォルニア大学サンディエゴ校
  - ネバダ大学リノ校
  - ボイシー州立大学
  - サンノゼ州立大学
  - フォントボン大学
  - サンディエゴ州立大学
  - 南カリフォルニア建築大学
  - ガステイバス・アドルファス大学
  - ウェストチェスター大学
  - ウィスコンシン大学ミルウォーキー校
  - ミネソタ州立大学マンケート校
  - メダイル大学
  - ポートランド州立大学
  - ウェストフィールド州立大学
  - ユタ大学
  - ジョージ・メイソン大学
  - ニュー・スクール大学
  - カンザス大学
  - ウィスコンシン大学リバーフォールズ校
- カナダ
  - ブリティッシュコロンビア大学
  - アルバータ大学
  - トロント大学
  - ブロック大学
  - ヨーク大学
  - トレント大学
  - プリンスエドワードアイランド大学
  - ヴィクトリア大学
  - BCI

#### 中南米
- メキシコ
  - アナウアク大学
  - グアダラハラ大学
- アルゼンチン
  - 国立ラプラタ大学
- バハマ
  - バハマ大学

#### ヨーロッパ
- イギリス
  - ロンドン大学ロイヤル・ホロウェイカレッジ
  - ロンドン大学バークベックカレッジ
  - ロンドン大学東洋アフリカ研究学院
  - シェフィールド大学
  - ノッティンガム大学
  - グラスゴー大学
  - リーズ大学
  - ニューカッスル大学
  - サセックス大学
  - ブラッドフォード大学
  - ヨーク大学
  - ウルヴァーハンプトン大学
  - リヴァプール・ジョン・ムーア大学
  - セントラル・ランカシャー大学
- アイルランド
  - ユニバーシティ・カレッジ・ダブリン
  - リムリック大学
- ドイツ
  - ベルリン大学
  - オルデンブルク大学
  - リューネブルク大学
  - ベルリン国際応用科学大学
  - バーデン＝ヴェルテンベルク・デュアルシステム大学
  - ブレーメン大学
  - シュトゥットガルト工科大学
  - ブレーマーハーフェン応用科学大学
- デンマーク
  - ロスキレ大学
  - オールボー大学
- スウェーデン
  - ブレーキンゲ工科大学
- オランダ
  - ステンデン応用科学大学
- フランス
  - リヨン第三大学
  - 西部カトリック大学
  - パリ・ディドロ(第七)大学
  - ヴェルサイユ大学理工学部
  - エクス・マルセイユ大学
  - ストラスブール大学
  - キャンパスフランス（フランス政府留学局）
  - サンジェルマン・アン・レー政治学院
- スペイン
  - バルセロナ大学
  - ラモン・リュイ財団
  - ビック大学
  - コルドバ大学
  - EUSS
  - マラガ大学
- イタリア
  - カルロ・カッターネオ大学
  - ヴェネツィア大学
  - ミラノ工科大学
  - トリノ工科大学
  - パヴィア大学
- オーストリア
  - ウィーン大学
- スイス
  - スイス連邦工科大学チューリッヒ校(ETH）
  - ザンクトガレン大学
  - チューリッヒ大学
  - チューリッヒ大学哲学部東洋学科日本学部門
- ベルギー
  - カレル・デ・グローテ応用科学芸術大学
- チェコ
  - チェコ工科大学
- ハンガリー
  - ブダペシュト・コルヴィヌス大学（旧：カール・マルクス経済科学大学）
- ルーマニア
  - バベシュ・ボヤイ大学
- セルビア
  - ニシュ大学
- ポーランド
  - 社会科学大学
  - コズミンスキ大学
- ロシア
  - ロシア科学アカデミー東洋学研究所
  - モスクワ国立大学
  - サンクトペテルブルク国立大学
  - ペテルブルク国立交通工科大学
  - 国立研究大学高等経済学院
  - ペンザ国立大学
- アルバニア
  - ティラナ工科大学
- エストニア
  - タリン大学

### 地方自治体との連携
- 東京都千代田区
  - 助成金
  - 千代田区に関するさまざまな事象を一つの学問として学ぶ「千代田学」協定。千代田区に関する調査・研究事業に対して区が補助金を負担、区と大学が協力して千代田に関する一連の事象を学問として学び、区政の発展に寄与する目的で創設されたもの[184]。
- 東京都台東区
  - 中小企業総合コンサルティングネットワーク
- 東京都三鷹市
  - 事業協力協定
- 神奈川県川崎市
  - 川崎市職員研修所における女性のライフバランス研修（2006年）
- 長野県原村
  - 事業協力に関する協定。
- 石川県白山市
- 岐阜県飛騨市
- 秋田県仙北市
  - 「法政大学地域づくり塾」開催（2007年）
- 秋田県角館町
- 福井県大野市
- 鹿児島県大口市
  - 出前まちおこしシンポジウム提携
- 東京都青梅市
  - 共同プロジェクト「武蔵御嶽神社および御師家古文書学術調査団」結成
- 東京都日野市
  - 事業協力協定
- 岩手県陸前高田市
  - SDGsの推進を目的とした協定

### その他
- 商工会議所との連携・協定を組み、キャリア支援や特殊講義の開講などを行っている。
  - 日本商工会議所
  - 東京商工会議所
  - 東京商工会議所千代田支部
  - 横須賀商工会議所
  - 町田商工会議所
- 財団法人海外投融資情報財団（財務省所管）との提携

## キャンパス

### 市ケ谷キャンパス

#### 所在地
〒102-8160 東京都千代田区富士見2-17-1
- 敷地面積：28,679.26 m2

#### 交通アクセス
- JR中央・総武緩行線・ 東京メトロ有楽町線・ 東京メトロ南北線市ケ谷駅および 都営地下鉄新宿線市ヶ谷駅[注釈 38] から徒歩7 - 10分。
- JR中央・総武緩行線・ 東京メトロ有楽町線・ 東京メトロ南北線・ 東京メトロ東西線・ 都営地下鉄大江戸線飯田橋駅から徒歩約7 - 10分。
- 公式には案内されていないが、 東京メトロ半蔵門線・ 東京メトロ東西線・ 都営地下鉄新宿線九段下駅からも徒歩約15分で利用可能である。

#### 設置学部
- 法学部
- 文学部
- 経営学部
- 国際文化学部
- 人間環境学部
- キャリアデザイン学部
- デザイン工学部
- グローバル教養学部

の各学部1 - 4年次。他に法政大学ボアソナード記念現代法研究所を置く。

#### 環境

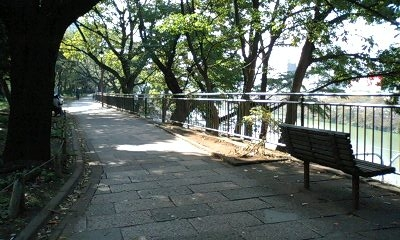
外濠公園

- 東京の都心にあり、山手線の中心付近に位置する。
- キャンパスの拡張や整備が行われてきた結果、現在の形となっている。千代田区富士見2丁目に所在する一続きの校地（本部キャンパス）を「富士見校地」と称し[185]、この富士見校地とその周辺の校舎で構成されている。
- 大多数の学部生が利用する校舎や施設は全て「富士見校地」内に位置し、デザイン工学部以外の学部生が周辺の校舎を利用することはあまりない。
- キャンパスは旧江戸城外濠・外濠公園・靖国神社・三輪田学園・朝鮮総連本部・東京逓信病院に隣接している。また神楽坂・北の丸公園・日本武道館にもほど近い。富士見校地（本部キャンパス）と靖国神社の間には、富士見坂校舎の名称由来ともなった「富士見坂」が存在する。
- 衆議院議員宿舎（建て替え予定[186]）や朝鮮総連本部が近くにあるため、本部キャンパス東側の道路は終日警視庁麹町署の警察官が警戒に当たっている。

#### 建築物

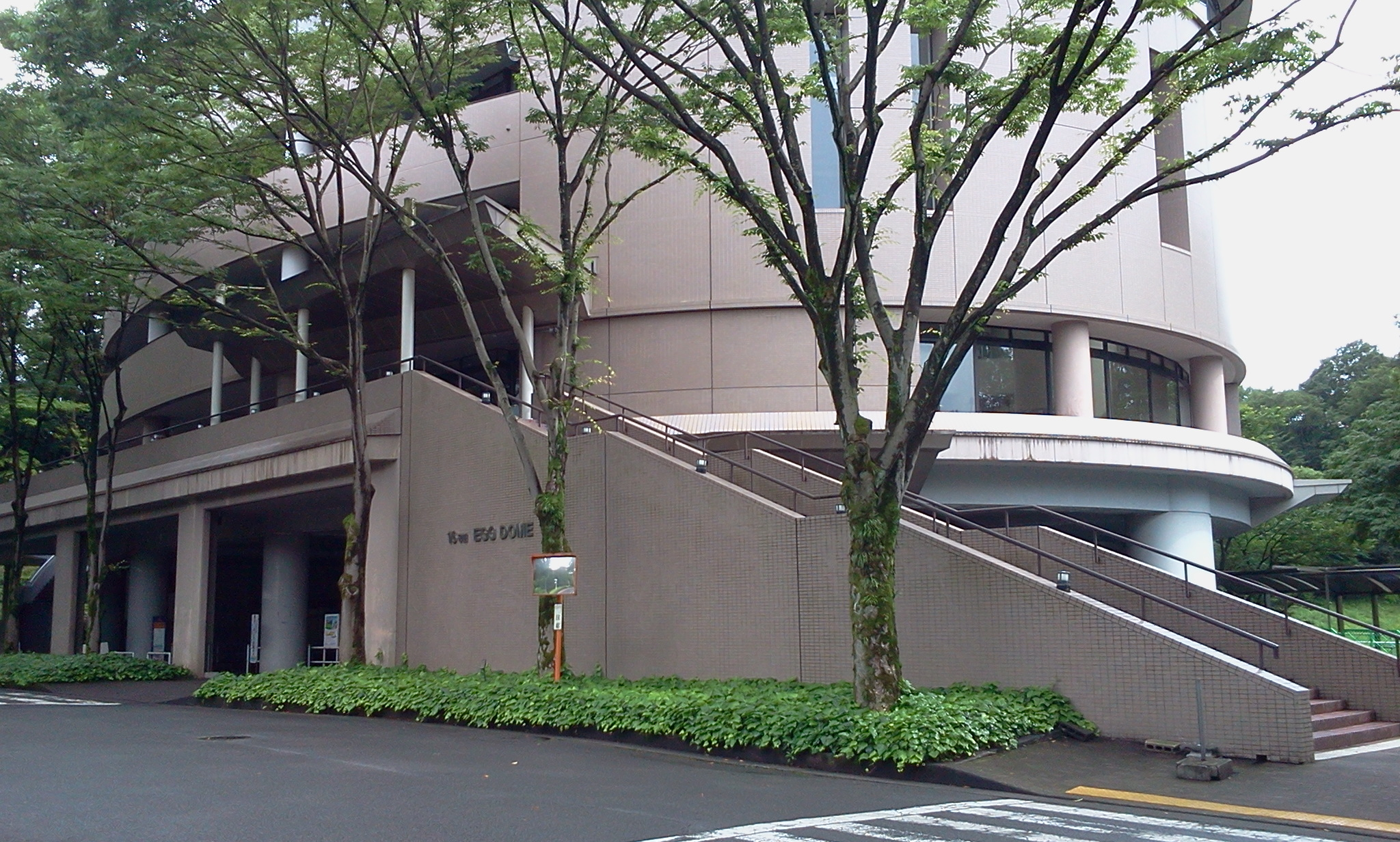
EGG DOME（16号館）

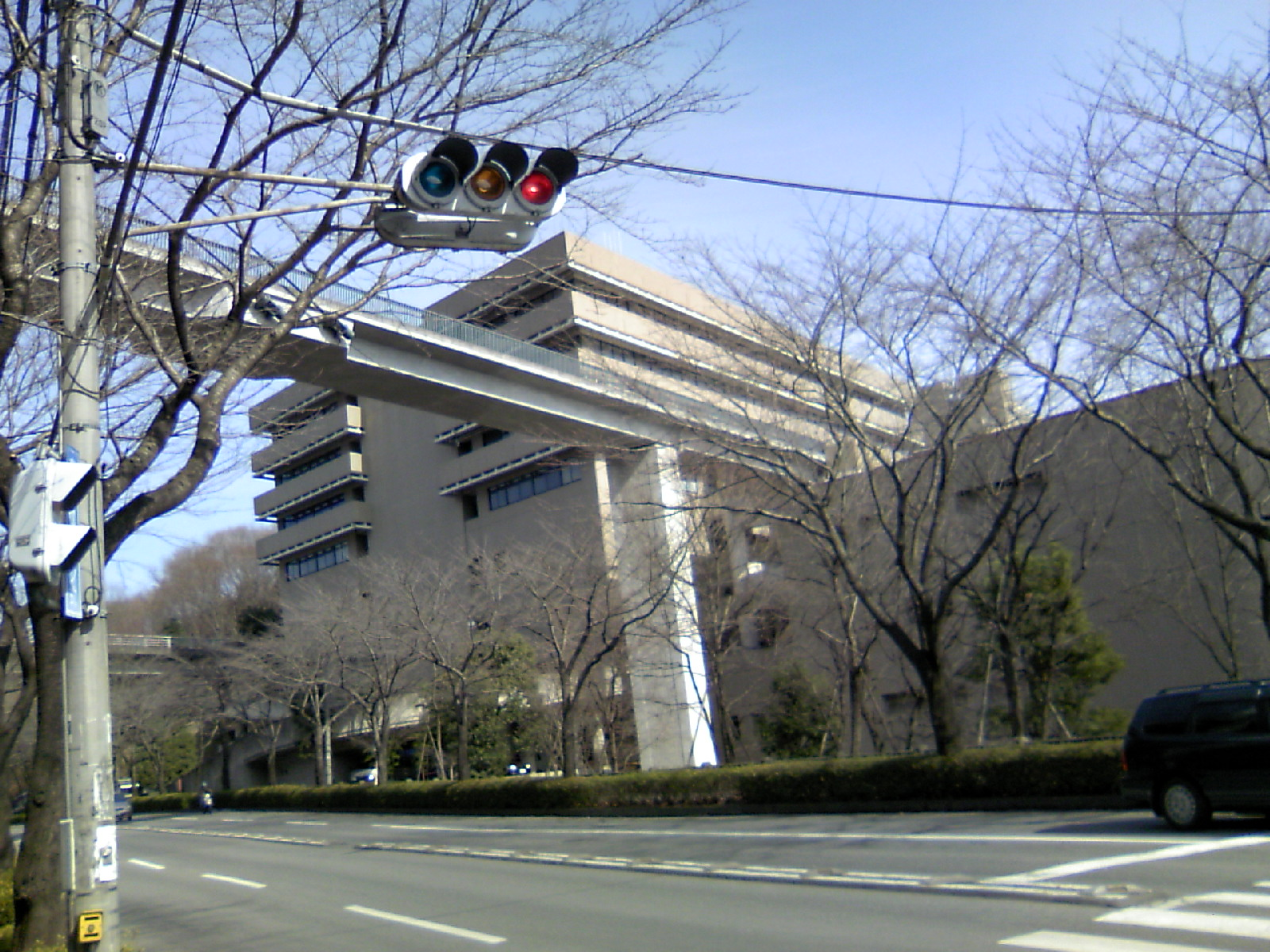
法政Vブリッジと総合棟

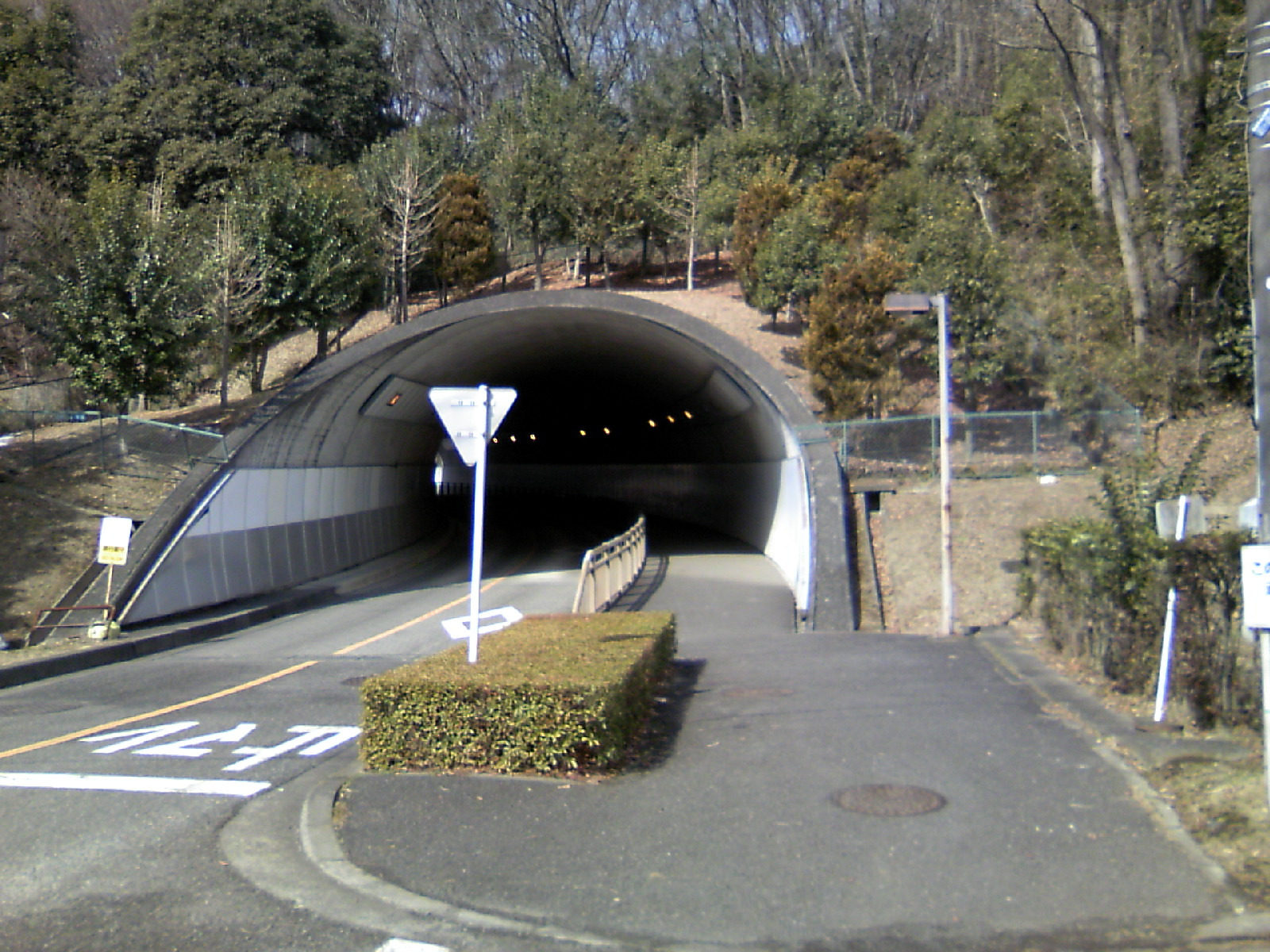
法政トンネル

##### 富士見校地

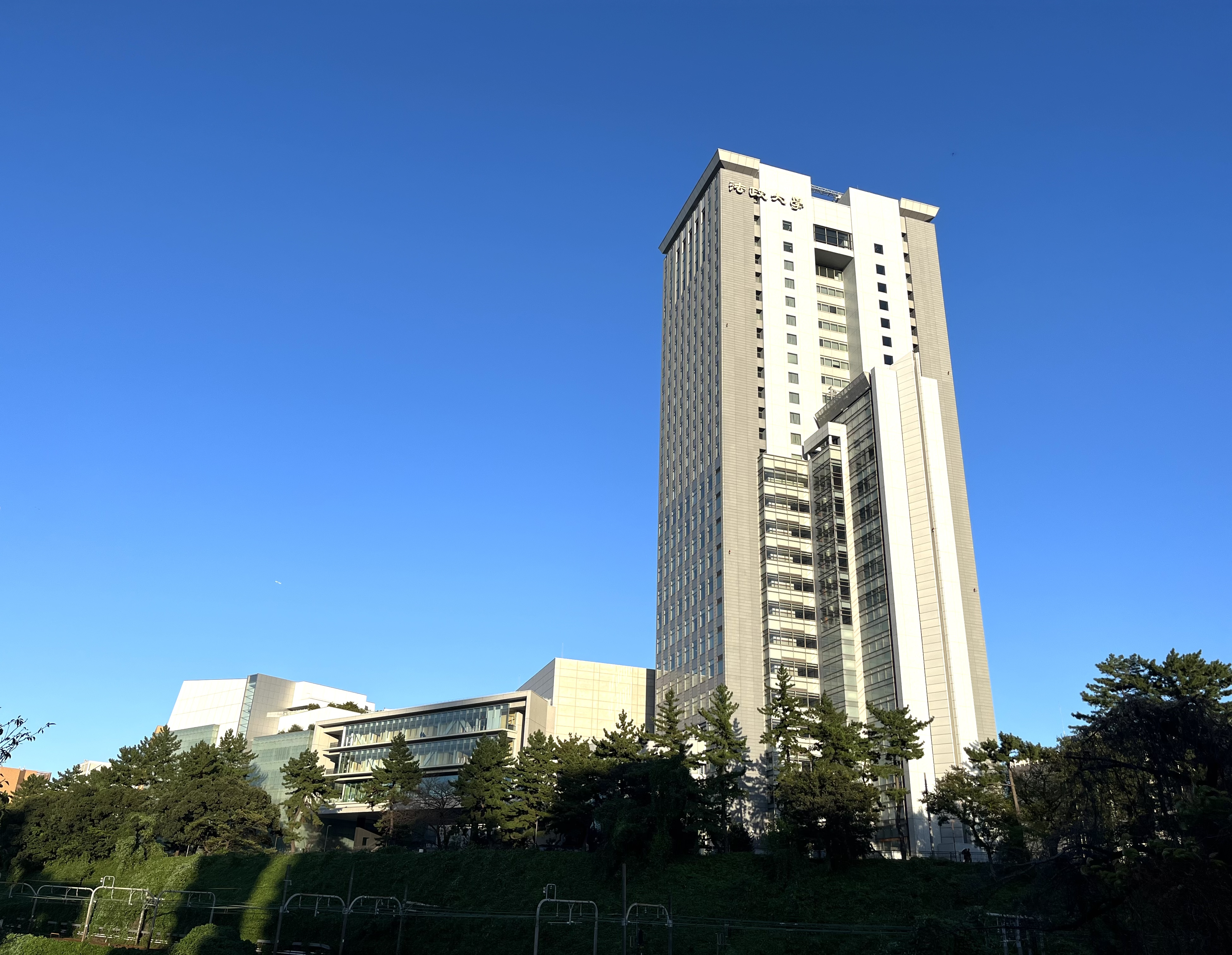
新見附橋付近から見た本部キャンパス。右のタワーがボアソナード・タワー、左が富士見ゲート、さらにその奥に外濠校舎。

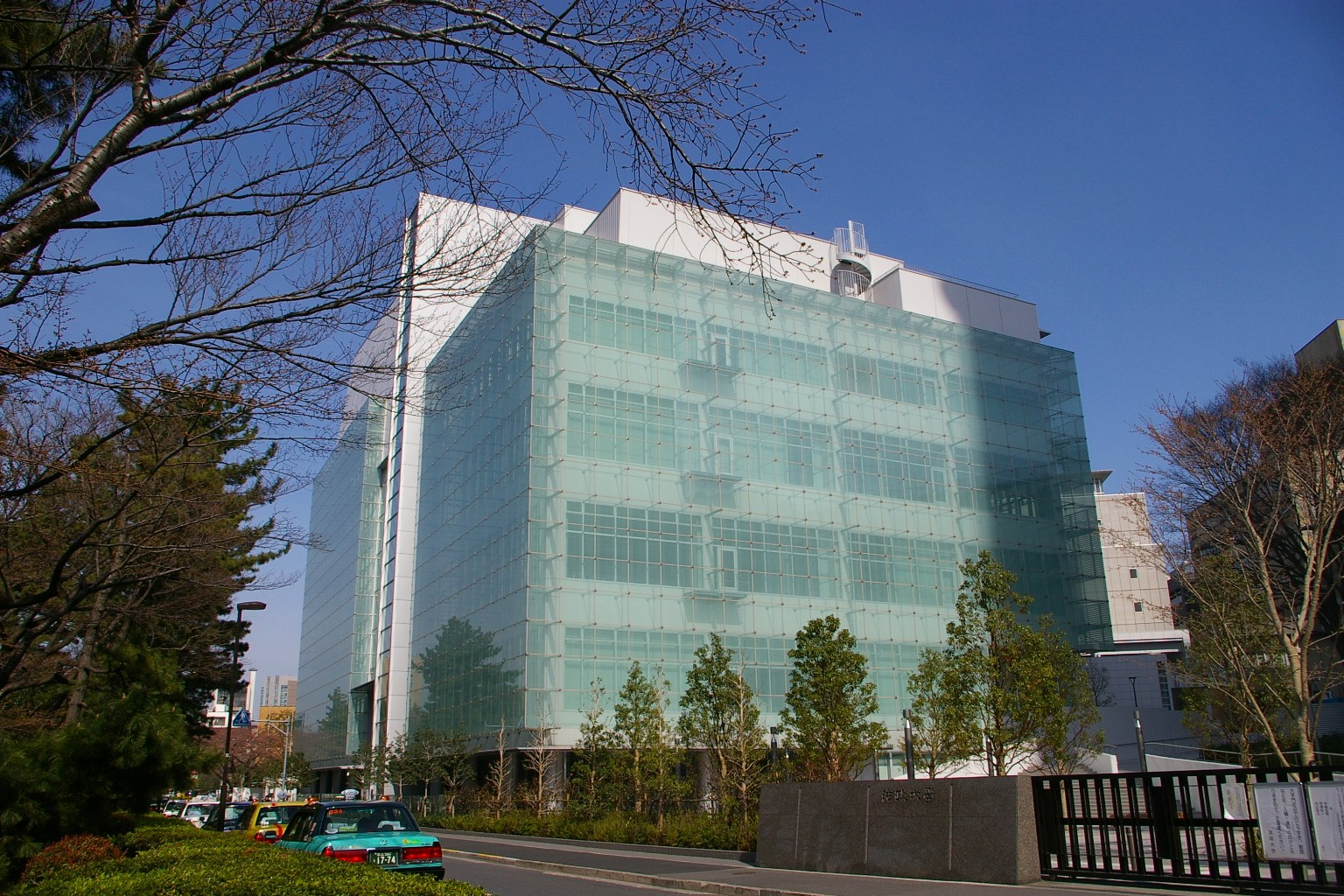
外壕校舎

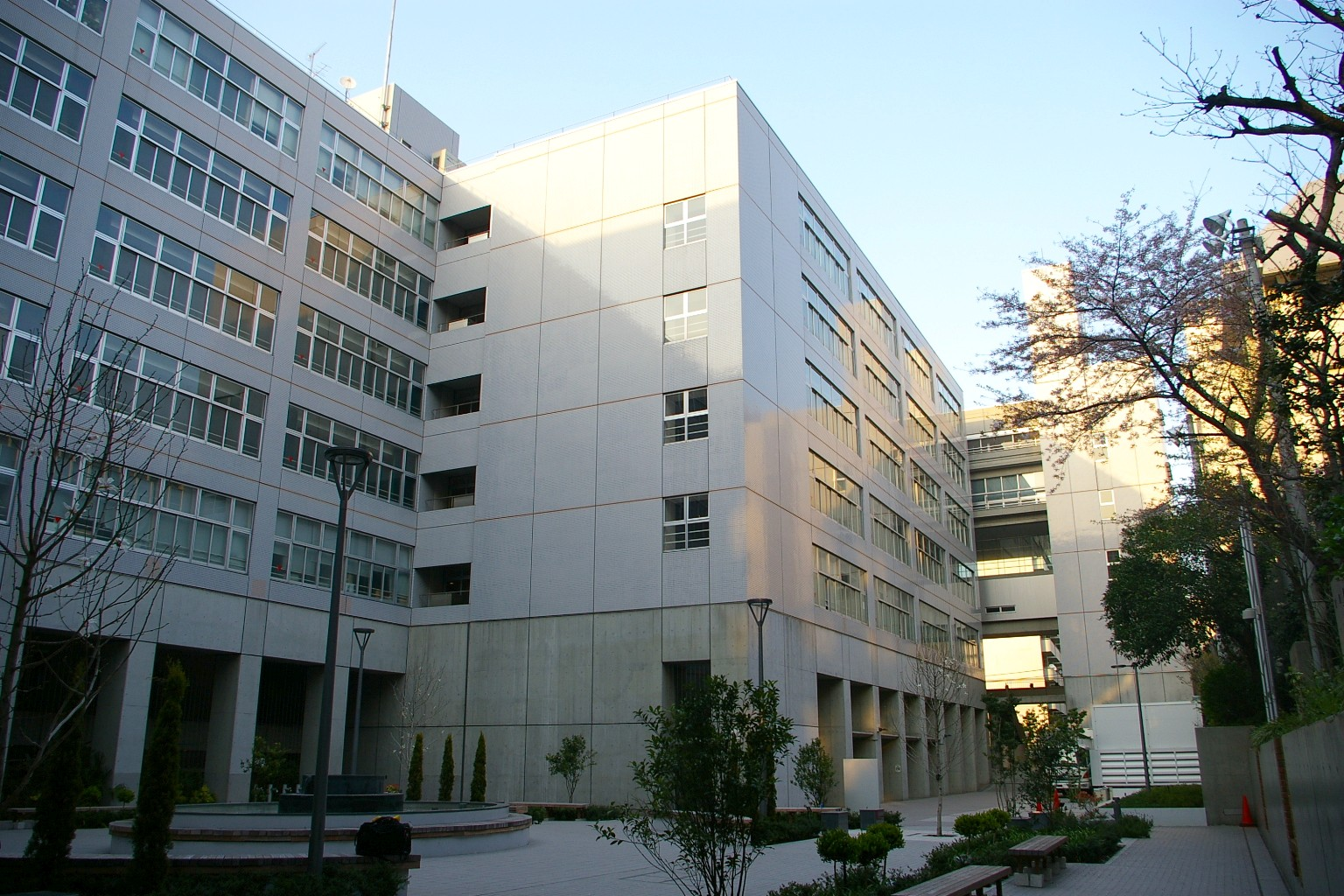
富士見坂校舎

ボアソナード・タワー
2000年に竣工した地上27階・地下4階建て、高さ122.43mの高層校舎。法政大学で最も高い建物であり、富士山や皇居、東京駅・新宿駅周辺の高層ビル群を眺望できる位置にある。名称は学内公募により決定され、ボアソナードに因んで名付けられた。スカイホール（26階にある多目的ホール）、フォレストガーデン（学生食堂）、ヘリオス（学生ホール）、小教室、各種実験室、事務室、研究室、研究所などが入る。
富士見ゲート
2016年に竣工した市ケ谷キャンパス正門付近にある地上6階・地下2階建ての校舎。大きな開口部を持ち、大教室や中教室のほか、カフェテリアつどひ（学生食堂）、オレンジホール（多目的ホール）、学生ホール、売店などが入る。また6階には、広さ660m2の富士見屋上庭園があり、芝生などのスペースが設けられている。名称は学内公募により決定され、市ケ谷キャンパス富士見校地のメインゲートになることから名付けられた。
大内山校舎
2019年に竣工した地上8階・地下1階建ての校舎。2020年には空中渡り廊下で富士見ゲートと結ばれた。2021年に竣工した市ケ谷キャンパス中央広場に面し、中教室や小教室のほか、Gラウンジ (Global Lounge) 、各種事務室などが入る。55・58年館のデザインやスケール等を継承した校舎であり、外観だけでなく校舎の内部にも、55・58年館のデザインが取り入れられている。名称は学内公募により決定され、大内山庭園に隣接することなどから名付けられた。
外濠校舎
2007年に竣工した地上8階・地下2階建ての校舎。学生会館の跡地に建設された。名称は学内公募により決定され、当校舎が外濠に面していることから名付けられた。市ケ谷キャンパスで初めてエスカレーターが導入された校舎である。
870人収容の薩埵ホール、200 - 400人収容の中教室・大教室、演習室、多目的ホール、学生ラウンジ、スタディルームのほか、音楽練習室、アトリエ、コンビニエンスストアなどが入る複合施設である。
ESCO事業に基づく建物で、北・西側壁面にはガラスのダブルスキン、南・東側壁面にはアルミルーバーを取り付け、熱負荷の軽減を図っている。またトイレには力を入れており、各階でデザインが異なっている。
80年館
1980年に竣工した地上9階・地下4階建ての校舎。大内山庭園の横に位置し、図書館（地下4階 - 地上2階）、研究室、資料室などが入る。設計は鬼頭梓建築設計事務所。隣接する富士見坂に基準階を合わせているため、キャンパス中心部から見ると図書館のメインフロア（1階）が3階相当の高さにあるという特異な構造になっている。
80年館の建設にあたり、イギリスの外交官であったアーネスト・サトウの旧宅（次男の植物学者武田久吉邸）を購入したことから、富士見坂に面した裏門には、竣工当時の総長中村哲の筆による銘板をはめ込んだ石碑が立っている。
富士見坂校舎
江東区東雲に移転した嘉悦学園女子中学校・高等学校の校地と校舎（1998年竣工）を買い取り、建物を改修し、2006年に利用を開始した地上7階・地下2階建ての校舎。従来のキャンパスと連結されたことで、市ケ谷キャンパス富士見校地の面積が拡大することになった。
名称は学内公募により決定され、キャンパスの南側にある「富士見坂」より名付けられた。小教室のほか、ステラビアホール（多目的ホール）、情報カフェテリア（PC自習室）、食堂、体育館などが入る複合施設である。2007年には、嘉悦学園時代はバスケットコートであった校庭の緑化工事が完了し、フランス式噴水庭園となった。
市ケ谷総合体育館
1975年に竣工した地上5階・地下1階建ての体育館。富士見坂校舎南東端に隣接しており、各種体育関係室や、柔道場・剣道場・空手場・卓球場・ボクシング場・レスリング場・フェンシング場・アリーナ等の室内体育施設、トレーニングセンターが入っている。
市ケ谷キャンパスの体育授業は、基本的にこの総合体育館と富士見坂校舎体育館で行われる。地下1階のトレーニングセンターは、大学の定期健康診断を受診してトレーナーが実施するガイダンスを受ければ、一般学生も利用できる。

##### 周辺校舎

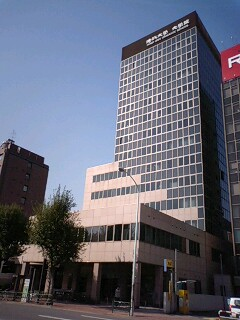
大学院棟（旧92年館）

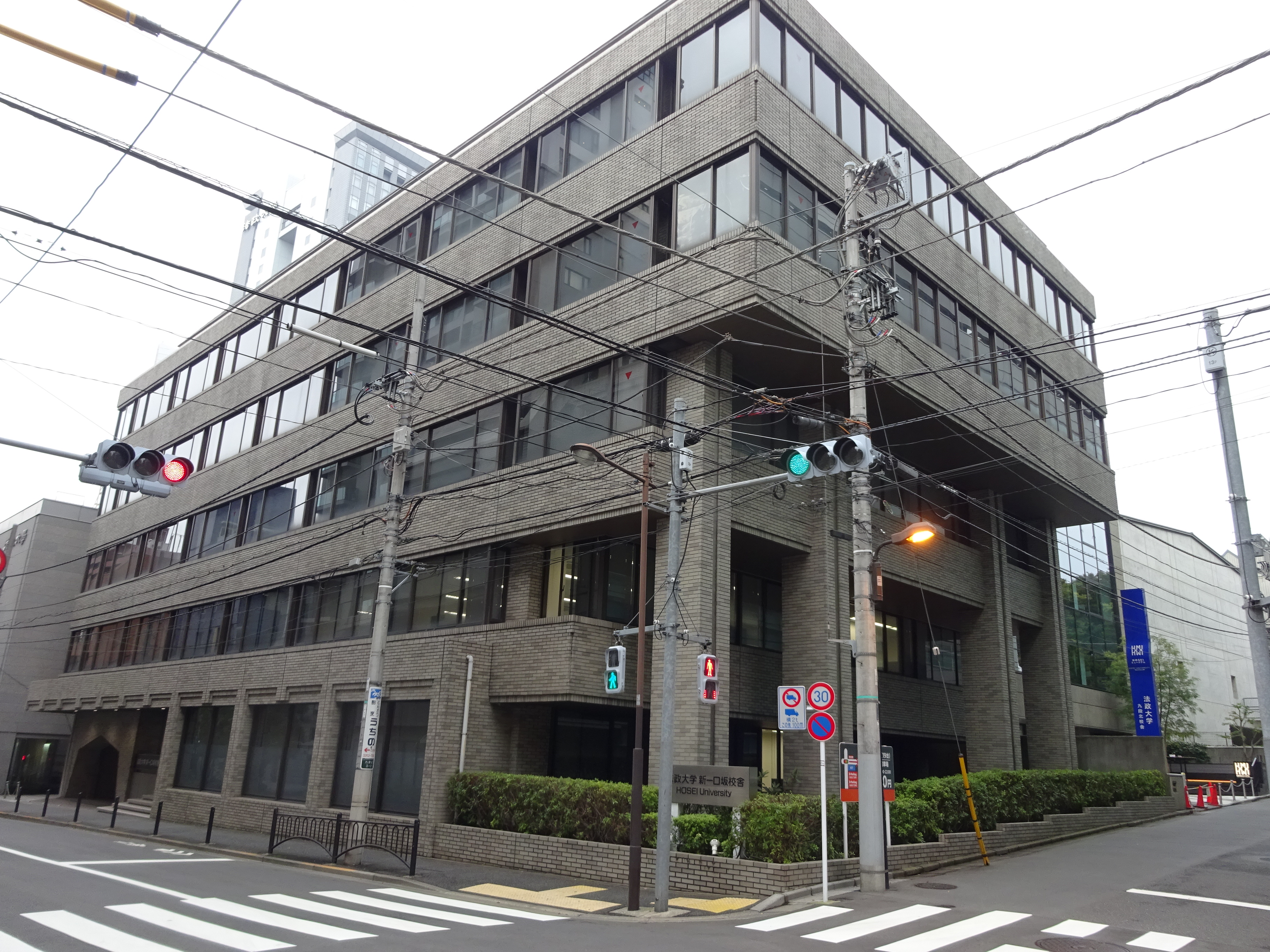
新一口坂校舎

デザイン工学部や大学院の校舎、研究室や研究所などの一部の大学施設、また法人施設は、富士見校地（本部キャンパス）内ではなく、その周辺に所在している。以下にまとめて記載する。

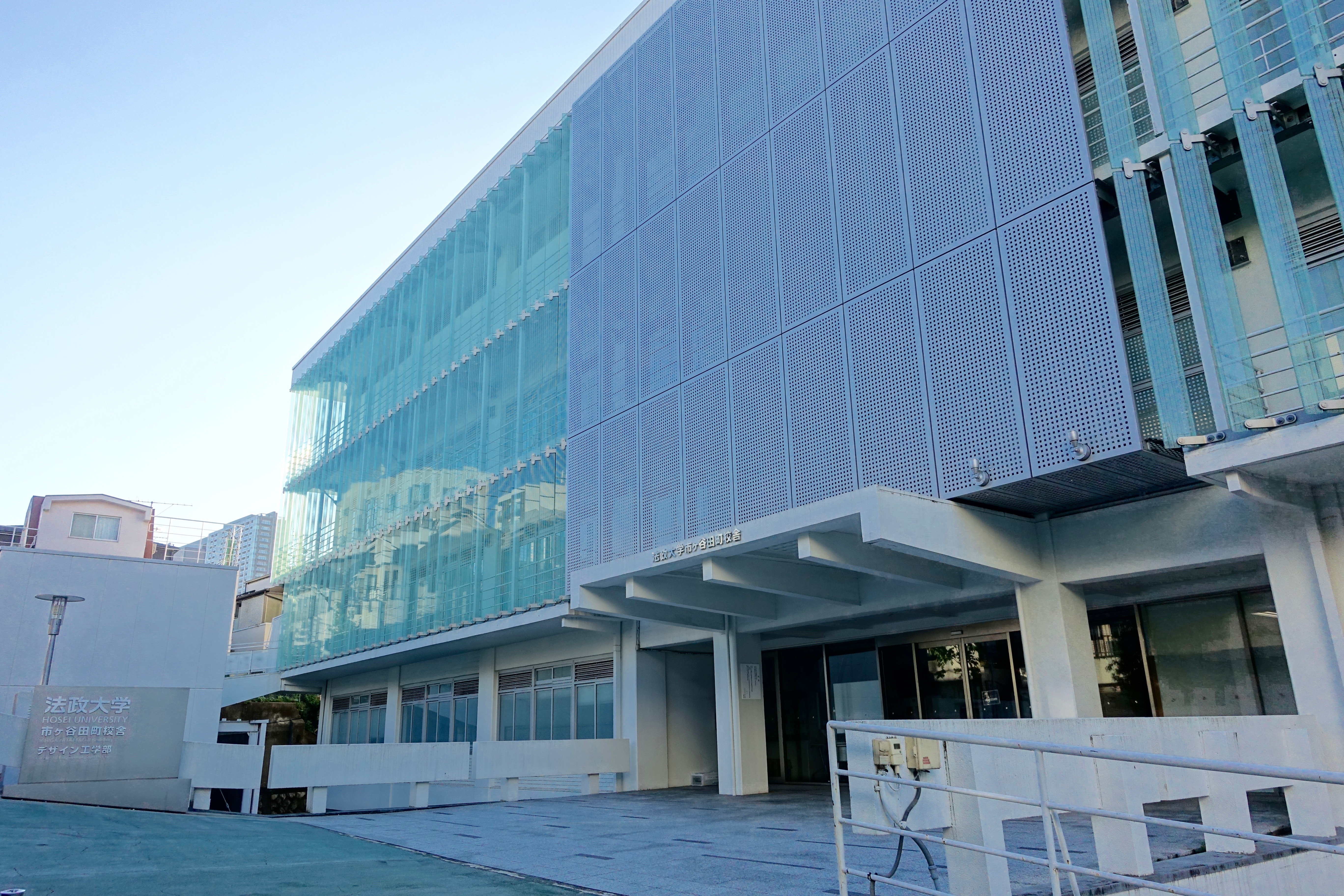
市ケ谷田町校舎
富士見校地より約300m離れた、外濠の向かい側（新宿区市谷田町2丁目）にある地上5階・地下1階建ての校舎。1962年竣工の大江宏設計による62年館と通教館の2棟を、デザイン工学部の専用校舎へとリノベーションした建物であり、2008年に竣工した。このリノベーションにより、建築関係のスタジオや個人用ロッカー、バリアフリーに配慮したエレベーターなどが新たに整備された。地下1階には、大学生協が運営する学生食堂がある。
なお、この市ケ谷田町校舎（旧62年館）の土地は、土佐藩最後の藩主山内豊範の長子である侯爵山内豊景の所有地であった。
大学院棟
1992年に竣工した地上13階・地下1階建ての大学院専用校舎。外濠の向かい側（新宿区内）にあり、外堀通りに面している。「92年館」が正式名称であったが、その後「大学院棟」に改称された。
1階のエントランスロビーには、ギリシャ文字をアポロ神殿にあしらったレリーフが掲げられている。このギリシャ文字「ΓΝΩΘΙ ΣΕΑΥΤΟΝ」（汝自身を知れ）は、旧大学院棟（53年館）1階ロビーの壁上にも記されていたものである。
新見附校舎
大学院棟の東側に隣接する地上10階・地下2階建ての校舎。2010年度に大学所有の土地建物となったもので、主に大学院デザイン工学研究科に加え、日本語教育プログラムの教室、文系大学院の院生研究室として利用されている。
法科大学院棟
2004年に竣工した地上6階・地下1階建ての法科大学院専用校舎。1969年竣工の69年館を、専門職大学院法務研究科（法科大学院）の開設に合わせて改修したもので、講義室のほか、演習室、法廷教室、図書室、院生研究室（自習室）、談話室などが入る。
新一口坂校舎
法科大学院棟の南側に隣接するビルを取得し、2006年に利用を開始した地上6階・地下1階建ての校舎。大学院政策創造研究科および専門職大学院イノベーション・マネジメント研究科（経営大学院）の校舎として利用されている。
九段北校舎
法科大学院棟の南側かつ新一口坂校舎の東側に隣接する地上8階・地下1階建ての校舎。2018年に取得した建物で、1階には2020年に開館したHOSEIミュージアム (Hosei University Museum) がある。
一口坂校舎
2014年に竣工した地上9階建ての校舎。靖国通りと一口坂の両方に面した角地に建っており、研究室、事務部局などが入る。周辺の緑と調和するようにアースカラーを基調色としている。
九段校舎・九段校舎別館
靖国通りに面して建つ地上10階・地下2階建ての校舎とその裏手にある校舎。法人施設となっている九段校舎には、法政大学出版局などが入る。また別館には、国際日本学研究所などがある。

#### 学生食堂
カフェテリア つどひ
富士見ゲート3階にある大食堂。座席数は502で、運営は株式会社レパスト。外濠側、中庭側、テラス席に区分されており、外濠や中庭の景色を眺めながら食事ができる。日替わりのランチプレートやオリジナルメニュー、各種麺類などを提供している。
フォレストガーデン
ボアソナード・タワー地下1階にあるカフェテリア方式の食堂。座席数は約350で、運営は大学生協。地下1階ではあるが半地下構造のため、外濠公園の景色を眺めながら食事ができる。毎日50品目以上を提供し、ビュッフェコーナーも併設しているため、多くのメニューから選ぶことが可能である。定食やプレート、季節ごとのメニューもあり、毎月テーマフェアを実施している。
富士見坂食堂
富士見坂校舎地下1階にあるカフェテリア方式の食堂。座席数は262で、運営は大学生協。フォレストガーデンと同じく半地下構造のため、富士見坂校舎の中庭を眺めながら食事ができる。主菜、副菜、主食、汁もの、丼、カレー、麺類などから好きなものを組み合わせて利用できる。
スタッフクラブ
ボアソナード・タワー25階にあるラウンジ。丸の内 - 新橋方面を眺望しながら食事ができる。授業日の昼食営業に加え、卒業生・教職員向けのパーティーや懇親会などの営業を行っている。
市ケ谷田町校舎食堂
市ケ谷田町校舎地下1階にある食堂。座席数は268で、運営は大学生協。授業期間の昼食時間帯のみ弁当などを販売している。
オレンジカフェ (Orange Cafe)
富士見ゲート1階にある軽食堂（カフェ）。ホットドッグ、パンケーキなどの軽食や、コーヒーなどのドリンクを提供している。
レインボーテラス
ボアソナード・タワー2階の軽食堂。業者の撤退により、2018年に休止。カレー、サンドイッチ、フライドポテトなどの軽食やドリンクを提供していた。

#### 講堂
薩埵ホール
「さった」ホールと読む。外濠校舎6・7階にある870人収容の大ホール。可動式座席を収容し、アリーナとしての利用も可能である。講演会や演奏会などに利用されているが、授業が行われることもある。名称は創立者の一人である薩埵正邦に由来する。
スカイホール
ボアソナード・タワー26階にある多目的ホール。同時通訳システムやAVシステムなどを備えており、国際会議のほか、各種シンポジウムやパーティなどに利用されている。地上約120mに位置し、丸の内 - 上野方面が展望できる。
オレンジホール
富士見ゲート地下2階にある多目的ホール。名称は学内公募により決定され、スクールカラーのオレンジにちなんで名付けられた。法政大学後援会の寄贈により、全体移動式の移動観覧席が導入されており、普段は倉庫に収納されているが、イベントの形式に合わせて自由にレイアウトできる。また、音響設備やAV設備も有しているため、サークルや部活動の練習のほか、さまざまな発表の場として利用可能である。
ステラビアホール
富士見坂校舎地下1・2階にある244人収容の中ホール。名称は学内公募により決定された。「ステラビア」には、ラテン語で「stella＝星」「via＝道」という意味が込められている。普段は音楽系サークルのコンサートや練習、演劇などに利用されている。

市ケ谷キャンパスギャラリー
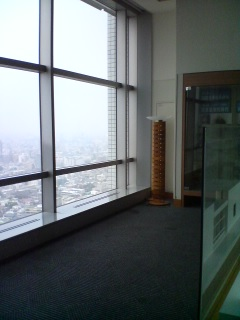
ボアソナード・タワー26階の展望フロアの様子。法大に関する資料写真なども展示されている。
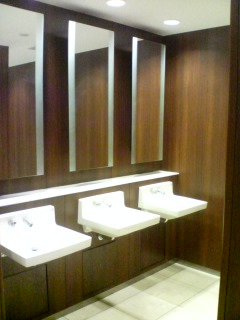
外濠校舎のトイレ。各階でデザインが異なっている。
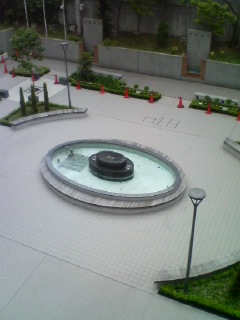
富士見坂校舎のフランス式噴水庭園。夜にはライトアップされる。
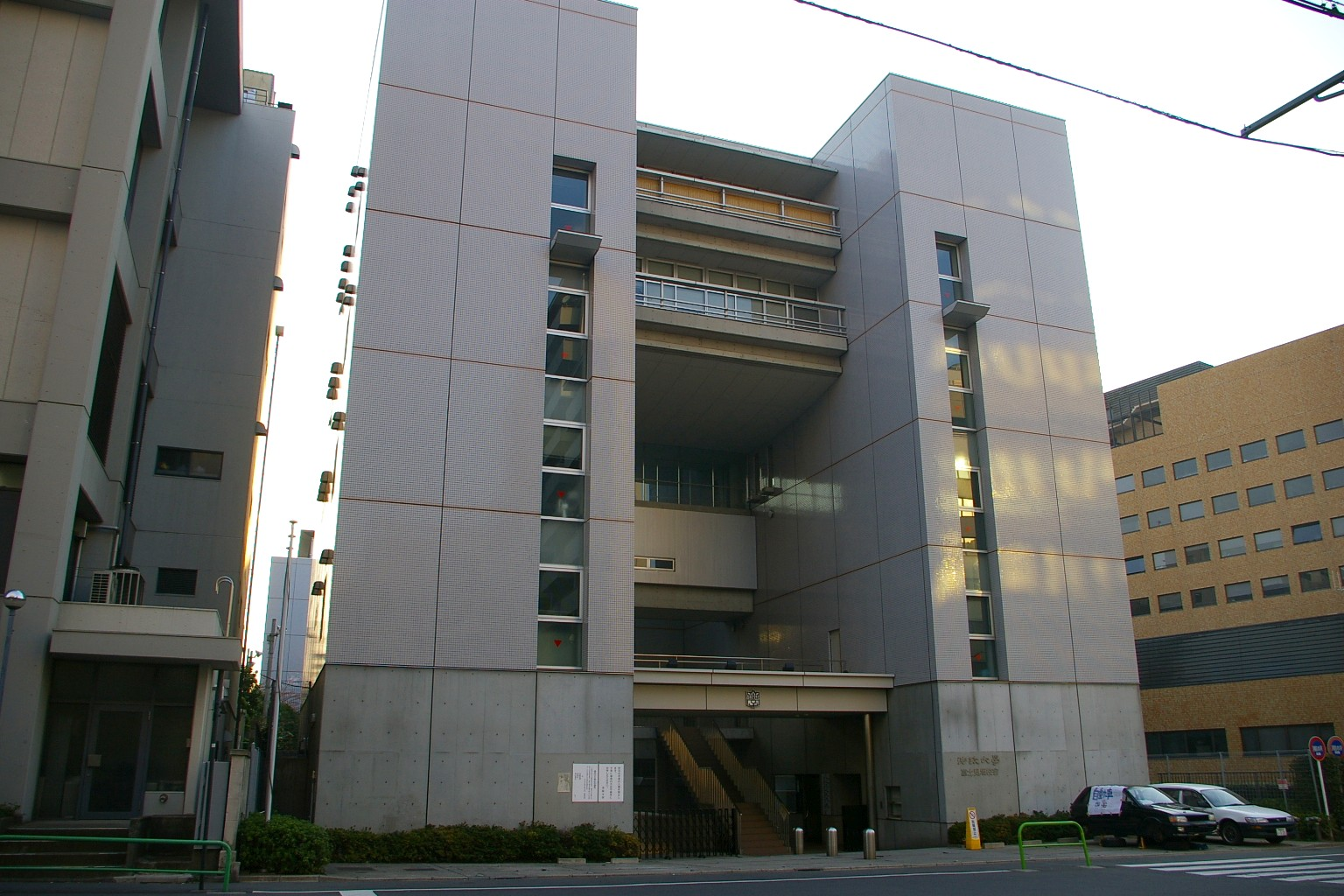
富士見坂門。富士見坂校舎側の校門であり、左隣りに総合体育館、右隣りに東京逓信病院がある。
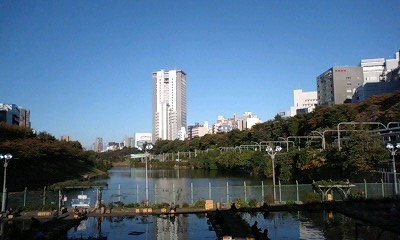
市ケ谷駅付近から外濠（新見附濠）方向を望む。中央奧に本部キャンパスがある。中央のタワーがボアソナード・タワー、その左が外濠校舎。

### 多摩キャンパス

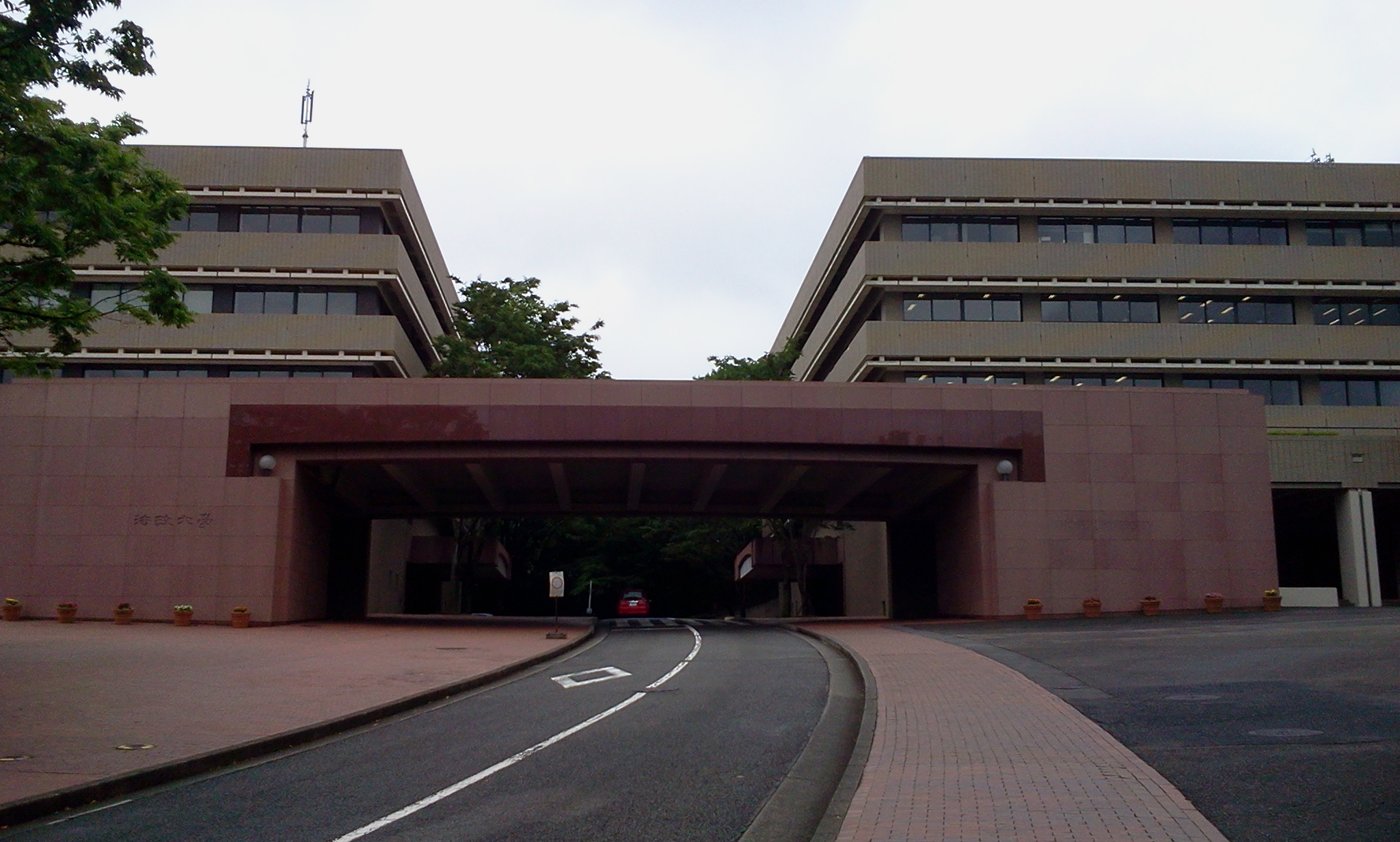
多摩キャンパス
左側が1号館（総合棟）・右側が3号館（図書館・研究所棟、大原社会問題研究所などが入居）

#### 所在地
〒194-0298 東京都町田市相原町4342
- 敷地面積：752,209.57 m2

#### 交通アクセス
- JR横浜線相原駅から神奈川中央交通で約15分
- 京王高尾線めじろ台駅から京王電鉄バス、京王バス（め06・め07急行・西56・八96系統）で約15分
- JR中央線西八王子駅から京王電鉄バス、京王バス（西56・八96系統）で約22分

#### 設置学部
- 経済学部
- 社会学部
- 現代福祉学部
- スポーツ健康学部

の各学部1 - 4年次。他に法政大学大原社会問題研究所を置く。

#### 環境

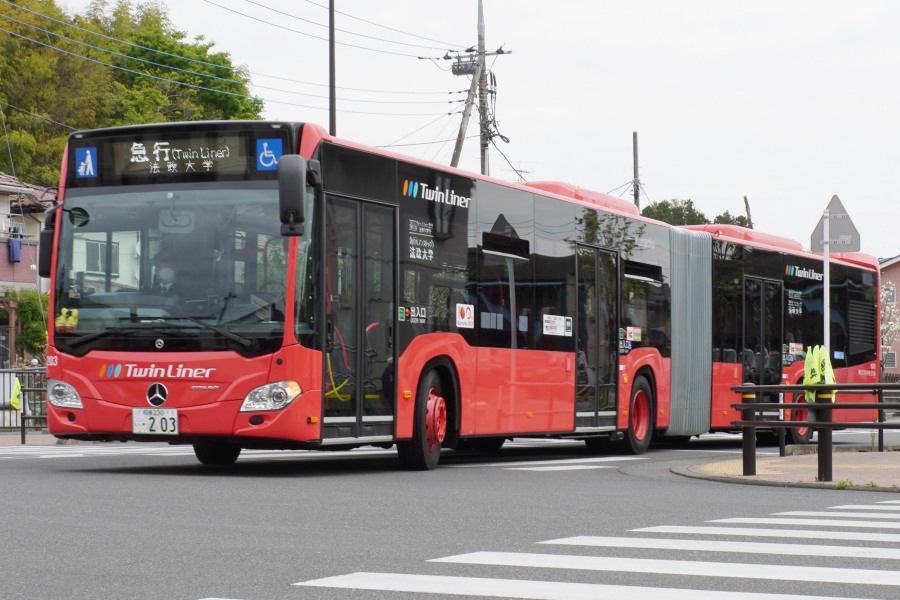
多摩キャンパスを結ぶ神奈川中央交通東の連節バス「ツインライナー」

- 面積は約80万m2。敷地内は、本部・図書館エリア、各学部棟エリア、体育施設エリア等に分けられて設計されている。町田市西端部の神奈川県相模原市と八王子市との境に位置しており、付近には1980年代 - 1990年代に同様に東京郊外に進出した他大学のキャンパスが散在している。
- 構内の端から端まで歩いて20分以上掛かるほど敷地が広いため、授業時間内には2台のバスが巡回している。また、朝ラッシュ時に一部の路線バスが体育館前のロータリーまで乗り入れを行っている。
- 元々手狭になった市ケ谷キャンパスより大学本部を移す予定で広大なキャンパスが作られたが、一部学部の反対にあったため、本部移転に賛成であった社会学部・経済学部のみが移転したという経緯がある。その後に大学の都心回帰傾向が強まったため本部移転構想は消滅したが、総合棟や図書館などの建物は大学本部移転を見越して大きく作られている[207]。
- 所在地の町田市以外にも、隣接する八王子市や相模原市などとも協働して様々なイベントや活動を頻繁に行っており、大学の授業内だけでなく体育会によるスポーツ指導イベントや、幼稚園の遠足コースに多摩キャンパスを組み入れるなど、キャンパス周辺地域との幅広い交流も積極的に行っている。多摩キャンパスの学園祭では、市ケ谷キャンパスではあまり見られない地域住民との交流シーンが多く見られる。
- 2021年4月1日には神奈川中央交通東が相原駅から連節バス「ツインライナー」を運行開始したが、これは東京都内の大学路線では初の連節バス導入となる[102][注釈 39]。さらに、2021年7月1日には京王電鉄バス・京王バスがめじろ台駅から連節バスの運行が開始された[208]。

#### エリア

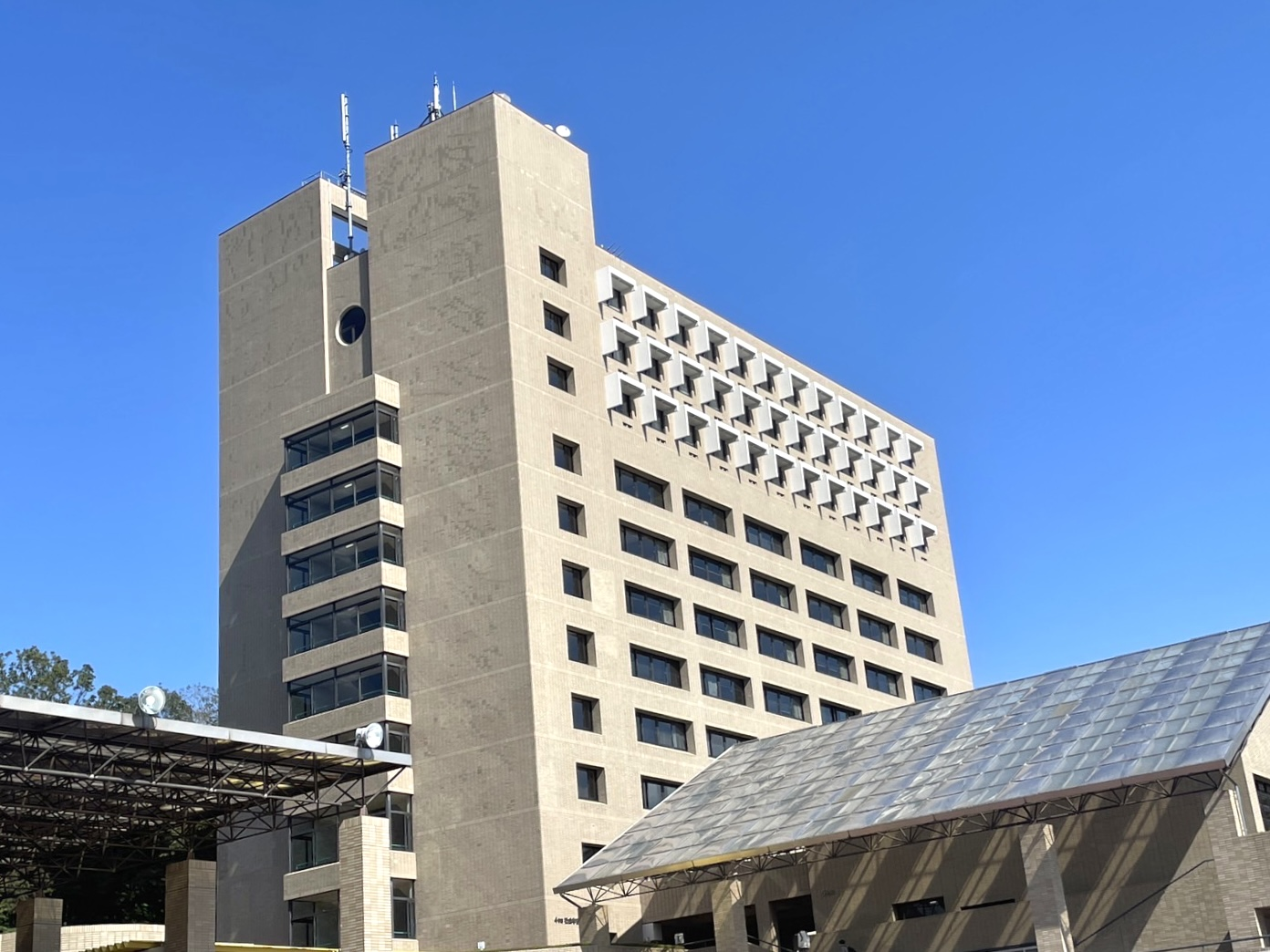
社会学部A棟

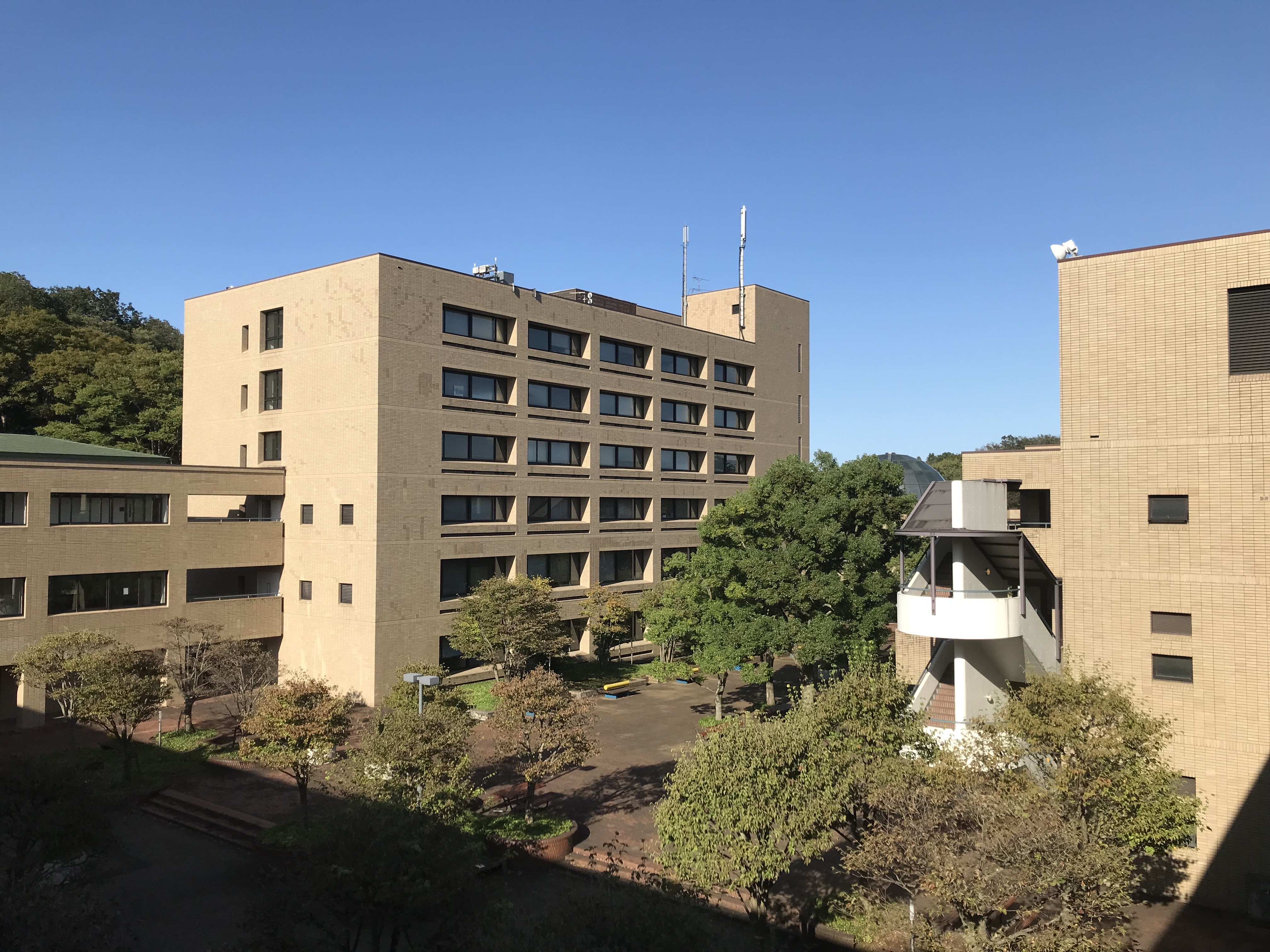
経済学部棟

スポーツ健康学部棟・画像募集中

本部・図書館エリア
多摩キャンパスの中枢エリア。中層のキャリアセンター・生協購買・食堂等が入る1号館（総合棟）、1600人収容の多目的ホール・円形芝生広場を有する2号館（大教室A棟）、図書館・研究所が入る3号館（図書館・研究所棟）からなる。
社会学部エリア
高層の4号館（社会学部A棟）、5号館（社会学部B棟）、6号館（食堂A棟）から成るエリア。
現代福祉学部エリア
2000年に完成した多摩キャンパスで最も新しいエリア。17号館（現代福祉学部棟）のみで完全バリアフリー設計になっており、臨床心理に関する設備が多い。
経済学部エリア
法政通りを跨ぐ歩道橋の法政Vブリッジを超えた先にあるエリア。低層の8号館（経済学部A棟）、9号館（経済学部B棟）、10号館（経済学部C棟）、11号館（食堂B棟）からなり、各校舎がコの字型に配置されている。エリアの横を通る構内道路沿いに「法政大学経済学部前」バス停があり、朝には一部路線バスがこのバス停を経由し「法政大学体育館前」まで運行を行っている。
体育施設エリア
第3種公認の陸上競技場、各種アリーナ・室内温水50mプール（世界大会基準の公認プール）・食堂などが入る総合体育館（14号館）、体育棟（15号館）、人工芝ホッケー場、ラグビー場、野球場、テニスコートが広がり、合宿設備もある。総合体育館前のロータリーに「法政大学体育館前」バス停があり、朝には一部路線バスがこのバス停まで運行を行っている。
スポーツ健康学部エリア
EGG DOME横の法政トンネルを抜けた先のエリア。本部・図書館エリアからは約1kmほど離れている。2008年度までは工学部棟として週3日ほど工学部の一部の授業が行われていたが、2010年のスポーツ健康学部設立を機に改築された。最新鋭のフィットネススタジオ・体組成実験室・スポーツ健康学部生のみが利用できる給食制の食堂等がある。
城山エリア
町田街道を挟んで向かい側にある体育施設エリア。サッカー部グラウンド・馬場・厩舎等がある。こちらの住所は神奈川県相模原市緑区である。

#### 建築物
EGG DOME（16号館）
多摩キャンパス入口近くに位置する、1999年に竣工した地上5階地下2階の多目的共用施設。1階部分はバスターミナルとなっており、京王バス・神奈川中央交通の「法政大学」バス停が設置されている。サークル用BOX（部室）・多摩学生センター・ラウンジ・EGG DOMEホール・食堂・ATM等があり、サークル活動の拠点となっている。
百周年記念館（13号館）
構内道路を挟んで経済学部エリアの向かい側に位置する建物。会議室・ラウンジ・宿泊施設等を有し、主にキャンパス内での宿泊研修・実習や来賓の接待等に利用されている。
法政Vブリッジ
本部エリアと社会学部エリアを結ぶペデストリアンデッキと経済学部エリアを結ぶ陸橋で、下には法政通りが走っている。1997年3月竣工。橋長109m、有効幅員5mのプレストコンクリート製斜張橋で、ハーブ型ケーブルとV形式主塔を有した構造である。名称は一般公募で決められ、橋を支える支柱の姿がアルファベットの「V」字型になっている点と、英語の「Victory」から名付けられた。学園祭の最後を飾る打ち上げ花火の一番の鑑賞スポットでもある。
法政トンネル
EGG DOME 周辺とスポーツ健康学部エリアを結ぶ車道トンネル。
法政大橋
「ほうせいおおはし」と読む。経済学部エリア裏と本部エリア裏を結ぶ陸橋。ちょうど法政Vブリッジと並行して設置されている橋であり、こちらは多摩キャンパス開設当初より存在する。

#### 学生食堂
多摩キャンパスには食堂が10ヶ所存在している。1号館食堂・16号館食堂以外は大学生協の運営であるが、それぞれ取り扱うメニューが異なっている。
1号館食堂（総合棟食堂）
総合棟（1号館）地下1階に位置する食堂。座席数は200、運営は新東京食堂。カフェテリア形式をとっており、好きなおかずを数種類選択できるセレクトランチやからあげ丼が人気である。
9号館食堂
経済学部エリア内9号館地下1階に位置する。座席数は150。多数のセットメニューを提供。
11号館食堂
経済学部エリア内11号館（食堂B棟）地下1階に位置する。座席数は664（うちテラス席は95）。
11号館喫茶・フードショップ
経済学部エリア内11号館（食堂B棟）地下1階に位置する。座席数は70。おにぎり・サンドウィッチといった軽食を提供している。
6号館食堂（社会学部食堂）
社会学部エリア内6号館（食堂A棟）2階に位置する食堂。座席数は709（うちテラス席は60）で 多摩キャンパスで最も大きい食堂でメニュー数も豊富である。
14号館食堂（体育館食堂）
総合体育館1階に位置する食堂。座席数は186。定食を中心としたメニュー構成で、体育会所属学生のために比較的安めで量が多い傾向にある。
体育館喫茶
総合体育館1階に位置する食堂。体育館エリアバスロータリーに隣接している。座席数は63（うちテラス席は15）。主に軽食を提供している。
16号館食堂（エッグドーム・スローワールド店）
16号館 (EGG DOME) 2階に位置する食堂。座席数は108。2010年度までは大学生協、2011年度からはNPO法人やまぼうしの就労継続B型支援事業所「里山耕房くらさわ」が運営している。丼ものや数種類のカレー等の軽食を提供しており、18時以降はアルコール類も提供されている。
17号館ラウンジ（現代福祉学部棟ラウンジ）
現代福祉学部棟1階に位置する食堂。座席数は200。パスタ等の軽食を提供しており、焼きたてのパンも取り扱っている。
18号館食堂（スポーツ健康学部食堂）
18号館エリアに位置する食堂。給食形式の食堂であり、スポーツ健康学部の学生は学生証を掲示すれば無料で定食が提供される。また他学部の学生も規定の料金を払えば同じメニューを食べることもできる。

#### 講堂
2号館（大教室A棟）大ホール
1600名収容の法政大学最大のホール。多摩キャンパスコンサートなどオーケストラによるコンサートや、周辺地域の各種講演会・コンテスト等のイベントでも使用されている。またこの校舎の屋上には円形芝生広場があるが、周囲に音が響かないようにするために、客席上部へ相当する部分に植えられているものである。
この他にも多摩キャンパスでは大教室が多数あるため、それぞれ講演会等で利用されている。

### 小金井キャンパス

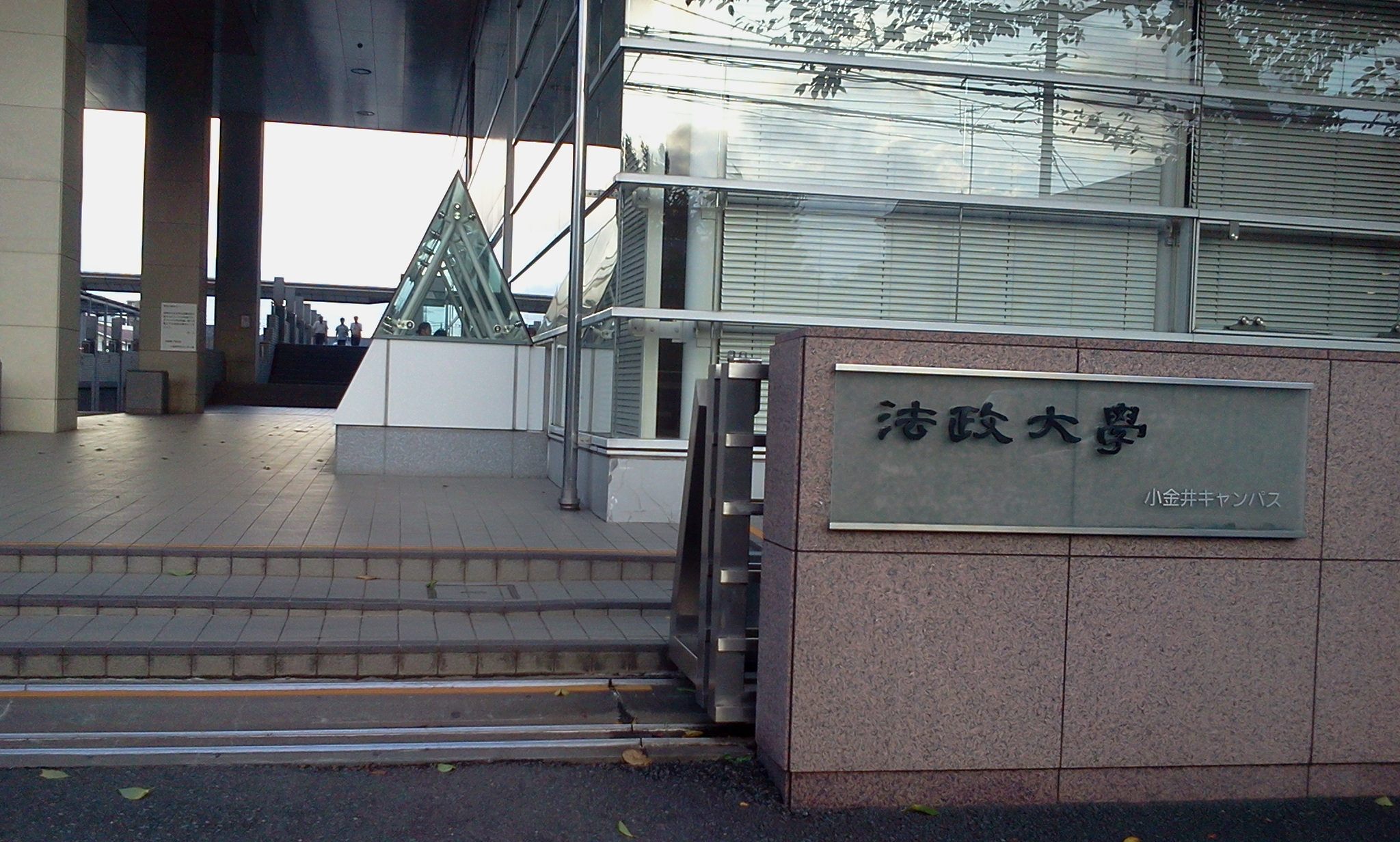
小金井キャンパス正門

#### 所在地
〒184-8584 東京都小金井市梶野町3-7-2
- 敷地面積：57,723.81 m2

#### 交通アクセス
- JR中央線東小金井駅から徒歩約15分
- 東小金井駅から京王バス（東01・武02系統）、CoCoバス北東部循環で約5分

#### 設置学部
- 情報科学部
- 理工学部
- 生命科学部
- 工学部（募集停止）

の各学部1 - 4年次

#### 環境
- 小金井公園が比較的近く、北側約100m先には玉川上水が流れている。周辺には住宅街が広がっている。
- ほぼ全ての校舎がある敷地を「梶野町校舎」と称しており、700mほど離れた小金井市緑町3-11には、マイクロ・ナノ・テクノロジー研究所・サッカー場・テニスコートが広がる「緑町校舎」がある。
- 2007年2月より再開発工事が始まっており、2007年9月に部室棟、2008年9月に東館、2011年3月に北館・管理棟が竣工した。今後は研究実験棟等の既存校舎の撤去・中庭の整備が行われる予定である。

#### 主な施設
- 北館

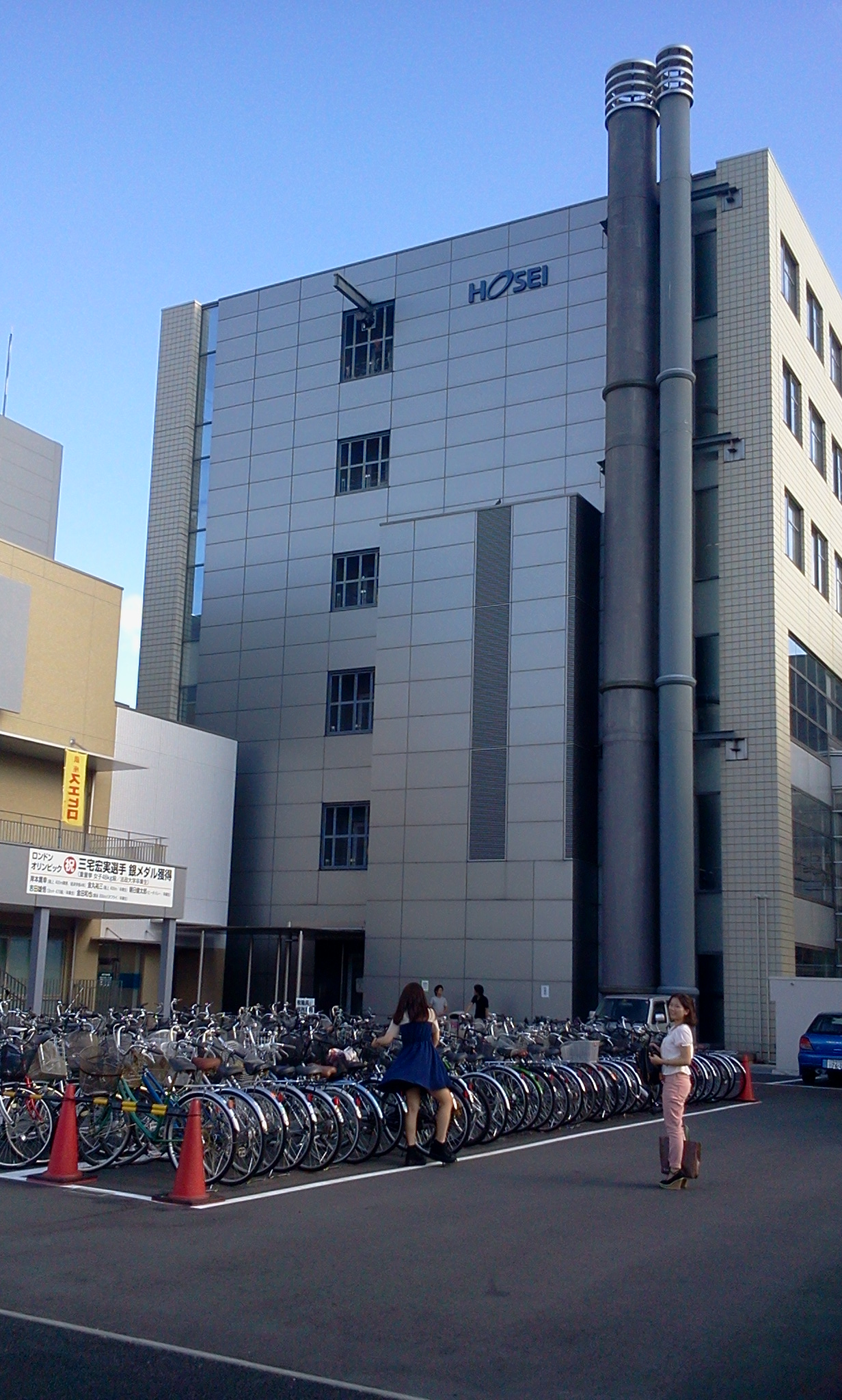
西館
- 南館（図書館）
- 東館
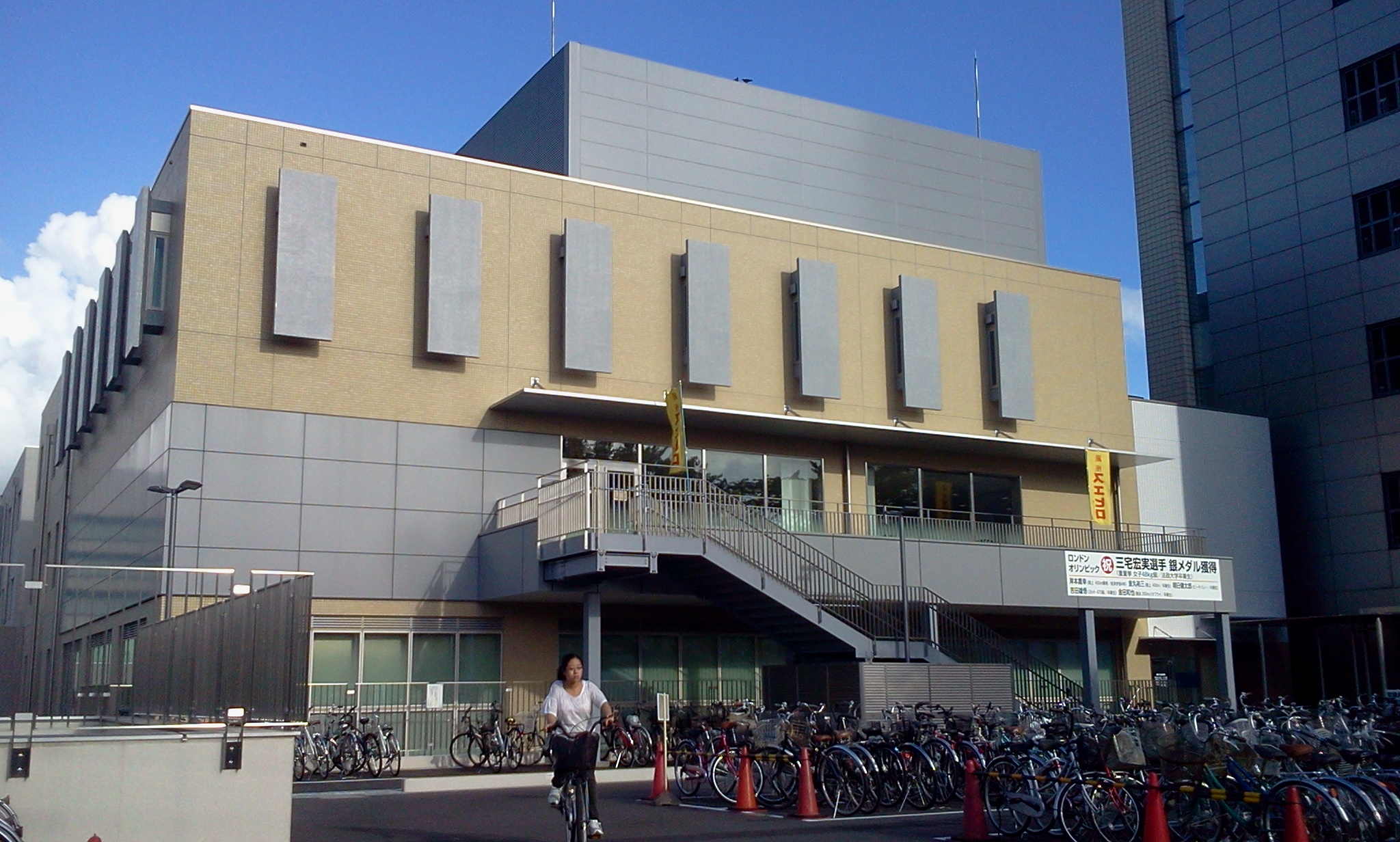
管理棟
- 共通実験準備室棟
- 情報メディア教育研究センター
- 水工実験室
- 熱工学・高圧実験棟
- イオンビーム工学研究所
- 部室棟
- マイクロ・ナノ・テクノロジー研究センター
- サッカー場
- テニスコート

- 西館
- 管理棟

#### 学生食堂
生協小金井食堂
東館地下1階に位置する。座席数は521、運営は大学生協。カフェテリア方式とビュッフェ方式の併用でメニューを提供している。
旧スエヒロ食堂
管理棟3階に位置する、座席数235の食堂。

## 付属施設
キャンパスの他に以下の付属施設がある。セミナーハウスと体育施設などが占める。
向坂逸郎記念国際交流会館
東京都中野区にある地上2階建ての施設。故向坂逸郎氏の旧宅跡地。国外の研究者が滞在するゲストルームや、会議・交流などに活用できる集会室が設けられている。
石岡校地（石岡総合体育施設）
茨城県石岡市の広大な敷地（15万2,190m2 ）にあったスポーツ施設群。当施設は法政大学第三中・高等学校（1955年閉校）があった場所に位置しており、テニスコート・野球場・サッカー場・ラグビー場・体育館・道場等を有していた。また、常時200名が宿泊できる宿泊施設「スポーツハウス96、98」もあった。各種運動部の合宿、サークルの合宿や学部学科の体育イベント等にも使用された。2023年5月末をもって閉鎖された。
富士セミナーハウス
山梨県鳴沢村にある標高1,100mの富士山麓に位置する施設。鉄筋3階建て、延べ床面積2,200m2で100人が宿泊可能。主にゼミ合宿等に使用される。2018年3月1日（木）以降の施設の利用予約が停止となっている。
白馬山荘
長野県白馬村にある3階建ての厚生施設。ゼミやサークルの合宿にも使用されるが、こちらは教職員・卒業生・現役法大生の父母およびその同行者も利用できる。延べ床面積約905m2、一度に42名まで宿泊できる。外観は法政大学の校章をモチーフに設計されている。なお同施設は長野県白馬高等学校の学生寮として利用されることが決定したため、2017年2月28日をもって運営を終了することとなった。
川崎総合グラウンド
神奈川県川崎市中原区にある複合体育施設。JR南武線・横須賀線・東急東横線・東急目黒線武蔵小杉駅から徒歩約10分で、法政大学第二中・高等学校に併設されている。野球場・ホッケー場・陸上競技場・弓道場・サッカー場・室内野球練習場・ハンドボール場・相撲場・柔道場・剣道場・テニスコート等を有する。また、こちらで夏期長期休暇中の体育集中講義（遠隔地居住者・希望者のみ）が行われる場合もある。

## 学生生活

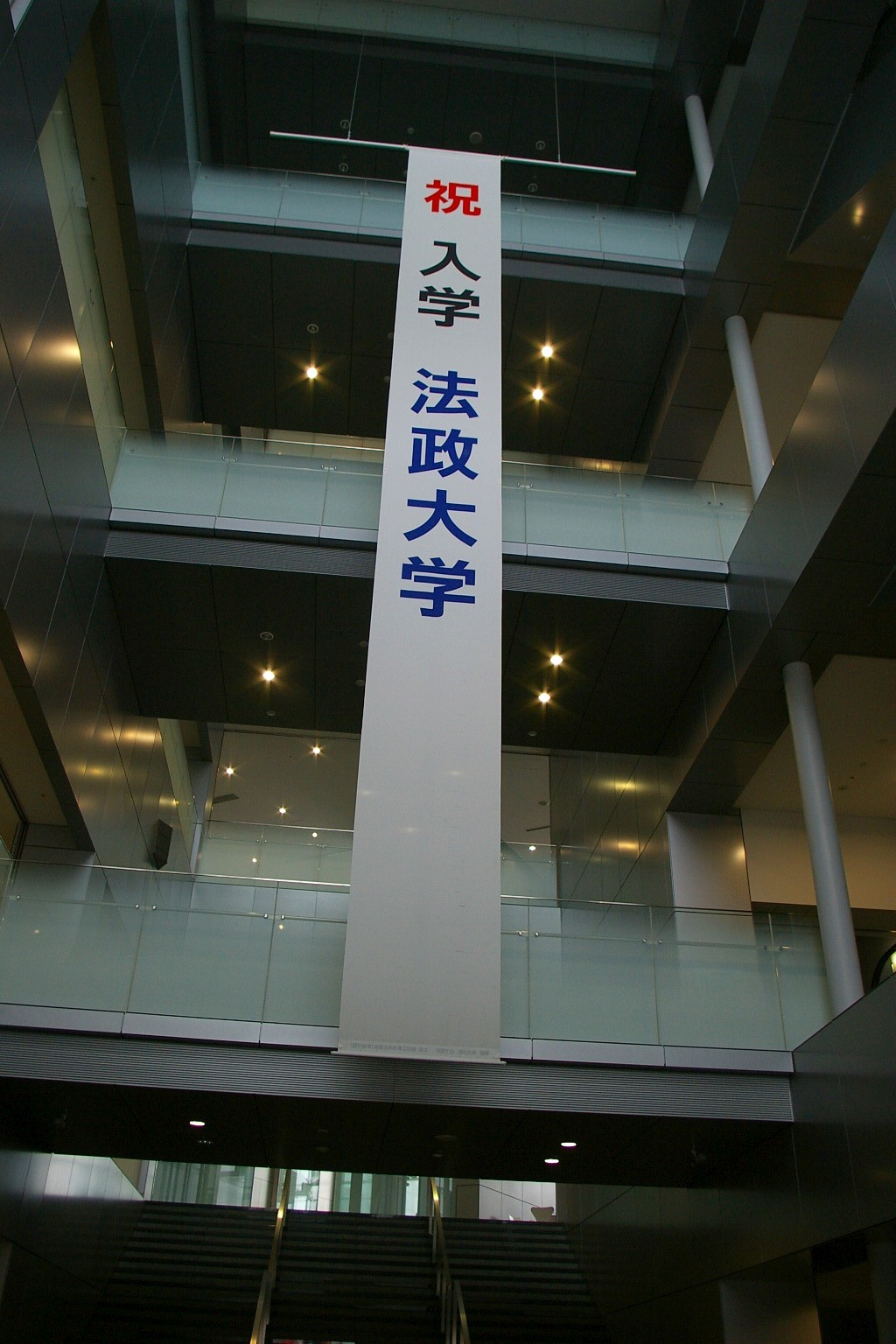
入学を祝う垂れ幕。外濠校舎吹き抜けより

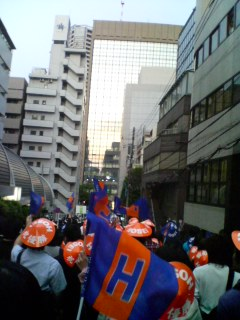
六大学野球優勝パレードの様子（2009年6月4日、神楽坂付近にて撮影）

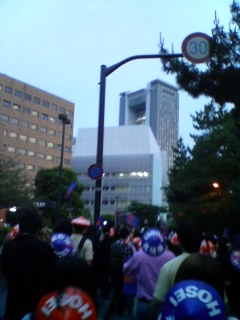
六大学野球優勝パレード。後方に見えるのが外濠校舎とボアソナード・タワー。

### 部活動・サークル活動
体育会に所属する部活動は2009年現在、合計37部存在している。後述の「スポーツ」の項目でも触れるが、数多くの部が大会などで実績を上げている。その他、リーダー部・チアリーディング部・吹奏楽部から成る応援団と第二体育会に所属する部活動が14部存在する。
サークル活動においては大学登録サークル（公認サークル）が174、非公認を含めると無数のサークルが存在している。3キャンパスそれぞれ独自に活動する団体もあれば、キャンパスを超えて活動を行っているサークルもあり、大会で優勝するなど実績を上げているサークルも少なくない。

### 学園祭

#### 自主法政祭
戦後間もない頃から開催されている大学祭であり、半世紀以上の歴史を誇る。主催は全学生によって信任された自主法政祭実行委員会である。市ケ谷キャンパスの自主法政祭は東京六大学学園祭連盟に加盟している。
法政大学の学園祭が持つ最大の特徴は大学側の関与が少ない学生主催のものであるという点であり「自主」の二文字を冠しているのもこのためである。しかし、もともと「自主」と冠していたわけはなく、20 - 30年ほど前から学生主体の意味合いをアピールする意図で付けられたものである。学園祭運営費用など大学からの助成や援助があり、そのため学生や実行委員会が大学本部と対立しているというわけではなく協力体制を敷いている。大学側の関与が少ないという点では早稲田大学の学園祭である「早稲田祭」と同様である。
自主法政祭は3キャンパスのうち市ケ谷キャンパスと多摩キャンパスで行われており、市ケ谷と多摩の実行委員会は別組織だが基本理念など根幹部分では共通する点も多い。また、この自主法政祭では学生の飲酒も自主性に任されており、過去に発生した泥酔による死亡事故の反省を踏まえ、自主法政祭実行委員と参加者双方による事故防止の啓蒙や学内の見回りが徹底されている。また市ケ谷キャンパスの法政祭では当日の警備に大学応援団も参加し、厳正に監視が行われている。しかし、学生の飲酒マナーに改善が見られないことから、現在では禁酒の措置が取られている。
自主法政祭実行委員会による厳しい審査により、各団体の企画場所等が決定される。市ケ谷キャンパスでは各学生の参加熱意が高く、ビラ貼り日にはより良い位置に貼ろうと学生が校内を走り回り、学内の壁がビラで埋め尽くされる。
市ケ谷・多摩の2つの学園祭は持つ役割や雰囲気がそれぞれ異なっており、多摩祭では広大なキャンパスを利用した「自然を生かし地域と連携した」祭りが、市ケ谷祭では学生の熱気が溢れかえる「学生文化発信の場」の意味合いを持つ。多摩キャンパスの学園祭では地域住民や家族連れなどが学生らと交流する微笑ましい光景も多く見られる。
近年の開催期間：市ケ谷キャンパスでは11月上旬の例年4日間、開催時間は連日午前8時 - 午後11時までの15時間で国内最大規模の学園祭である。多摩キャンパスでは10月下旬に土曜日曜休日を用いて、例年2日間開催される。

#### 小金井祭
旧麻布校舎で1953年から行われた「工学祭」がその起源である。小金井キャンパスでは技術連盟や有志からなる「法政大学企画実行委員会」により、毎年11月上旬に3日間「小金井祭」が開催される。他の2キャンパスとは基本理念そのものが異なっており、一味違ったものとなっている。

### オープンキャンパス
多くの有志の学生達により構成された「オープンキャンパススタッフ」が運営管理、来場者の誘導、企画進行を担っている。毎年春にスタッフ募集の告知がされ、書類選考と面接を通過した学生がスタッフとして信任され、大学側と協力しつつ当日まで準備を進める。活動は毎週のミーティングなど、クラブやサークルとほぼ同頻度で活動している。模擬授業以外のほぼ全ての企画立案・製作・実行といった一連の流れや各校舎・フロアの備品設置なども学生スタッフに任されており、これだけ学生主体で運営されているオープンキャンパスは珍しいであろう。

### 新入生歓迎祭

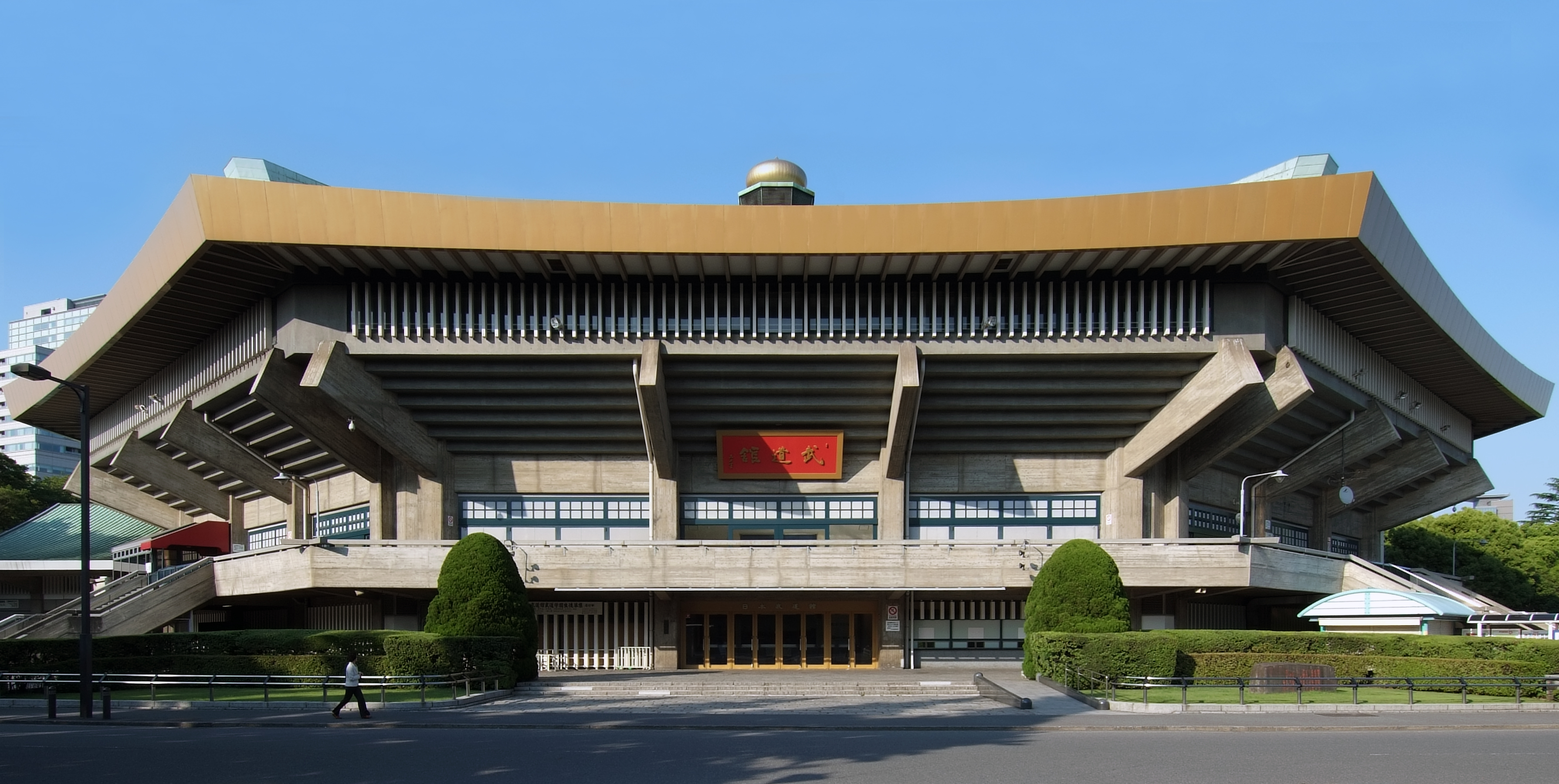
入学式が行われる日本武道館

毎年春、入学式から授業開始までの間に開催される。主に新入生を対象としたサークルや部活動などの説明会や勧誘行事が行われ、各団体がビラなどを配り新人確保を目指す。主催は自主法政祭実行委員会が兼任しており、大学側と協力し、ガイダンス後のサークル合同説明会や入学式が行われる日本武道館から市ケ谷キャンパスまでの新入生の誘導なども学生が行っている。

### スポーツ

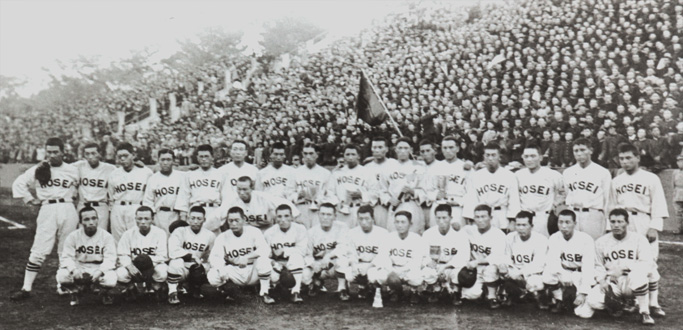
1930年（昭和5年）、東京六大学野球で初優勝した当時の野球部

- 野球部は、東京六大学野球連盟に加盟している。東京六大学野球リーグ戦では最多タイ46回優勝、全日本大学野球選手権大会では最多8回優勝、明治神宮野球大会では3回優勝しており、リーグ戦では4連覇を3度達成している[218]。
- 準硬式野球部は、東京六大学準硬式野球連盟に加盟している。東京六大学準硬式野球リーグ戦では47回優勝、全日本大学準硬式野球選手権大会では3回優勝、全日本大学選抜準硬式野球大会でも3回優勝している。また過去には、プロ野球選手（呉俊宏）を輩出した実績を持つ。
- アメリカンフットボール部は、2019年現在、関東大学リーグ戦で18回優勝、甲子園ボウルへは15回出場して5回優勝している。ニックネームは「トマホークス」であったが、2017年より「オレンジ」へ変更になった。
- ラグビー部は、第1回全国大学選手権で優勝している。2019年現在、全国大学選手権で優勝3回、準優勝5回の実績を持つ。関東ラグビーフットボール協会に所属し、関東大学ラグビーリーグ戦で戦っている。同リーグでは2019年現在、最多13回優勝の実績を持つ。
- サッカー部は2018年現在、天皇杯全日本サッカー選手権大会で準優勝1回、全日本大学選手権で優勝3回、準優勝9回であり、また、総理大臣杯では優勝5回、準優勝5回、関東大学サッカーリーグ戦1部で優勝3回、準優勝5回の実績を残している。
- 陸上競技部は、卒業生にオリンピック選手、世界陸上メダリストが存在している。また、箱根駅伝では、1931年に往路優勝、2006年に復路優勝をそれぞれ一回ずつ（総合最高位は3位）記録し、2019年現在出場回数は79回（出場回数では各大学中4位）を数える。
- 自転車競技部は　多くのオリンピック選手、世界選手権出場選手を輩出しており[219]、全日本大学選手権で10連覇した実績を持つ。
- 弓道部は、全日本学生選手権で2008年現在8度優勝、全日本学生王座決定戦で2006年現在12度優勝している。2006年は全日本学生選手権を2年連続7度目の優勝、全日本学生王座決定戦も2年連続12度目の優勝をしており、両大会同年での連覇は学生弓道54年の歴史で初めてである。
- バレーボール部は、1997年の東日本インカレ以来優勝から遠ざかっているが、関東大学リーグ戦では28回、全日本インカレでは10回の優勝記録を持っている。
- バスケットボール部は、1977年に関東選手権・関東大学リーグ戦・全日本学生選手権優勝の三冠を達成しており、2007年・2009年にも全日本学生選手権で準優勝している。ニックネームは「オレンジウィザーズ」である。
- ボート部は、インカレ上位入賞等の強豪校である。伝統の一戦4月29日（みどりの日）グリーンレガッタに参戦している。グリーンレガッタとは、法政大学・中央大学・日本体育大学・東京経済大学の4大学対抗戦で総合優勝を競い、戸田漕艇場で毎年行われている大会のことである。
- ボクシング部は、1924年創立の強豪。全日本ボクシング選手権大会に延べ39人のチャンピオン、国民体育大会に35人のチャンピオンを輩出している[220]。
- レスリング部は、世界チャンピオンをはじめ、全日本学生チャンピオンを多数誕生させている。近年は女子部員も受け入れている。

### 大学による学生生活支援
学生チャレンジ・サポート制度
個人・団体問わず、法大生が企画した課外活動を支援する制度。大学の選考委員会で認可されると、その活動に対する助成金が支給される。
デジタルコンテンツ・コンテスト
通称デジコン。2004年にトライアルとして始められ継続しているコンテストであり、毎年秋に静止画・動画・インタラクティブ（各種プログラム）の3部門に分かれ募集が行われている。
法政大学懸賞論文
1978年創設された制度。学部生・通信教育部生が出願でき、テーマは所属学部に関係なく自由に設定してできる。優秀論文は「雑誌法政」または「優秀論文集」に掲載される。
法政大学ピアサポートコミュニティ (Hosei PSC)
サークルやゼミナール活動以外にも学生同士の交流や教養の場を提供するべく設立されたシステム。年間を通じて学生に多数の課外活動を提案、実行を行っている。2007年度文部科学省「新たな社会的ニーズに対応した学生支援プログラム（学生支援GP）」に採択された。学生スタッフを中心に、エンパワーメント、課外教養プログラム、キャリア支援、同郷会、障がい学生支援、ピア・サポート、ボランティア支援7つのプロジェクトに分かれ活発に活動している。
法政大学ボランティアセンター
学生へのボランティア活動の紹介・活動のサポートや学内外ボランティア団体間の仲介等を行う。2006年の学生団体からの提言・2007年にピアサポートコミュニティ内でボランティア支援プロジェクトが発足したことをきっかけに2009年4月に設立された。学生スタッフを中心に活動しており、市ケ谷・小金井・多摩の各キャンパスに設置されている。市ヶ谷ボランティアセンターでは、福島被災地スタディツアーが毎年の恒例となっている。

### その他
多摩スポーツフェスティバル
多摩キャンパスにおいて年に1度行われるスポーツ大会。体育祭に似た雰囲気のイベントで、各競技の勝利者には多摩キャンパス内で使用可能な買い物券が進呈される。
小金井スポーツ大会
小金井キャンパスにおいて年に1度行われるスポーツ大会。
- その他、課外活動として新入生合宿、子供理科教室、多摩キャンパスダンススクールなどがある。
- 入学式と卒業式（学位授与式）は日本武道館で行われる。毎年北の丸公園や外濠公園の桜並木が市ケ谷キャンパスを彩る。

## 社会との関わり

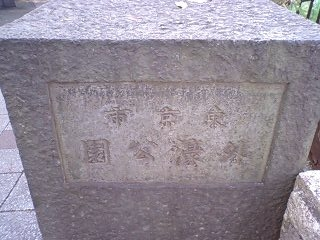
大学向かい・新見附橋付近の公園入口に残っている外濠公園石標。法大と関係性が深い。

法政大学はこれまでに43万人以上 の人材を輩出しており、各界で多くの卒業生が活躍している。また、法政大学教授・准教授の中にはテレビの報道番組や情報番組等にコメンテーターとして出演している者や、各新聞社・出版社の記事に取材コメントを寄せている者も多い。東京六大学としての交流も深く、スポーツ界においては野球を筆頭に多くのアスリートを輩出しており、プロ野球選手をはじめ、オリンピック出場選手も多数輩出している。

### 法政大学と外濠
千代田区との提携による「千代田学」研究の一つとして、「350年の歴史遺産・外濠の再生デザインと整備戦略」がある。

市ケ谷キャンパスに隣接する外濠公園の設置の経緯に法政大学は大きく関わっており、千代田区の資料にも「法政大学と外濠は切っても切れない深い関係がある」とまとめられている。校歌にも「蛍集めむ門の外濠」の一節がある。現在でも上記の研究や授業・課外活動等の各方面で外濠・外濠公園との関係は続いている。

### その他
- 法政大学の前身である東京法学社の創立に関わった金丸鉄と伊藤修はいずれも杵築藩出身であり、1993年（平成5年）に両名の功績を称えるため杵築市の城山公園に法政大学創立者顕彰碑が建てられた。また、2017年（平成29年）には杵築市産茶葉を用いた大学ブランド茶「ほうせい茶」が製品化された[224][225][226]。
- 文部科学省・高等教育政策転換政策による、第三者評価機関による大学の周期的評価の義務づけに対し、法政大学は他私立大学に先行して2003年に「法政大学第三者評価委員会」を設置している。この評価委員会には東京大学名誉教授なども参加している[227]。
- 法政大学では国内の大学でも有数の環境センターを設置している。グリーンユニバーシティをキーワードに掲げ、1999年3月には環境憲章を制定。同9月には、総合大学としては日本で初めてISO14001を取得するなど高く評価されている[228]。学内ではエネルギー温暖化対策小委員会・資源リサイクル小委員会・グリーン購入小委員会・サステナビリティ教育研究小委員会を設置し、ゴミの分別回収や屋上緑化等の具体的活動を行っている。
- 教育保証、教学改革、卒業生や在学生・それらの父母と大学とのネットワーク強化、それらによる協力・支援関係の構築を目指す法政オレンジネットワーク事業をスタートさせている。具体的には法政オレンジCAMPUSカード（大学公式クレジットカード）、法政オレンジコミュニティ（関係者専用SNS、2009年12月末日をもって終了）、法政フェア、卒業生データベース再構築によるものである。
- 大学では新入生および卒業生に対し、大学生活や大学設備全般に対するアンケート調査を行っている。さらに保護者に対しては大学の社会的評価や大学への要求事項などをアンケート調査している。それら結果は大学ホームページにて公開している。
- 大学の予算・決算および事業報告は毎年度必ずホームページにて公開している。その他、事業計画書・財産目録・監事監査報告書などの公開も行っている。
- 各文芸作品にも登場している。テレビドラマではロケ地として選ばれることもある。代表例としてはNHK連続テレビ小説『ちゅらさん』にて「古波蔵恵里と前原琉美子が受験した東都大学」として多摩キャンパスが、同『こころ』にて「朝倉倖が通う青葉山学園」として市ケ谷キャンパス富士見坂校舎が登場している[229]。このほか、市ケ谷キャンパスがライトノベル原作のテレビアニメ『ゴールデンタイム』において、主人公たちが通う大学のモデルとなった[230]。

## 附属学校
学校法人法政大学は以下の大学附属学校を設置している。
- 法政大学中学校・高等学校（東京都三鷹市）
- 法政大学第二中学校・高等学校（神奈川県川崎市中原区）
- 法政大学国際高等学校（神奈川県横浜市鶴見区）

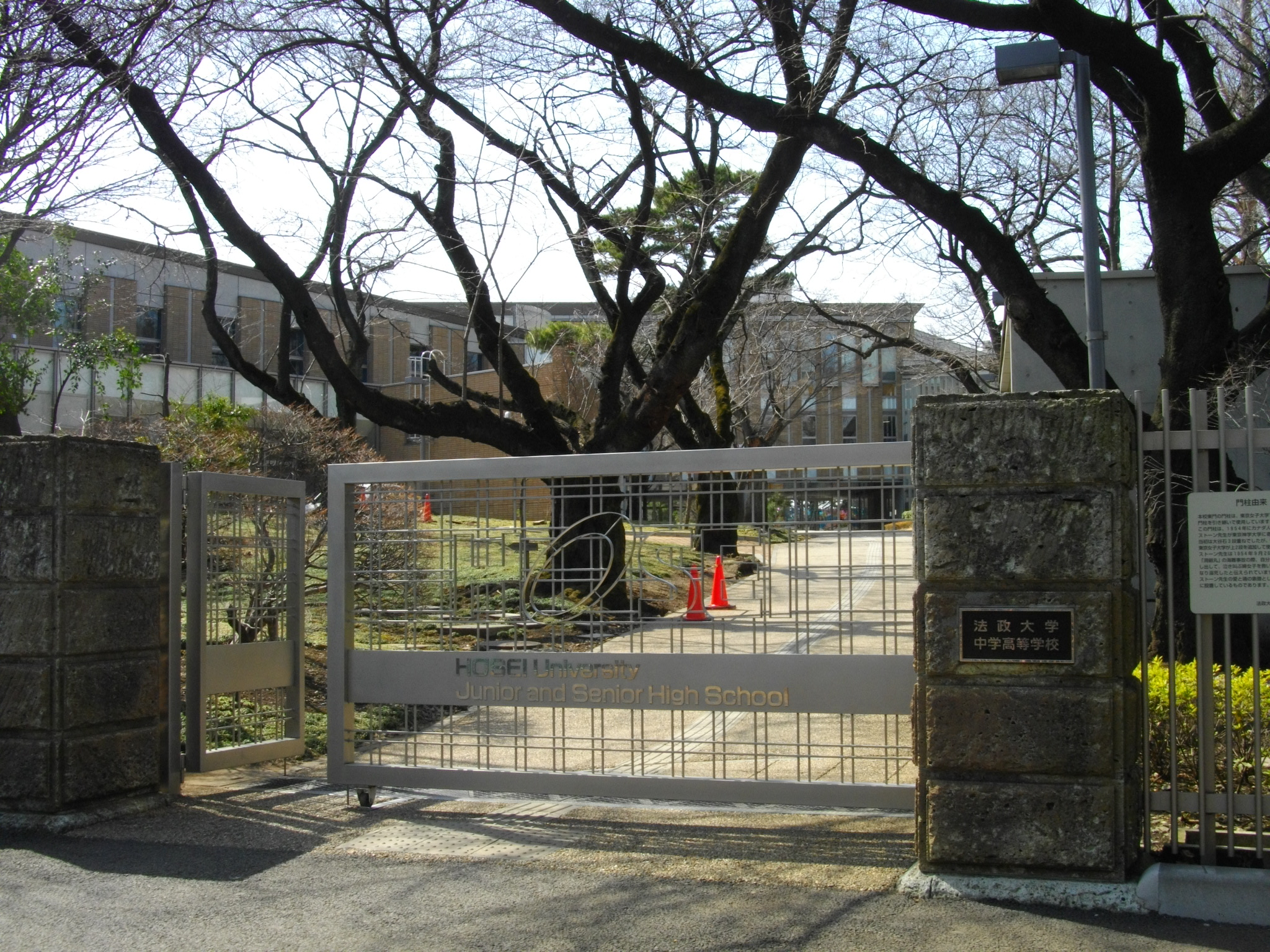
法政大学中学校・高等学校
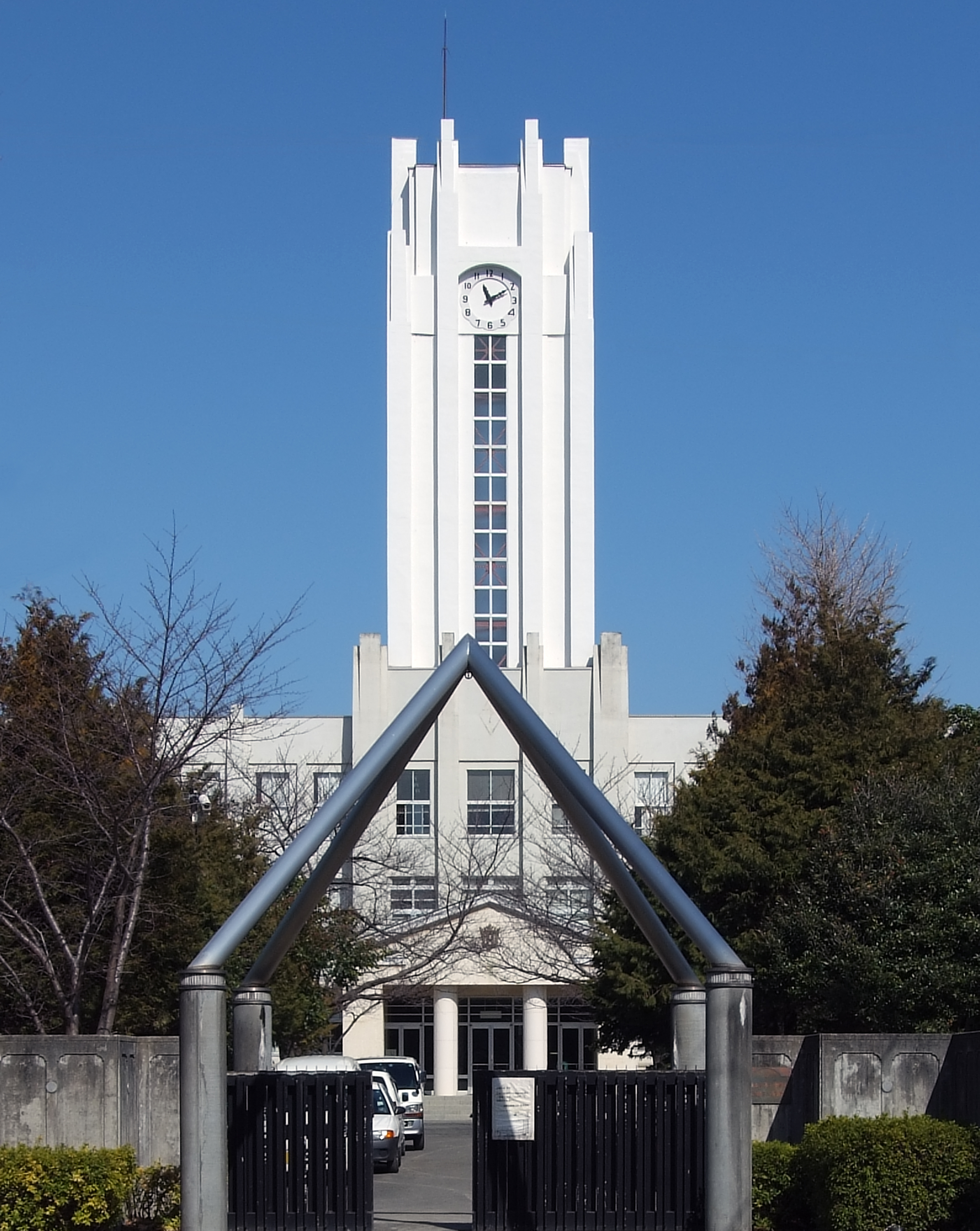
法政大学第二中学校・高等学校
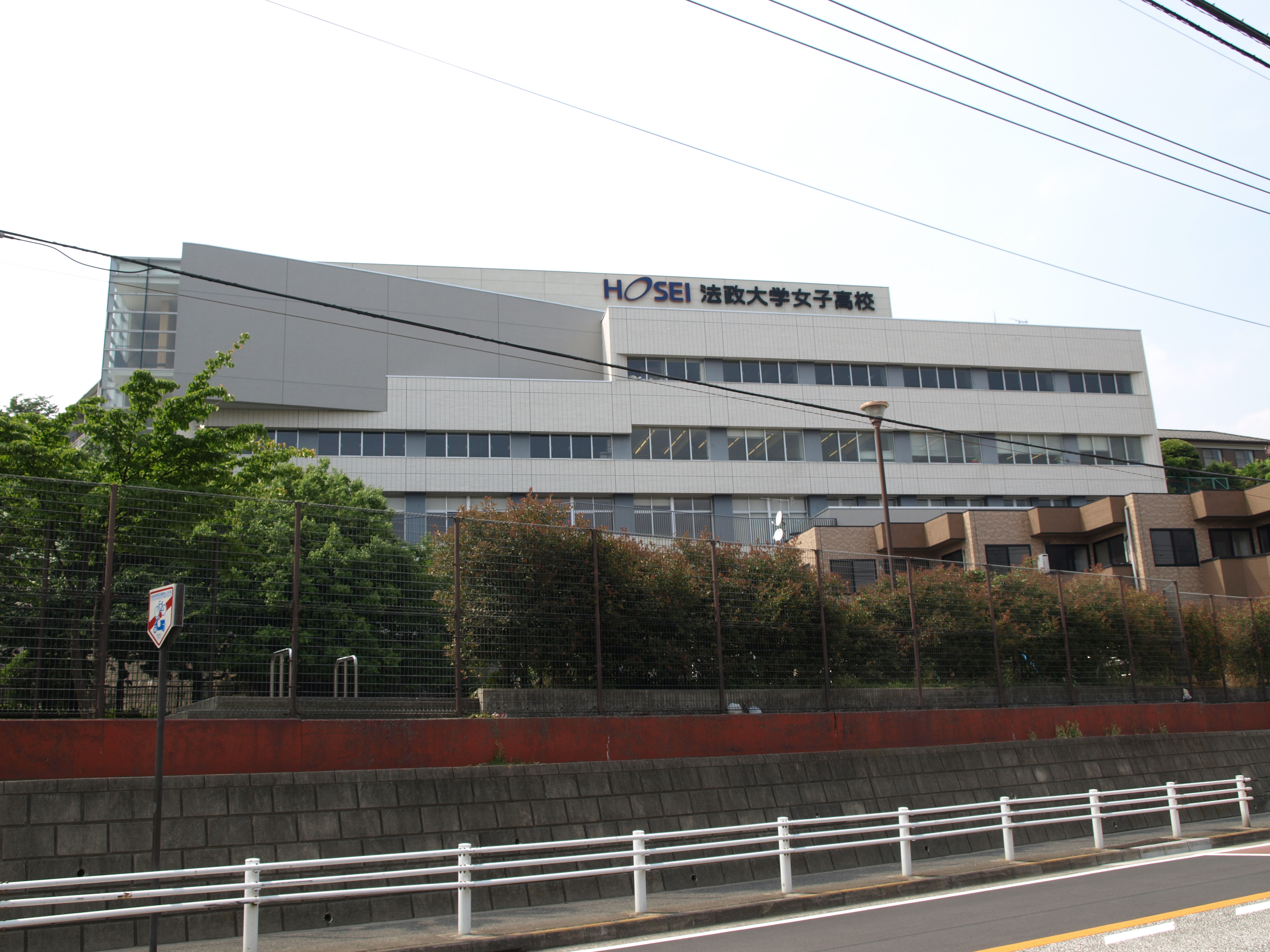
法政大学国際高等学校

## 関連会社
- 株式会社エイチ・ユー[231]